# Llista d'episodis d'El detectiu Conan (temporades 11-20)
El detectiu Conan és una sèrie d'animació basada en el manga homònim creada per Gosho Aoyama. L'anime està produït per TMS Entertainment. Actualment la sèrie s'emet en català pel canal SX3 de Televisió de Catalunya.
La numeració catalana correspon a la posada per Televisió de Catalunya.
Els capítols especials tenen el títol emmarcat dins d'un requadre verd. Són capítols de major durada que s'emeten sencers al Japó, però que la resta del món obté fragmentats perquè durin el mateix que un episodi normal.
Els títols dels episodis són els oficials del doblatge català central (TVC).
Els colors dels episodis fan referència a:
- Blanc: episodis basats en capítols del manga però que no segueixen l'argument principal de la sèrie.
- Groc: episodis basats en capítols del manga que segueixen la trama i que poden ajudar a entendre l'argument principal de la sèrie.
- Blau clar: episodis que són originals de l'anime, és a dir, que no estan basats en el manga.

En aquest article es troben les temporades entre l'onzena (2006) i la vintena (2015). La resta es poden trobar a la llista d'episodis d'El detectiu Conan.

## Resum
|  | Temporada 11 | 425-459 (35) | 459-499 (41) | 2006 | 2009              |
|  | Temporada 12 | 460-490 (31) | 500-537 (38) | 2007 | 2009              |
|  | Temporada 13 | 491-520 (30) | 538-569 (32) | 2008 | 2009, 2010 i 2017 |
|  | Temporada 14 | 521-561 (41) | 570-612 (43) | 2009 | 2017              |
|  | Temporada 15 | 562-601 (40) | 613-652 (40) | 2010 | 2017 i 2018       |
|  | Temporada 16 | 602-641 (40) | 653-692 (40) | 2011 | 2018              |
|  | Temporada 17 | 642-680 (39) | 693-732 (40) | 2012 | 2018 i 2019       |
|  | Temporada 18 | 681-723 (43) | 733-775 (43) | 2013 | 2019              |
|  | Temporada 19 | 724-762 (39) | 776-815 (40) | 2014 | 2019              |
|  | Temporada 20 | 763-803 (41) | 816-856 (41) | 2015 | 2019              |

## Temporada 11 (2006)
| EP# | EP#  | EP#   | Títol en català | Adaptat de | Estrena en japonès      | Estrena en català     |
| Cat. | Jap. | Temp. | Títol en català | Adaptat de | Estrena en japonès      | Estrena en català     |
| --- | ---- | ----- | --- | ---------- | ----------------------- | --------------------- |
| 459 | 425  | 1     | Impacte negre! A l'abast dels braços de l'organització (I) "Burakku Inpakuto! Soshiki no Te ga Todoku Shunkan" (ブラックインパクト! 組織の手が届く瞬間)                              | 499-504    | 9 de gener del 2006     | 7 de març del 2009    |
| Un bon dia, una jove presentadora de televisió anomenada Rena Mizunashi demana ajuda a en Kogoro. Enmig del cas, en Conan amaga un micròfon dins un xiclet que posteriorment es queda enganxat a una de les sabates de la presentadora. Quan tot està resolt, se'n tornen cap a casa, i de camí, sent pels altaveus de les seves ulleres com la Rena marca la melodia d'Els 7 petits corbs, deixant clar que és membre de l'Organització i que el seu nom en clau és Kir!!! En Conan no es pot estar sense fer res, i amb l'ajuda de l'FBI intenta saber-ne més coses sobre aquests misteriosos Homes de negre, dels quals també descobreix la identitat de 2 més: Korn i Chianti. Després d'una sèrie d'esdeveniments, la Kir té un accident de moto i és portada a l'hospital en estat de coma sota la custòdia de l'FBI.                                                                                 |      |       | |            |                         |                       |
| 460 | 425  | 2     | Impacte negre! A l'abast dels braços de l'organització (II) "Burakku Inpakuto! Soshiki no Te ga Todoku Shunkan" (ブラックインパクト! 組織の手が届く瞬間)                             | 499-504    | 9 de gener del 2006     | 7 de març del 2009    |
| 461 | 425  | 3     | Impacte negre! A l'abast dels braços de l'organització (III) "Burakku Inpakuto! Soshiki no Te ga Todoku Shunkan" (ブラックインパクト! 組織の手が届く瞬間)                            | 499-504    | 9 de gener del 2006     | 8 de març del 2009    |
| 462 | 425  | 4     | Impacte negre! A l'abast dels braços de l'organització (IV) "Burakku Inpakuto! Soshiki no Te ga Todoku Shunkan" (ブラックインパクト! 組織の手が届く瞬間)                             | 499-504    | 9 de gener del 2006     | 8 de març del 2009    |
| 463 | 425  | 5     | Impacte negre! A l'abast dels braços de l'organització (V) "Burakku Inpakuto! Soshiki no Te ga Todoku Shunkan" (ブラックインパクト! 組織の手が届く瞬間)                              | 499-504    | 9 de gener del 2006     | 8 de març del 2009    |
| 464 | 426  | 6     | Una carta d'amor per a la Ran "Ran heno Rabu Retaa" (蘭へのラブレター) | Original   | 16 de gener del 2006    | 7 de febrer del 2009  |
| La Ran ha rebut la primera carta d'amor de la seva vida, i en Conan es posa una mica nerviós, val a dir. Però mentre els dos amics parlen del tema, troben la Yuriko Tohno, una noia que també havia estudiat a l'escola de Teitan. La Yuriko els explica un cas ben estrany: un lladre ha entrat a casa seva, però els diners que tenia en un sobre encara hi són, tot i que sembla que algú els hagi tret del sobre i els hi hagi tornat a ficar. A més, algú ha ofert encens a l'altar del seu difunt marit i... sembla que algú també ha obert el seu diari l'ha llegit! En Conan ajudarà la Yuriko a descobrir què ha passat... i mentrestant potser també s'aclarirà el misteri de la carta d'amor anònima que ha rebut la Ran! |      |       | |            |                         |                       |
| 465 | 427  | 7     | El camí supersecret per anar a l'escola (I) "Chōhimitsu no Tsūgakuro (Zenpen)" (超秘密の通学路(前編))                                                                                | 505-506    | 23 de gener del 2006    | 11 de gener del 2009  |
| La Shoko Amemiya ha desaparegut. En Conan i l'Ai sospiten que la desaparició no tingui a veure amb ells perquè la Shoko s'assembla a l'Ai i perquè el professor de l'escola de la Shoko acabava e canviar. Podria ser que el professor nou fos un membre de l'Organització? Quan en Conan i els altres van a l'escola a investigar, el professor nou no para de llançar-los mirades estranyes. A més, el veí de la Shoko, amb qui han anat a parlar, els assegura que la noia havia sortit de bon matí per anar tranquil·lament cap a l'escola... |      |       | |            |                         |                       |
| 466 | 428  | 8     | El camí supersecret per anar a l'escola (II) "Chōhimitsu no Tsūgakuro (Kōhen)" (超秘密の通学路(後編))                                                                                | 506-507    | 30 de gener del 2006    | 11 de gener del 2009  |
| En Conan i els altres troben els gatets que cuidava la Shoko, a dintre d'un vell magatzem. Allà davant mateix hi troben trossos d'un fanal de cotxe i taques de sang. Al cap de poc, davant de l'hospital de Niide troben un cotxe que sembla que hagi tingut un accident semblant. La Shoko dorm profundament en una de les sales de l'hospital! I... el nou professor de l'escola els ha seguit! |      |       | |            |                         |                       |
| 467 | 429  | 9     | Un punt sense retorn (I) "Mō Modorenai Futari (Zenpen)" (もう戻れない二人(前編)) | 508-509    | 6 de febrer del 2006    | 14 de març del 2009   |
| El senyor Kogoro rep la visita de Misumi, un noi preocupat perquè la seva nòvia ha desaparegut després que es barallessin. En Kogoro accepta el cas i, amb el seu nou client van al lloc on la parella es va conèixer. Allà hi troben la noia a dins d'un cotxe que havia llogat en Misumi, el seu nòvio. Les portes estan tancades hermèticament amb cinta adhesiva, i al seient de l'acompanyant hi ha una estufa de carbó. La policia conclou que la noia s'ha suïcidat, però en Conan no ho acaba de veure clar... |      |       | |            |                         |                       |
| 468 | 430  | 10    | Un punt sense retorn (II) "Mō Modorenai Futari (Kōhen)" (もう戻れない二人(後編)) | 509-510    | 13 de febrer del 2006   | 14 de març del 2009   |
| Les deduccions del Kogoro dorment aclariran que un cas de suïcidi que semblava absolutament clar, en realitat és un homicidi amb totes les lletres. Però perquè tot quedi definitivament clar caldrà combinar molt hàbilment una sèrie d'indicis que semblen del tot desconnectats: un llibre que acaba d'aparèixer a les llibreries, un encenedor amagat, uns trossos de cinta adhesiva tallats pel mig amb molta cura... Com s'ho pot haver manegat en Misumi per simular el suïcidi de la seva nòvia? |      |       | |            |                         |                       |
| 469 | 431  | 11    | La història d'amor dels investigadors de la Central Metropolitana 7 (I) "Honchō no Keiji Koimonogatari 7 (Zenpen)" (本庁の刑事恋物語7(前編))                                         | 511-512    | 20 de febrer del 2006   | 18 de gener del 2009  |
| En Conan, la Ran i en Kogoro troben per casualitat els inspectors Takagi i Chiba en un restaurant. Hi han anat a una feta organitzada per en Masashi, un amic de la infantesa d'en Chiba. Llavors la Sato es presenta per sorpresa, s'empipa de valent, i en Takagi no sap on amagar-se! Al cap d'una estona, la germana gran d'en Masashi, però, vol tornar a casa perquè està amoïnada per en Kouta, el seu cosí, que ha deixat tot sol a casa. Per tranquil·litzar-la, decideixen que aniran tots junts a cercar el noiet i, quan arriben a la casa, troben una nota que diu: "Tinc el vostre cosí. Prepareu un milió de iens". Què pot haver passa? Només tenen una pista: en Kouta va explicar a la seva cosina que, un dia que va estar a casa d'un home misteriós, va sentir la veu d'en Masashi al contestador, convidant-lo a la festa. El segrestador, per tant, podria ser un amic d'en Masashi! |      |       | |            |                         |                       |
| 470 | 432  | 12    | La història d'amor dels investigadors de la Central Metropolitana 7 (II) "Honchō no Keiji Koimonogatari 7 (Kōhen)" (本庁の刑事恋物語7(後編))                                         | 513-514    | 27 de febrer del 2006   | 18 de gener del 2009  |
| Tres amics d'en Masashi són sospitosos del segrest: en Rokuda, un amic de la infantesa, en Hikiya, un antic company de l'institut i en Satsuka, el director del gimnàs on treballa en Masashi. Inesperadamentm, però, mentre tots miren de fer deduccions per enxampar el segrestador, en Kouta apareix... sa i estalvi! Això sí, hi ha un detall molt intrigant: en nen porta els mitjons ben molls. En Takagi, més ràpid que ningú, troba la solució de l'enigma. Només calia entendre per què els mitjons d'en Kouta eren molls... Per cert, després d'aclarir-ho tot, quan en Takagi torna cap a casa amb la Sato, li llança unes mirades apassionadíssimes, sense fer gens de cas d'en Conan i els altres, que són al seient del darrere! |      |       | |            |                         |                       |
| 471 | 433  | 13    | Conan, sí que n'ets d'estrany! "Konan Hen na Ko" (コナン変な子) | Original   | 6 de març del 2006      | 19 de gener del 2009  |
| En Conan i en Kogoro van a veure un novel·lista molt popular, en Shu Outsu. Però resulta que, quan arriben a la casa de l'escriptor, veuen que s'està barallant amb el seu fill, que l'acusa de no ser ell qui escriu les seves novel·les. El secretari de l'escriptor els fa sortir a correcuita i els diu que tornin més tard, però quan tornen a la casa, troben l'escriptor mort amb un ceptre a la mà. En Conan no triga a deduir que el ceptre conté la clau del crim... |      |       | |            |                         |                       |
| 472 | 434  | 14    | La proesa de la Kuru! "Meiken Kūru no Otegara" (名犬クールのお手柄) | Original   | 20 de març del 2006     | 19 de gener del 2009  |
| En Conan i la Ran s'ho passen de primera mirant com juguen dos gossos, una retriever daurada, la Kuru, i un sétter irlandès, que es diu Musashi. Resulta que en Kogoro ha rebut la visita d'una clienta que és veïna dels amos dels gossos, i que té por que en Musashi la mossegui. I resulta que les seves sospites no deixaven de ser certes, perquè el gos no la mossega a ella, però sí mossega la seva sogra, la Kinue, que mor del xoc produït per la ferida. Com s'ho farà en Conan per descobrir que en realitat es tracta d'un assassinat? Sempre pot comptar amb l'ajuda de la Kuru... |      |       | |            |                         |                       |
| 473 | 435  | 15    | La lliga de Detectius Júnior i l'entrevista! (I) "Tantei-dan ni Chūme Shuzai (Zenpen)" (探偵団に注目取材(前編))                                                                      | 515-516    | 27 de març del 2006     | 24 de gener del 2009  |
| Un escriptor free-lance, en Masahito Sugimori, vol entrevistar ells membres de la lliga de detectius júnior. Això no tindria res d'especial si no fos que quan en Conan i els seus companys arriben a casa de l'escriptor, el troben mort! En Conan no triga a deduir que el contestador automàtic ha estat manipulat per simular una coartada. Al contestador hi ha quatre missatges. Un d'ells és de l'assassí... |      |       | |            |                         |                       |
| 474 | 436  | 16    | La lliga de Detectius Júnior i l'entrevista! (II) "Tantei-dan ni Chūme Shuzai (Kōhen)" (探偵団に注目取材(後編))                                                                      | 516-517    | 3 d'abril del 2006      | 24 de gener del 2009  |
| Tots els missatges que hi ha al contestador automàtic de Masahito Suhimori contenen algun so que deixa del tot clara la coartada de les persones que van trucar a la casa pels volts del moment del crim. En Conan està segur de qui és el culpable, però aquest cop no ho pot dir directament. Resulta que la senyoreta Kobayashi no para d'observar-lo amb una atenció que no és gens ni mica normal. En Conan està més nerviós de l'habitual i els seus poders de deducció disminueixen. Què li passa a la senyoreta Kobayashi? |      |       | |            |                         |                       |
| 475 | 437  | 17    | La promesa de l'Aya Ueto i d'en Shinichi, quatre anys enrere "Ueto Aya to Shinichi Yonenmae no Yakusoku" (上戸彩と新一 4年前の約束)                                                  | Original   | 10 d'abril del 2006     | 25 de gener del 2009  |
| L'Aya Ueto, una famosa actriu, visita la casa d'en Shinichi, per demanar-li que trobi la seva amiga Fumie Koda, que ha desaparegut. L'Aya creu que la desaparició té a veure amb un programa de televisió on ella apareix com a protagonista. Resulta que la Fumie va perdre la seva única filla quan la noia tenia disset anys, i el sentiment de culpa perquè no va poder estar amb ella l'està empenyent cap al suïcidi. En Conan, però, trobarà una manera molt enginyosa d'alleujar la Fumie del seu terrible sentiment de culpa, amb l'ajuda de l'Aya. |      |       | |            |                         |                       |
| 476 | 438  | 18    | Seguint la pista del missatge del peix "Osakana Mēru no Tsuiseki" (お魚メールの追跡)                                                                                                 | 523-524    | 15 de maig del 2006     | 25 de gener 2009      |
| L'Asuza Enomoto, que és cambrera al cafè Poirot, explica a en Kogono, en Conan i la Ran, que està amoïnada per un noi de cinc anys que es diu Michiru Osabe, que molt sovint va al cafè amb el seu pare. Resulta que, només en un dia, ha rebut quatre correus electrònics del noi! Pel que es dedueix dels correus electrònics, en Michiru és sol en un cotxe. També aconsegueixen deduir que ha anat a pescar amb el seu pare. El quart correu electrònic és el més enigmàtic de tots. Diu: "potser moriré com el peix, atrapat en una xarxa". En Conan, en Kogoro i la Ran hauran de donar el millor d'ells mateixos per poder salvar el noi... |      |       | |            |                         |                       |
| 477 | 439  | 19    | Que tothom desaparegui "Soshite Daremo Inakunarebaī" (そして誰もいなくなればいい) | Original   | 22 de maig del 2006     | 31 de gener del 2009  |
| Dos homes, en Yasutaro Sasamoto i en Toshiyuki Kamio, es presenten a l'agència de detectius Mouri i expliquen que fa sis mesos, en Kamio, que és director d'una revista de misteri, va rebre el manuscrit d'una novel·la que explica que ells dos i una altra persona, en Takeshi Nezu, que van criticar l'autor Teiichi Hikage, moririen. La tercera persona ja va morir com explicava la novel·la, i en Sasamoto i en Kamio han estat a punt de morir en dos accidents que feien tota la cara de ser provocats. Les explicacions d'en Kamio resulten molt convincents, però en Conan troba que no acaben d'encaixar. En Teiichi Hikage no pot ser l'assassí, perquè es va suïcidar a causa de les crítiques rebudes. Així, qui pot haver tingut interès a eliminar en Takeshi Nezu? En Conan no trigarà a posar en acció les seves extraordinàries habilitats deductives!                                 |      |       | |            |                         |                       |
| 478 | 440  | 20    | Una escena extremadament perillosa "Kyokugen no Kaa Sutanto" (極限のカースタント) | Original   | 29 de maig del 2006     | 31 de gener del 2009  |
| En Conan i tota la colla van a veure la filmació d'una pel·lícula d'acció. Quan arriben, justament el director, en Shinji Fukamachi, discuteix amb un especialista en escenes perilloses, en Kengo Rikiishi, la millor manera de roda una escena. El director no vol rodar-la fent servir un sol cotxe, perquè és massa perillosa, però en Kengo decideix fer-ho de la manera més difícil. I... quan el cotxe cau del terrat d'una casa i esclata, no aconsegueix saltar a temps. Tothom ha pogut veure que s'ha tractat d'un accident. Tothom menys en Conan, és clar, perquè la seva increïble capacitat d'observació li fa notar que les coses no acaben de quadrar... |      |       | |            |                         |                       |
| 479 | 441  | 21    | L'última mossegada "Saigo no Ān" (最期のアーン) | Original   | 5 de juny del 2006      | 1 de febrer del 2009  |
| Un home que es diu Nobuo Yamamoto apareix mort en una habitació de casa seva. Tot indica que s'ha suïcidat engegant-se un tret a la boca. Un altre home, en Saburo Nakanishi, ha estat vist sortint de l'habitació d'en Yamamoto poc abans que se sentís el tret. Resulta que al costat del cadàver s'hi troba una nota en què en Yamamoto demana perdó a en Nakanishi. En Kogoro dedueix que en Nakanishi és l'assassí, però en Conan no pensa el mateix. Ja que a l'habitació no hi ha senyals de lluita, com pot haver aconseguit l'assassí que la víctima obrís la boca per ficar-li la pistola? Les coses comencen a quadrar si pensem que una persona que sempre ens pot fer obrir la boca és el dentista. Hi ha cap dentista entre els coneguts de Yamamoto? |      |       | |            |                         |                       |
| 480 | 442  | 22    | L'home amb una fractura com a obstacle "Tekkotsu ni Habamareta Otoko" (鉄骨に阻まれた男)                                                                                             | Original   | 12 de juny del 2006     | 1 de febrer del 2009  |
| Un jove, en Daijiro Manaka, s'ha intentat suïcidar, però no n'ha sortit. Els membres de la Lliga de Detectius júnior descobreixen que es tracta d'un artista desconegut i pobre que només té un sol familiar: un oncle molt ric que es nega de totes totes a ajudar-lo. Sembla que en Manaka es volia suïcidar a casa del seu oncle per demostrar-li el seu ressentiment. Però en Conan s'adona que, en realitat en Manaka tenia previst matar el seu oncle perquè no l'havia comprès mai. En Conan, però, després de parlar amb en Manaka, de seguida comprèn el que passa. Serà possible que, en realitat, oncle i nebot s'estimin moltíssim i acabin reconciliant-se? Perquè al capdavall... qui és el misteriós comprador dels quadres d'en Manaka? |      |       | |            |                         |                       |
| 481 | 443  | 23    | L'home que sospirava buscant cloïsses (I) "Tameiki Shiohigari (Zenpen)" (ため息潮干狩り(前編))                                                                                       | 525-526    | 19 de juny del 2006     | 8 de febrer del 2009  |
| 482 | 444  | 24    | L'home que sospirava buscant cloïsses (II) "Tameiki Shiohigari (Kōhen)" (ため息潮干狩り(後編))                                                                                       | 526-527    | 26 de juny del 2006     | 8 de febrer del 2009  |
| 483 | 445  | 25    | El secret del blau rus "Roshian Burū no Himitsu" (ロシアンブルーの秘密) | 528-529    | 3 de juliol del 2006    | 14 de febrer del 2009 |
| 484 | 446  | 26    | La finestra occidental segellada (I) "Fūin-sareta Yōsō (Zenpen)" (封印された洋窓(前編))                                                                                              | 530-531    | 17 de juliol del 2006   | 15 de març del 2009   |
| 485 | 447  | 27    | La finestra occidental segellada (II) "Fūin-sareta Yōsō (Kōhen)" (封印された洋窓(後編))                                                                                              | 531-532    | 24 de juliol del 2006   | 15 de març del 2009   |
| 486 | 448  | 28    | El cas de l'agulla tonyinera de Meguro "Meguro no Sanma Jiken" (目黒の秋刀魚事件) | Original   | 31 de juliol del 2006   | 14 de febrer del 2009 |
| 487 | 449  | 29    | La història d'amor dels inspectors de la policia metropolitana. Unes noces enganyoses (I) "Honchō no Keiji Koimonogatari Itsuwari no Uedingu" (本庁の刑事恋物語 偽りのウエディング)  | 535-537    | 14 d'agost del 2006     | 15 de febrer del 2009 |
| 488 | 449  | 30    | La història d'amor dels inspectors de la policia metropolitana. Unes noces enganyoses (II) "Honchō no Keiji Koimonogatari Itsuwari no Uedingu" (本庁の刑事恋物語 偽りのウエディング) | 535-537    | 14 d'agost del 2006     | 15 de febrer del 2009 |
| 489 | 450  | 31    | Els muntatges contra la màgia (I) "Torikku vs Majikku (Zenpen)" (トリックvsマジック(前編))                                                                                           | Original   | 21 d'agost del 2006     | 21 de febrer del 2009 |
| 490 | 451  | 32    | Els muntatges contra la màgia (II) "Torikku vs Majikku (Kōhen)" (トリックvsマジック(後編))                                                                                           | Original   | 28 d'agost del 2006     | 21 de febrer del 2009 |
| 491 | 452  | 33    | El fantasma de Konpira (I) "Konpira-za no Kaijin" (こんぴら座の怪人) | Original   | 11 de setembre del 2006 | 22 de febrer del 2009 |
| 492 | 452  | 34    | El fantasma de Konpira (II) "Konpira-za no Kaijin" (こんぴら座の怪人) | Original   | 11 de setembre del 2006 | 22 de febrer del 2009 |
| 493 | 453  | 35    | La preestrena del karma i de l'amistat "Innen to Yūjō no Shishakai" (因縁と友情の試写会)                                                                                             | 533-534    | 18 de setembre del 2006 | 28 de febrer del 2009 |
| 494 | 454  | 36    | Un desenllaç capgirat (I) "Hikkurikaetta Ketsumatsu (Zenpen)" (ひっくり返った結末(前編))                                                                                             | 538-539    | 2 d'octubre del 2006    | 1 de març del 2009    |
| 495 | 455  | 37    | Un desenllaç capgirat (II) "Hikkurikaetta Ketsumatsu (Kōhen)" (ひっくり返った結末(後編))                                                                                             | 539-540    | 9 d'octubre del 2006    | 1 de març del 2009    |
| 496 | 456  | 38    | La meva novel·la preferida "Ore ga Aishita Misuterī" (俺が愛したミステリー) | Original   | 16 d'octubre del 2006   | 28 de febrer del 2009 |
| 497 | 457  | 39    | El mocador vermell de la Sonoko (I) "Sonoko no Akai Hankachi (Zenpen)" (園子の赤いハンカチ(前編))                                                                                    | 541-542    | 20 de novembre del 2006 | 21 de març del 2009   |
| 498 | 458  | 40    | El mocador vermell de la Sonoko (II) "Sonoko no Akai Hankachi (Kōhen)" (園子の赤いハンカチ(後編))                                                                                    | 542-543    | 27 de novembre del 2006 | 21 de març del 2009   |
| 499 | 459  | 41    | L'abominable home de les normes "Kaijin Gachigachi Kisoku Otoko" (怪人ガチガチ規則男)                                                                                                | Original   | 4 de desembre del 2006  | 22 de març del 2009   |

## Temporada 12 (2007)
| EP#  | EP#  | EP#   | Títol en català | Adaptat de | Estrena en japonès      | Estrena en català       |
| Cat. | Jap. | Temp. | Títol en català | Adaptat de | Estrena en japonès      | Estrena en català       |
| ---- | ---- | ----- | --- | ---------- | ----------------------- | ----------------------- |
| 500  | 460  | 1     | La gran operació de 1-B "Ichi-nen B-Gumi Daisakusen!" (1年B組大作戦!) | 548-549    | 15 de gener del 2007    | 22 de març del 2009     |
| 501  | 461  | 2     | La pàgina que havia desaparegut "Kieta Ichi Pēji" (消えた1ページ) | Original   | 22 de gener del 2007    | 5 d'abril del 2009      |
| 502  | 462  | 3     | L'ombra de l'organització dels homes de negre. El petit testimoni "Kuro no Soshiki no Kage Osanai Mokugekisha" (黒の組織の影 幼い目撃者)                                        | 550-551    | 29 de gener del 2007    | 28 de març del 2009     |
| 503  | 463  | 4     | L'ombra de l'organització dels homes de negre. Una lluminària extravagant "Kuro no Soshiki no Kage Kimyō na Shōmei" (黒の組織の影 奇妙な照明)                                   | 551-552    | 5 de febrer del 2007    | 28 de març del 2009     |
| 504  | 464  | 5     | L'ombra de l'organització dels homes de negre. La recompensa misteriosa "Kuro no Soshiki no Kage Nazo no Kōgaku Hōshū" (黒の組織の影 謎の高額報酬)                              | 553-554    | 12 de febrer del 2007   | 29 de març del 2009     |
| 505  | 465  | 6     | L'ombra de l'organització dels homes de negre. L'estrella fugaç de les perles "Kuro no Soshiki no Kage Shinju no Nagareboshi" (黒の組織の影 真珠の流れ星)                       | 554-555    | 19 de febrer del 2007   | 29 de març del 2009     |
| 506  | 466  | 7     | El ninot de neu que no s'esbocinava (I) "Warenai Yukidaruma (Zenpen)" (割れない雪だるま(前編))                                                                                  | 556-557    | 26 de febrer del 2007   | 4 d'abril del 2009      |
| 507  | 467  | 8     | El ninot de neu que no s'esbocinava (II) "Warenai Yukidaruma (Kōhen)" (割れない雪だるま(後編))                                                                                  | 557-558    | 5 de març del 2007      | 4 d'abril del 2009      |
| 508  | 468  | 9     | El misteri de l'estany "Ike no Hotori no Kaijiken" (池のほとりの怪事件) | Original   | 12 de març del 2007     | 5 d'abril del 2009      |
| 509  | 469  | 10    | En Kaito Kid i els quatre grans quadres (I) "Kaitō Kiddo to yon Meiga (Zenpen)" (怪盗キッドと4名画(前編))                                                                       | 544-545    | 16 d'abril del 2007     | 10 d'octubre del 2009   |
| 510  | 470  | 11    | En Kaito Kid i els quatre grans quadres (II) "Kaitō Kiddo to yon Meiga (Kōhen)" (怪盗キッドと4名画(後編))                                                                       | 546-547    | 23 d'abril del 2007     | 10 d'octubre del 2009   |
| 511  | 471  | 12    | El cotxe de lloguer descontrolat "Rentakā Seigyo Funō" (レンタカー制御不能) | Original   | 30 d'abril del 2007     | 17 d'octubre del 2009   |
| 512  | 472  | 13    | Les aventures del jove Shinichi Kudo (I) "Kudō Shinichi Shōnen no Bōken (Zenpen)" (工藤新一少年の冒険(前編))                                                                    | 570-571    | 7 de maig del 2007      | 11 d'octubre del 2009   |
| 513  | 473  | 14    | Les aventures del jove Shinichi Kudo (II) "Kudō Shinichi Shōnen no Bōken (Kōhen)" (工藤新一少年の冒険(後編))                                                                    | 572-573    | 14 de maig del 2007     | 11 d'octubre del 2009   |
| 514  | 474  | 15    | L'amant de l'advocada. Eri Kisaki "Kisaki Eri Bengoshi no Koi" (妃英理弁護士の恋)                                                                                               | 574-575    | 21 de maig del 2007     | 17 d'octubre del 2009   |
| 515  | 475  | 16    | L'home més desgraciat del món "Akūn Guran Puri" (悪運グランプリ) | Original   | 4 de juny del 2007      | 7 de novembre del 2009  |
| 516  | 476  | 17    | El xut mortal d'en Genta (I) "Genta no Hissatsu Shūto (Zenpen)" (元太の必殺シュート(前編))                                                                                      | 567-568    | 11 de juny del 2007     | 18 d'octubre del 2009   |
| 517  | 477  | 18    | El xut mortal d'en Genta (II) "Genta no Hissatsu Shūto (Kōhen)" (元太の必殺シュート(後編))                                                                                      | 568-569    | 18 de juny del 2007     | 18 d'octubre del 2009   |
| 518  | 478  | 19    | Un crim en directe "Riaru 30 Minittsu" (リアル30ミニッツ) | Original   | 25 de juny del 2007     | 7 de novembre del 2009  |
| 519  | 479  | 20    | Tres dies amb en Heiji Hattori (I) "Hattori Heiji to no Mikkakan" (服部平次との三日間)                                                                                          | 559-566    | 16 de juliol del 2007   | 24 d'octubre del 2009   |
| 520  | 479  | 21    | Tres dies amb en Heiji Hattori (II) "Hattori Heiji to no Mikkakan" (服部平次との三日間)                                                                                         | 559-566    | 16 de juliol del 2007   | 24 d'octubre del 2009   |
| 521  | 479  | 22    | Tres dies amb en Heiji Hattori (III) "Hattori Heiji to no Mikkakan" (服部平次との三日間)                                                                                        | 559-566    | 16 de juliol del 2007   | 25 d'octubre del 2009   |
| 522  | 479  | 23    | Tres dies amb en Heiji Hattori (IV) "Hattori Heiji to no Mikkakan" (服部平次との三日間)                                                                                         | 559-566    | 16 de juliol del 2007   | 25 d'octubre del 2009   |
| 523  | 480  | 24    | Una coartada de color groc "Kiiroi Fuzai Shōmei" (黄色い不在証明) | Original   | 23 de juliol del 2007   | 31 d'octubre del 2009   |
| 524  | 481  | 25    | L'arma de la bruixa de la muntanya (I) "Yamanba no Hamono (Zenpen)" (山姥の刃物(前編))                                                                                          | 579-580    | 30 de juliol del 2007   | 31 d'octubre del 2009   |
| 525  | 482  | 26    | L'arma de la bruixa de la muntanya (II) "Yamanba no Hamono (Kōhen)" (山姥の刃物(後編))                                                                                          | 580-581    | 6 d'agost del 2007      | 1 de novembre del 2009  |
| 526  | 483  | 27    | El policia desaparegut "Kieta Omawarisan" (消えたおまわりさん) | Original   | 13 d'agost del 2007     | 1 de novembre del 2009  |
| 527  | 484  | 28    | L'amagatall de la foto negra (I) "Kuroi Shashin no Yukue (Zenpen)" (黒い写真の行方(前編))                                                                                       | 582-583    | 20 d'agost del 2007     | 8 de novembre del 2009  |
| 528  | 485  | 29    | L'amagatall de la foto negra (II) "Kuroi Shashin no Yukue (Kōhen)" (黒い写真の行方(後編))                                                                                       | 583-584    | 27 d'agost del 2007     | 8 de novembre del 2009  |
| 529  | 486  | 30    | La desaparició del gat que saluda "Migi Kara Hidari e Manekineko" (右から左へ招き猫)                                                                                            | Original   | 3 de setembre del 2007  | 10 de gener del 2010    |
| 530  | 487  | 31    | La història d'amor entre els inspectors de la comissaria central de policia 8 (I) "Honchō no Keiji Koi Monogatari 8 Hidaride no Kusuriyubi" (本庁の刑事恋物語8 左手の薬指)      | 576-578    | 15 d'octubre del 2007   | 14 de novembre del 2009 |
| 531  | 487  | 32    | La història d'amor entre els inspectors de la comissaria central de policia 8 (II) "Honchō no Keiji Koi Monogatari 8 Hidaride no Kusuriyubi" (本庁の刑事恋物語8 左手の薬指)     | 576-578    | 15 d'octubre del 2007   | 14 de novembre del 2009 |
| 532  | 488  | 33    | El dimoni dels estudis de televisió (I) "Terebikyoku no Akuma" (テレビ局の悪魔)                                                                                                 | 591-593    | 22 d'octubre del 2007   | 15 de novembre del 2009 |
| 533  | 488  | 34    | El dimoni dels estudis de televisió (II) "Terebikyoku no Akuma" (テレビ局の悪魔)                                                                                                | 591-593    | 22 d'octubre del 2007   | 15 de novembre del 2009 |
| 534  | 489  | 35    | Enfrontament al tribunal 3. Una fiscal com a testimoni (I) "Hotei no Taiketsu 3 Mokugekisha wa Kensatsukan" (法廷の対決Ⅲ 目撃者は検察官)                                        | Original   | 26 de novembre del 2007 | 21 de novembre del 2009 |
| 535  | 489  | 36    | Enfrontament al tribunal 3. Una fiscal com a testimoni (II) "Hotei no Taiketsu 3 Mokugekisha wa Kensatsukan" (法廷の対決Ⅲ 目撃者は検察官)                                       | Original   | 26 de novembre del 2007 | 21 de novembre del 2009 |
| 536  | 490  | 37    | Heiji Hattori versus Shinichi Kudo. La gran batalla de les deduccions (I) "Hattori Heiji vs Kudō Shinichi! Gerende no Suiri Taiketsu" (服部平次 vs 工藤新一ゲレンデの推理対決)  | 518-522    | 3 de desembre del 2007  | 22 de novembre del 2009 |
| 537  | 490  | 38    | Heiji Hattori versus Shinichi Kudo. La gran batalla de les deduccions (II) "Hattori Heiji vs Kudō Shinichi! Gerende no Suiri Taiketsu" (服部平次 vs 工藤新一ゲレンデの推理対決) | 518-522    | 3 de desembre del 2007  | 22 de novembre del 2009 |

## Temporada 13 (2008)
| EP# | EP#  | EP#   | Títol en català | Adaptat de        | Estrena en japonès      | Estrena en català       |
| Cat. | Jap. | Temp. | Títol en català | Adaptat de        | Estrena en japonès      | Estrena en català       |
| --- | ---- | ----- | --- | ----------------- | ----------------------- | ----------------------- |
| 538 | 491  | 1     | El xoc entre el vermell i el negre. L'origen "Aka to Kuro no Kurasshu Hattan" (赤と黒のクラッシュ 発端)                         | 585-586           | 14 de gener del 2008    | 28 de novembre del 2009 |
| 539 | 492  | 2     | El xoc entre el vermell i el negre. Lligams de sang "Aka to Kuro no Kurasshu Ketsuen" (赤と黒のクラッシュ 血縁)                 | 586-587           | 21 de gener del 2008    | 28 de novembre del 2009 |
| 540 | 493  | 3     | El xoc entre el vermell i el negre. El crit "Aka to Kuro no Kurasshu Zekkyō" (赤と黒のクラッシュ 絶叫)                          | 588-589           | 28 de gener del 2008    | 29 de novembre del 2009 |
| 541 | 494  | 4     | El xoc entre el vermell i el negre. L'infern "Aka to Kuro no Kurasshu Meido" (赤と黒のクラッシュ 冥土)                          | 589-590           | 4 de febrer del 2008    | 29 de novembre del 2009 |
| 542 | 495  | 5     | El xoc entre el vermell i el negre. En coma "Aka to Kuro no Kurasshu Konsui" (赤と黒のクラッシュ 昏睡)                          | 595-596           | 11 de febrer del 2008   | 5 de desembre del 2009  |
| 543 | 496  | 6     | El xoc entre el vermell i el negre. La invasió "Aka to Kuro no Kurasshu Shinnyū" (赤と黒のクラッシュ 侵入)                      | 596-597           | 18 de febrer del 2008   | 5 de desembre del 2009  |
| 544 | 497  | 7     | El xoc entre el vermell i el negre. El despertar "Aka to Kuro no Kurasshu Kakusei" (赤と黒のクラッシュ 覚醒)                    | 597-598           | 25 de febrer del 2008   | 6 de desembre del 2009  |
| 545 | 498  | 8     | El xoc entre el vermell i el negre. La distracció "Aka to Kuro no Kurasshu Kakuran" (赤と黒のクラッシュ 攪乱)                   | 598-599           | 3 de març del 2008      | 6 de desembre del 2009  |
| 546 | 499  | 9     | El xoc entre el vermell i el negre. El camuflatge "Aka to Kuro no Kurasshu Gisō" (赤と黒のクラッシュ 偽装)                      | 600-602           | 10 de març del 2008     | 12 de desembre del 2009 |
| 547 | 500  | 10    | El xoc entre el vermell i el negre. El testament "Aka to Kuro no Kurasshu Yuigon" (赤と黒のクラッシュ 遺言)                     | 603-604           | 17 de març del 2008     | 12 de desembre del 2009 |
| 548 | 501  | 11    | El xoc entre el vermell i el negre. La sospita "Aka to Kuro no Kurasshu Kengi" (赤と黒のクラッシュ 嫌疑)                        | 605-606           | 14 d'abril del 2008     | 13 de desembre del 2009 |
| 549 | 502  | 12    | El xoc entre el vermell i el negre. La innocència "Aka to Kuro no Kurasshu Keppaku" (赤と黒のクラッシュ 潔白)                   | 606-607           | 28 d'abril del 2008     | 13 de desembre del 2009 |
| 550 | 503  | 13    | El xoc entre el vermell i el negre. La mort "Aka to Kuro no Kurasshu Kesshi" (赤と黒のクラッシュ 決死)                          | 607-608           | 12 de maig del 2008     | 19 de desembre del 2009 |
| 551 | 504  | 14    | El xoc entre el vermell i el negre. La víctima "Aka to Kuro no Kurasshu Junshoku" (赤と黒のクラッシュ 殉職)                     | 608-609           | 19 de maig del 2008     | 19 de desembre del 2009 |
| 552 | 505  | 15    | El testimoni de l'advocada Eri Kisaki (I) "Bengoshi Kisaki Eri no Shōgen (Zenpen)" (弁護士妃英理の証言(前編))                   | 610-611           | 16 de juny del 2008     | 20 de desembre del 2009 |
| 553 | 506  | 16    | El testimoni de l'advocada Eri Kisaki (II) "Bengoshi Kisaki Eri no Shōgen (Kōhen)" (弁護士妃英理の証言(後編))                   | 611-612           | 23 de juny del 2008     | 20 de desembre del 2009 |
| 554 | 507  | 17    | L'angle mort del karaoke (I) "Karaoke Bokkusu no Shikaku (Zenpen)" (カラオケボックスの死角(前編))                               | 619-620           | 30 de juny del 2008     | 26 de desembre del 2009 |
| 555 | 508  | 18    | L'angle mort del karaoke (II) "Karaoke Bokkusu no Shikaku (Kōhen)" (カラオケボックスの死角(後編))                               | 620-621           | 7 de juliol del 2008    | 26 de desembre del 2009 |
| 556 | 509  | 19    | Vermell, blanc, groc i la Lliga de Detectius Júnior "Aka, Shiro, Kiiro, to Tanteidan" (赤白黄色と探偵団)                        | 622-623           | 14 de juliol del 2008   | 27 de desembre del 2009 |
| 557 | 510  | 20    | En Conan i el misteri del codi doble "Conan vs Daburu Angō Misuterī" (コナンvs W 暗号ミステリー)                                | 624 i 638         | 28 de juliol del 2008   | 27 de desembre del 2009 |
| 558 | 511  | 21    | El combat de deduccions! En Shinichi contra en Subaru Okiya "Suiri Taiketsu! Shinichi vs. Okiya Subaru" (推理対決!新一VS沖矢昴) | 639-640           | 4 d'agost del 2008      | 2 de gener del 2010     |
| 559 | 512  | 22    | L'horòscop trencat "Kudaketa Horosucōpu" (砕けたホロスコープ)                                                                   | Original          | 11 d'agost del 2008     | 2 de gener del 2010     |
| 560 | 513  | 23    | Un assassinat amb aroma de cafè (I) "Satsui wa Kōhī no Kaori (Zenpen)" (殺意はコーヒーの香り(前編))                             | 628-629           | 1 de setembre del 2008  | 3 de gener del 2010     |
| Un home va junt amb el seu ajudant a l'oficina d'en Kogoro per proposar-li un nou programa: "24 hores amb en Kogoro Mouri". Aquest accepta, però, quan un dia després de planificar, el cap de l'home és assassinat i tot apunta a que el jove és l'assassí. |      |       | |                   |                         |                         |
| 561 | 514  | 24    | Un assassinat amb aroma de cafè (II) "Satsui wa Kōhī no Kaori (Kōhen)" (殺意はコーヒーの香り(後編))                             | 629-630           | 8 de setembre del 2008  | 3 de gener del 2010     |
| És realment aquell home l'homicida? Hi ha diversos punts que no encaixen. Com, per exemple, l'assassinat es va cometre dins d'un pis totalment tancat, un tros de pastís i una tassa de cafè a la taula, i l'estranya desaparició de la noia que ajudava al sospitós. |      |       | |                   |                         |                         |
| 562 | 515  | 25    | La teletransportació màgica d'en Kaito Kid (I) "Kaitō Kiddo no Terepōtēshon Majikku" (怪盗キッドの瞬間移動魔術)                 | 631-634           | 20 d'octubre del 2008   | 12 de setembre del 2017 |
| L'oncle de la Sonoko prepara una trampa per atrapar en Kaito Kid, però el lladre aconsegueix teletransportar-se al terrat d'un edifici i fuig amb el seu botí. |      |       | |                   |                         |                         |
| 563 | 515  | 26    | La teletransportació màgica d'en Kaito Kid (II) "Kaitō Kiddo no Terepōtēshon Majikku" (怪盗キッドの瞬間移動魔術)                | 631-634           | 20 d'octubre del 2008   | 13 de setembre del 2017 |
| Després dels increïbles esdeveniments d'ahir a la nit, l'expectació és màxima. Però avui, en Jirokichi Suzuki no ha permès que la multitud que bloqueja la cruïlla s'acosti a la vitrina de les sandàlies Ungla Violeta, ni que les càmeres de televisió ho retransmetin en directe. En aquestes condicions, en Kaito Kid es nega a fer la seva màgia, i en Suzuki no té més remei que deixar-hi entrar les càmeres i el públic.                                                  |      |       | |                   |                         |                         |
| 564 | 516  | 27    | El Furinkazan. El guerrer de l'armadura en un laberint (I) "Fūrinkazan Meikyū no Yoroimusha" (風林火山 迷宮の鎧武者)            | 613-616           | 3 de novembre del 2008  | 14 de setembre del 2017 |
| Els assassinats d'en Koji Tatsuo i d'en Yoshiro Torada en circumstàncies molt similars han tornat a obrir les ferides d'una rivalitat entre dues famílies que fa generacions que dura. La mort ara fa sis anys d'un agent de policia i un dels millors arquers del poble, en Kuroto Kai, podria ser la primera pista d'un misteri que ha fet que, una vegada més, en Conan i en Heiji hagin de tornar a col·laborar.                                                              |      |       | |                   |                         |                         |
| 565 | 516  | 28    | El Furinkazan. El guerrer de l'armadura en un laberint (II) "Fūrinkazan Meikyū no Yoroimusha" (風林火山 迷宮の鎧武者)           | 613-616           | 3 de novembre del 2008  | 15 de setembre del 2017 |
| Els detectius Conan i Heiji investiguen els assassinats d'en Koji Tatsuo i d'en Yoshiro Torada, però de moment no troben cap nova pista que els permeti tenir esperances de resoldre el cas. A més a més, una nova mort es ve a afegir als dos primers assassinats, cosa que fa pensar a l'inspector Kansuke Yamato que podria tractar-se d'un assassí en sèrie. En Conan i en Heiji no semblen convençuts per aquesta teoria de l'inspector, per això.                           |      |       | |                   |                         |                         |
| 566 | 517  | 29    | El Furinkazan. Final amb llamps i ombres "Fūrinkazan Kage to Raikō no Ketchaku" (風林火山 陰と雷光の決着)                       | 617-618           | 10 de novembre del 2008 | 18 de setembre del 2017 |
| En Conan i els seus continuen investigant les misterioses morts de diversos membres de les famílies Torada i Tatsuo i arriben a la conclusió que totes estan inspirades en el Furinkazan, un estendard de guerra. Després de la mort d'en Shigetsugu Torada, l'inspector Yamato dona el cas per tancat, però això només és una estratègia per desemmascarar el culpable de totes les morts. Els consells del Furinkazan ajudaran els detectius a resoldre el cas.                 |      |       | |                   |                         |                         |
| 567 | 518  | 30    | El misteri de la restauració Meiji. La investigació "Meiji Ishin Mystery Tour (Tansakuhen)" (明治維新ミステリーツアー(探索編))  | Mystery Tour 2008 | 1 de desembre del 2008  | 19 de setembre del 2017 |
| Uns homes misteriosos ataquen la Kimiko, una noia que guarda un diari ple d'endevinalles que són pistes per trobar un tresor. En Conan i els seus amics salven la noia, que demana ajuda al detectiu Mouri. Com que sembla que el tresor ha de ser a Tsuwano, la ciutat natal de la Kimiko, tots es desplacen cap allà, però els homes misteriosos els han seguit, perquè en continuen fent de les seves.                                                                         |      |       | |                   |                         |                         |
| 568 | 519  | 31    | El misteri de la restauració Meiji. El desenllaç "Meiji Ishin Mystery Tour (Kaidokuhen)" (明治維新ミステリーツアー(解読編))     | Mystery Tour 2008 | 8 de desembre del 2008  | 20 de setembre del 2017 |
| Després que uns homes misteriosos segrestin en Mitsuhiko, l'Ai i la Kimiko, en Conan i els seus reben una trucada en què els diuen que si no troben el tresor aviat, faran mal als tres segrestats. Seguint les pistes que donen les endevinalles de l'avi de la Kimiko, finalment troben el tresor al fons d'una cova i els segrestats recuperen la llibertat, però el tresor no és com se l'imaginaven els segrestadors.                                                        |      |       | |                   |                         |                         |
| 569 | 520  | 32    | Un vi negre acusador "Wain Reddo no Kokuhatsu" (ワインレッドの告発)                                                             | Original          | 15 de desembre del 2008 | 21 de setembre del 2017 |
| El senyor Honjo és l'encarregat de preparar una festa per celebrar els setanta anys del senyor Hirose, el president de l'Associació Nacional del Vi. Com que es tracta d'un personatge molt important del món dels vins, la festa inclourà una degustació dels millors vins francesos. En Kogoro, la Ran i en Conan també estan convidats a la festa, però mentre esperen l'arribada del senyor Hirose, en Conan és testimoni del que sembla un assassinat i decideix investigar. |      |       | |                   |                         |                         |

## Temporada 14 (2009)
| EP# | EP#  | EP#   | Títol en català | Adaptat de        | Estrena en japonès      | Estrena en català       |
| Cat. | Jap. | Temp. | Títol en català | Adaptat de        | Estrena en japonès      | Estrena en català       |
| --- | ---- | ----- | --- | ----------------- | ----------------------- | ----------------------- |
| 570 | 521  | 1     | Shinichi Kudo, l'assassí (I) "Satsujinhan, Kudō Shinichi" (殺人犯、工藤新一)                                                                      | 646-649           | 19 de gener del 2009    | 22 de setembre del 2017 |
| En Makoto Okuda envia una carta a en Heiji explicant-li que en Shinichi va cometre un error en un cas que va investigar fa cosa d'un any. A la carta li demana que es presenti amb en Shinichi a Okuho de l'Est, el poble on va tenir lloc el doble assassinat, però quan hi arriben resulta que en Makoto fa temps que ha desaparegut i que l'assassí podria ser un ésser llegendari que volta pel bosc.                                                              |      |       | |                   |                         |                         |
| 571 | 521  | 2     | Shinichi Kudo, l'assassí (II) "Satsujinhan, Kudō Shinichi" (殺人犯、工藤新一)                                                                     | 646-649           | 19 de gener del 2009    | 25 de setembre del 2017 |
| En Conan i companyia descobreixen que en Makoto Okuda venerava en Shinichi fins que el detectiu adolescent va anar a Okuda de l'Est i va arribar a la conclusió que l'alcalde havia provocat un doble suïcidi. A més, cada vegada es fa més evident que l'ésser llegendari del bosc ha de ser una persona de carn i ossos que té alguna relació amb el cas que estan investigant.                                                                                      |      |       | |                   |                         |                         |
| 572 | 522  | 3     | L'aparença d'en Shinichi i les llàgrimes de la Ran (I) "Shinichi no Shōtai ni Ran no Namida" (新一の正体に蘭の涙)                                 | 649-653           | 26 de gener del 2009    | 26 de setembre del 2017 |
| La periodista que volia fer públic l'error d'en Shinichi és apunyalada, i totes les proves l'assenyalen a ell com a culpable. En Heiji creu en la innocència del seu amic, i haurà de descobrir l'autèntic culpable abans que es faci fosc. |      |       | |                   |                         |                         |
| 573 | 522  | 4     | L'aparença d'en Shinichi i les llàgrimes de la Ran (II) "Shinichi no Shōtai ni Ran no Namida" (新一の正体に蘭の涙)                                | 649-653           | 26 de gener el 2009     | 27 de setembre del 2017 |
| En Heiji descobreix l'autèntic culpable, i el veritable Shinichi apareix per demostrar la seva innocència. Però l'efecte de l'antídot està a punt d'acabar-se i en Shinichi s'haurà d'afanyar a amagar-se per evitar que la Ran descobreixi que en Conan és ell. |      |       | |                   |                         |                         |
| 574 | 523  | 5     | El que et vull preguntar de debò "Hontō ni Kikitai Koto" (本当に聞きたいコト)                                                                     | 653-654           | 2 de febrer del 2009    | 28 de setembre del 2017 |
| En Conan ha recuperat el cos d'en Shinichi gràcies a l'antídot de l'Ai, però no sap quant de temps li durarà l'efecte. Mentre tornen a casa per l'autopista, en Heiji, en Shinichi i companyia veuen un cotxe amb un sol ocupant que circula fregant la tanca de seguretat. Quan l'aturen, comproven que el conductor ha mort estrangulat. Amb l'ajuda dels agents Sato i Takagi, els joves detectius comencen a investigar el cas.                                    |      |       | |                   |                         |                         |
| 575 | 524  | 6     | Espurnes blaves d'odi (I) "Nikushimi no Aoi Hibana (Zenpen)" (憎しみの青い火花(前編))                                                             | 635-636           | 9 de febrer del 2009    | 29 de setembre del 2017 |
| En Conan, en Genta, l'Ayumi, en Mitsuhiko i l'Ai Haibara se'n van a acampar amb el doctor Agasa, però quan estan a mig camí, es queden sense benzina. El doctor Agasa demana ajuda a un home que passa per allà amb un cotxe clàssic, però aquest, tot i que para, no els vol ajudar. Més tard descobreixen que l'home viu en una mansió dalt d'un turó, al costat de la carretera, on té lloc un terrible accident.                                                   |      |       | |                   |                         |                         |
| 576 | 525  | 7     | Espurnes blaves d'odi (II) "Nikushimi no Aoi Hibana (Kōhen)" (憎しみの青い火花(後編))                                                             | 636-637           | 16 de febrer del 2009   | 2 d'octubre del 2017    |
| En Conan continua amb la investigació sobre l'accident, o l'assassinat, que ha acabat amb la vida d'en Goki Sudo. Per en Conan, és evident que es tracta d'un assassinat i la principal sospitosa és la promesa del mort, l'Ena Ginbayashi. La teoria del detectiu és que el foc al garatge que va matar en Goki no el va provocar cap cigarreta, però què, llavors? Quin havia estat el sistema d'ignició?                                                            |      |       | |                   |                         |                         |
| 577 | 526  | 8     | Un paquet del verdader culpable "Shinhannin Kara no Todokemono" (真犯人からの届け物)                                                              | 641-642           | 23 de febrer del 2009   | 3 d'octubre del 2017    |
| Avui, el Cafè Poirot està ple d'homes malcarats amb un posat sospitós. Llavors, el Conan reconeix l'agent Takagi, que li explica que són policies que investiguen un assassinat. La víctima, el Sr.Torihira, era el cap d'en Sugihito, el germà de l'Azusa. En Sugihito és el principal sospitós: les seves empremtes digitals són a l'arma del crim, no s'ha presentat a la feina i han trobat una camisa seva tacada amb la sang de la víctima.                      |      |       | |                   |                         |                         |
| 578 | 527  | 9     | Un rancor amagat darrere d'una màscara "Kamengeki ni Himeta Akui" (仮面劇に秘めた悪意)                                                            | Original          | 2 de març del 2009      | 4 d'octubre del 2017    |
| Una companyia de teatre ha contractat en Kogoro perquè investigui els estranys incidents que han passat durant els assajos d'una obra de teatre. Segons la llegenda, cada vegada que es representi aquesta obra, hi haurà un mort a la companyia. Quan investiga entre bastidors, en Conan descobreix un pla per assassinar un dels actors, però abans de poder fer-hi res, l'assassí en potència el troba i l'empresona dintre d'un sarcòfag d'attrezzo.              |      |       | |                   |                         |                         |
| 579 | 528  | 10    | El poder dels misteris (I) "Yawa Yoku Nazo o Seisu (Zenpen)" (柔よく謎を制す(前編))                                                               | 643-644           | 9 de març del 2009      | 5 d'octubre del 2017    |
| La Yuko Arisawa, excampiona de judo del Japó, acudeix a l'Eri Kisaki perquè el seu marit insisteix que fa temps que hi ha algú que el segueix. Tot fa pensar que l'assetjament va començar arran d'un accident de trànsit que va tenir, i quan arriben a casa de la Yuko per parlar amb el marit, se'l troben estrangulat. Tant l'Eri com en Conan sospiten que la Yuko podria tenir alguna cosa a veure amb l'assassinat.                                             |      |       | |                   |                         |                         |
| 580 | 529  | 11    | El poder dels misteris (II) "Yawa Yoku Nazo o Seisu (Kōhen)" (柔よく謎を制す(後編))                                                               | 644-645           | 16 de març del 2009     | 6 d'octubre del 2017    |
| Creixen les sospites que la Yuko Arisawa, excampiona de judo del Japó, és la culpable de l'assassinat del seu marit, en Shiro Arisawa. L'Eri Kisaki, mare de la Ran, comença a lligar caps i a refer tot el muntatge de la Yuko, i una trucada providencial d'en Kogoro l'hi acaba de fer veure tot més clar. Ara només falta trobar les proves que la inculpin. |      |       | |                   |                         |                         |
| 581 | 530  | 12    | La veritat sobre la llegenda urbana (I) "Toshi Densetsu No Shōtai (Zenpen)" (都市伝説の正体(前編))                                                | 625-626           | 18 d'abril del 2009     | 9 d'octubre del 2017    |
| Un home amb un martell ataca noies joves amb el pèl llarg, descobreixen on viu, però el troben inconscient i hi ha tres sospitosos, un missatger amb un camió, una missatgera amb una moto i un repartidor de pizzes. |      |       | |                   |                         |                         |
| 582 | 531  | 13    | La veritat sobre la llegenda urbana (II) "Toshi Densetsu No Shōtai (Kōhen)" (都市伝説の正体(後編))                                                | 626-627           | 25 d'abril del 2009     | 10 d'octubre del 2017   |
| Torna la Sonoko, la reina de les deduccions! El seu brillant raonament servirà per resoldre el cas i ajudarà la policia a descobrir qui s'amaga darrere de l'home del martell. |      |       | |                   |                         |                         |
| 583 | 532  | 14    | La cicatriu del primer amor "Hatsukoi no Kizuato" (初恋の傷跡)                                                                                    | 667-668           | 2 de maig del 2009      | 11 d'octubre del 2017   |
| La Kurumi Shodo busca un home que la va salvar a la seva infantesa per agrair-li el gest donant-li un milió de iens. La pista per reconeixe'l és que ell es va fer una ferida horitzontal que li anava d'espatlla a espatlla. A la mansió de la clienta, mentre en Kogoro investiga el cas, topen amb en Takagi, en Chiba, l'Inspector Megure i el superintendent Matsumoto, que vigilen un assassí en sèrie.                                                          |      |       | |                   |                         |                         |
| 584 | 533  | 15    | La cicatriu que evoca el passat "Kako o Yobu Kizuato" (過去を呼ぶ傷跡)                                                                            | 668-669           | 9 de maig del 2009      | 12 d'octubre del 2017   |
| A la mansió dels Shodo, en Conan, la Ran i en Kogoro sopen amb els dos homes que asseguren ser el salvador de la Kurumi i amb el majordom. Aleshores, en Conan dispara el seu dard anestèsic i exposa les seves deduccions. Després, la policia interroga els impostors. Al cap d'un temps, en Conan, l'Ai i la Lliga de Detectius Júnior veuen en un monitor del carrer el psicòleg criminalista Doji Hiramune, que provoca l'assassí en sèrie.                       |      |       | |                   |                         |                         |
| 585 | 534  | 16    | La nova cicatriu i l'home que xiula "Arata na Kizuato to Kuchibue no Otoko" (新たな傷跡と口笛の男)                                                | 670-671           | 16 de maig del 2009     | 13 d'octubre del 2017   |
| L'Ai i l'Ayumi s'han creuat amb l'assassí en sèrie de vint anys enrere al bloc d'apartaments de l'Ayumi. En Doji Hiramune, el psicòleg criminalista, també viu al mateix bloc i en Conan se'l troba mort. En Takagi va a interrogar les famílies de les víctimes anteriors amb en Conan, l'Ai i la Lliga de Detectius Júnior. En Conan dedueix que les víctimes feien servir l'argot del mahjong i que anaven a jugar-hi els dissabtes a la nit.                       |      |       | |                   |                         |                         |
| 586 | 535  | 17    | La cicatriu antiga i l'esperit d'un inspector "Furuki Kizuato to Keiji no Tamashii" (古き傷跡と刑事の魂)                                          | 672-673           | 23 de maig del 2009     | 16 d'octubre del 2017   |
| Les tres víctimes dels assassinats en sèrie jugaven al mahjong amb en Doji Hiramune, que és trobat mort. D'altra banda, en Takagi i en Conan descobreixen que en Dokuro Kibo va tenir una baralla amb en Hiramune al saló de mahjong i la policia el deté com a sospitós. En Takagi va a buscar l'Eiki Nabei, l'únic testimoni que coneix la veu de l'assassí. Paral·lelament, en Conan dedueix que l'assassinat l'ha comès un imitador.                               |      |       | |                   |                         |                         |
| 587 | 536  | 18    | El secret de l'obra d'art desapareguda "Kie ta Meiga no Himitsu" (消えた名画の秘密)                                                               | Original          | 30 de maig del 2009     | 17 d'octubre del 2017   |
| En Genta Kojima comenta amb els seus amics de la Lliga de Detectius Júnior que hi ha una casa al carrer Tres que fa molta por i que és possible que estigui embruixada, i no entén com pot ser que un home se n'hi hagi anat a viure. En Mitsuhiko també ho troba molt estrany, i proposa als seus amics que la vagin a escorcollar, però, quan hi arriben, veuen que la casa és molt bonica.                                                                          |      |       | |                   |                         |                         |
| 588 | 537  | 19    | En Kaito Kid contra la caixa forta impossible (I) "Kaitō Kiddo VS Saikyō Kinko (Zenpen)" (怪盗キッドVS最強金庫(前編))                             | 674-675           | 13 de juny del 2009     | 18 d'octubre del 2017   |
| En Kaito Kid envia una carta a en Jirokichi Suzuki, el guardià de la caixa forta Toixó de Ferro, on li diu que la robarà quan la foscor engoleixi la lluna. La caixa forta és obra del llegendari Kichiemon Samizu i per les seves característiques i mesures de seguretat es considera inexpugnable. Però no hi ha res inexpugnable per en Kaito Kid, com sap molt bé l'home que fa anys que intenta capturar-lo, l'inspector Nakamori.                               |      |       | |                   |                         |                         |
| 589 | 538  | 20    | En Kaito Kid contra la caixa forta impossible (II) "Kaitō Kiddo VS Saikyō Kinko (Kōhen)" (怪盗キッドVS最強金庫(後編))                             | 675-676           | 20 de juny del 2009     | 19 d'octubre del 2017   |
| A casa del senyor Jirokichi Suzuki continua la incògnita sobre si en Kaito Kid es presentarà per robar la caixa forta el Toixó de Ferro. Mentrestant, tothom fa conjectures sobre qui podria ser en Kaito Kid, un mestre de la disfressa capaç de fer-se passar per qualsevol que es proposi. De moment, hi ha tres sospitosos: la minyona, el secretari del senyor Suzuki i el guardaespatlles, però segur que és un d'aquests, en Kaito Kid?                         |      |       | |                   |                         |                         |
| 590 | 539  | 21    | L'herència d'un beneit "Orokamono e no Isan" (愚か者への遺産)                                                                                     | Original          | 4 de juliol del 2009    | 20 d'octubre del 2017   |
| Anant pel carrer, en Conan, la Ran i el seu pare senten un tret que els porta a descobrir un home mort a casa seva. Després d'identificar la víctima, la policia localitza els seus tres fills, i sembla que tots tenen motius per haver-lo assassinat: l'home era ric, però, després de molts anys de donar-los diners, havia deixat de fer-ho. Diverses pistes assenyalen cada un dels fills, però el cas és més complicat del que sembla.                           |      |       | |                   |                         |                         |
| 591 | 540  | 22    | El dia que el detectiu Kogoro tanca l'agència (I) "Mōri Kogorō Tantei Haigyō no Hi (Zenpen)" (毛利小五郎探偵廃業の日(前編))                       | Original          | 11 de juliol del 2009   | 23 d'octubre del 2017   |
| En Ryozo Gamo encarrega al detectiu Mouri que busqui algun testimoni que li serveixi de coartada d'un crim, però no troba ningú. Tot d'una, en Gamo apareix penjat. La policia ho considera un suïcidi, però en Kogoro sospita que es tracta d'un assassinat. Poc després es troba amb en Takeoka, un amic seu que va haver de deixar la policia per la detenció errònia del senyor Gamo. Tots dos sospiten del nebot de la víctima.                                   |      |       | |                   |                         |                         |
| 592 | 541  | 23    | El dia que el detectiu Kogoro tanca l'agència (II) "Mōri Kogorō Tantei Haigyō no Hi (Kōhen)" (毛利小五郎探偵廃業の日(後編))                       | Original          | 18 de juliol del 2009   | 24 d'octubre del 2017   |
| Les investigacions d'en Kogoro i en Takeoka provoquen que un home innocent se suïcidi, i això fa que en Kogoro es deprimeixi i es proposi tancar l'agència de detectius. En Conan l'ajuda a descobrir un muntatge telefònic, i això li permet resoldre el cas per ell mateix. L'endemà, en Kogoro es troba amb en Takeoka en una platja plena de records, i li revela les seves sorprenents deduccions.                                                                |      |       | |                   |                         |                         |
| 593 | 542  | 24    | La Roca de la Banya on desapareixen els peixos (I) "Sakana ga Kieru Ikkaku Iwa (Zenpen)" (魚が消える一角岩(前編))                                 | 664-665           | 25 de juliol del 2009   | 25 d'octubre del 2017   |
| Els membres de la Lliga de Detectius Júnior se'n van a pescar a Kanagawa amb en Conan i l'Ai. Al vespre, els ve a buscar en Subaru Okiya, un jove que l'Ai sospita que és de l'organització dels Homes de Negre. De camí cap a casa, els nens fan parada a la Roca de la Banya, on hi troben unes inscripcions en una pedra amb els noms de quatre peixos i el cadàver d'una jove submarinista.                                                                        |      |       | |                   |                         |                         |
| 594 | 543  | 25    | La Roca de la Banya on desapareixen els peixos (II) "Sakana ga Kieru Ikkaku Iwa (Kōhen)" (魚が消える一角岩(後編))                                 | 665-666           | 1 d'agost del 2009      | 26 d'octubre del 2017   |
| Han trobat morta la submarinista Hikari Akamine a la Roca de la banya. Allà també hi troben un missatge pòstum amb els misteriosos noms de quatre peixos. En Conan està convençut que es tracta d'un assassinat. Amb l'ajuda de l'Ai, de la Lliga de Detectius Júnior, en Conan esbrina el significat del missatge format pels noms de peixos, i això li permet descobrir el nom de la persona que va abandonar la noia a l'illa.                                      |      |       | |                   |                         |                         |
| 595 | 544  | 26    | La mà que toca desafinat "Fukyōwaon o Kanaderu Te" (不協和音を奏でる手)                                                                           | Original          | 8 d'agost del 2009      | 27 d'octubre del 2017   |
| En Conan, la Ran i el seu pare veuen l'actuació d'un grup de música a la terrassa d'uns grans magatzems. Un cop acabat, el bateria va a parlar amb ells i la Ran l'acompanya al vestidor, però, quan hi entren, troben la cantant morta a terra. Durant la investigació surten a la llum diversos conflictes entre els membres del grup, i sembla que tots tinguin algun mòbil per cometre l'assassinat. En Conan descobrirà qui és l'assassí.                         |      |       | |                   |                         |                         |
| 596 | 545  | 27    | Una bruixa enmig de la boira (I) "Kiri ni Musebu Majo (Zenpen)" (霧にむせぶ魔女(前編))                                                            | 661-662           | 5 de setembre del 2009  | 30 d'octubre del 2017   |
| El detectiu Kogoro Mouri va amb cotxe amb la Ran i en Conan per una carretera de muntanya plena de revolts i amb molta boira. En un control de carretera troben l'inspector Yamamura, que els explica que estan buscant un cotxe que sol circular per allà i que desafia els que hi passen a fer una cursa. Però sembla que la conductora és una bruixa, perquè és capaç de fer anar el cotxe per sobre la boira.                                                      |      |       | |                   |                         |                         |
| 597 | 546  | 28    | Una bruixa enmig de la boira (II) "Kiri ni Musebu Majo (Kōhen)" (霧にむせぶ魔女(後編))                                                            | 662-663           | 12 de setembre del 2009 | 31 d'octubre del 2017   |
| L'inspector Yamamura està buscant la llegendària Bruixa Blanca, una conductora que circula temeràriament per la carretera del mont Fuyana, i en un control atura sis persones que anaven en tres Mazda FD blancs, el mateix model i color de cotxe que la bruixa. A partir de les declaracions dels sospitosos, en Conan dedueix en quin cotxe viatjava la bruixa, però potser només es tracta d'una imitació de la bruixa autèntica.                                  |      |       | |                   |                         |                         |
| 598 | 547  | 29    | Dos dies amb el culpable (I) "Hannin to no Futsukakan (Ichinichime)" (犯人との二日間(一日目))                                                     | Original          | 19 de setembre del 2009 | 1 de novembre del 2017  |
| El president d'una empresa de videojocs ha aparegut assassinat d'un tret de bala en un parc de la ciutat. Les càmeres de seguretat han gravat en Ryosuke Oomine, un delinqüent fitxat per la policia, mentre l'apuntava amb un revòlver. Quan es veu acorralat, l'Oomine agafa una nena com a ostatge en un centre comercial. En Conan la salva, però el sospitós el segresta a ell, el fa pujar a un cotxe i se l'emporta.                                            |      |       | |                   |                         |                         |
| 599 | 548  | 30    | Dos dies amb el culpable (II) "Hannin to no Futsukakan (Futsukame)" (犯人との二日間(二日目))                                                      | Original          | 26 de setembre del 2009 | 2 de novembre del 2017  |
| En Ryosuke Oomine és el principal sospitós de l'assassinat del president d'una empresa de videojocs. Per fugir de la policia, ha agafat en Conan com a ostatge, però, quan algú els dispara al lloc on s'amaguen, en Ryosuke acaba ferit de bala per protegir en Conan. Quin sentit té que l'assassí protegeixi l'ostatge, quan podria haver aprofitat per escapar-se? La veritat està oculta, i el nostre detectiu favorit no pararà fins a revelar-la.               |      |       | |                   |                         |                         |
| 600 | 549  | 31    | El misteri del bufet giratori de sushi (I) "Kaiten Sushi Misuterii (Zenpen)" (回転寿司ミステリー(前編))                                           | 655-656           | 3 d'octubre del 2009    | 3 de novembre del 2017  |
| En Conan, l'Ai i la mainada van a un bufet giratori de sushi. L'àpat resulta divertit i emocionant, però el crític gastronòmic Ryuzo Agatsuma comença a buscar brega al restaurant i mor de cop. Detecten verí al seu plat, però tot i escorcollar els sospitosos no troben altres rastres de verí. Què ha fet l'assassí per aconseguir que l'Agatsuma fos l'únic que agafés el plat enverinat i com ha pogut desaparèixer l'objecte d'on ha sortit el verí?           |      |       | |                   |                         |                         |
| 601 | 550  | 32    | El misteri del bufet giratori de sushi (II) "Kaiten Sushi Misuterii (Kōhen)" (回転寿司ミステリー(後編))                                           | 656-657           | 10 d'octubre del 2009   | 6 de novembre del 2017  |
| Les tres persones sospitoses d'assassinar en Ryuzo Agatsuma han tingut discrepàncies amb ell. En Conan descobreix que aquest crim només era possible en un bufet giratori de sushi i exposa les seves teories amb la veu del doctor Agasa. Aprofitant el funcionament d'aquests bufets i que la víctima era esquerrana, l'assassí ha organitzat un muntatge enginyós amb què ha amagat les proves del crim. Però les deduccions d'en Conan permeten trobar les proves. |      |       | |                   |                         |                         |
| 602 | 551  | 33    | Sospitós: El pare d'en Genta (I) "Hannin ha Genta no Touchan (Zenpen)" (犯人は元太の父ちゃん(前編))                                               | 658-659           | 17 d'octubre del 2009   | 7 de novembre del 2017  |
| El pare d'en Genta ha estat escollit per participar en un concurs de televisió. Després d'una sèrie de proves, s'escollirà l'home amb el cognom Kojima més ben preparat del país. El premi són molts diners i una obra d'art molt valuosa. Just abans de la final, l'organitzador del concurs, en Gonsaku Kojima, cau escales avall i es mata. Però no ha sigut un accident i el pare d'en Genta és un dels sospitosos.                                                |      |       | |                   |                         |                         |
| 603 | 552  | 34    | Sospitós: El pare d'en Genta (II) "Hannin ha Genta no Touchan (Kōhen)" (犯人は元太の父ちゃん(後編))                                               | 659-660           | 24 d'octubre del 2009   | 8 de novembre del 2017  |
| El pare d'en Genta és sospitós de l'assassinat de l'organitzador del concurs on ha quedat finalista. Els altres dos finalistes també són sospitosos. En Conan vol trobar el culpable sense conèixer la identitat del pare d'en Genta, per no deixar-se influir pels sentiments. Amb l'ajuda de l'inspector Takagi, comença a fer encaixar les peces del trencaclosques. Té sentit, el concurs? Com els han escollit, els finalistes? I, sobretot, qui és l'assassí?    |      |       | |                   |                         |                         |
| 604 | 553  | 35    | La sala d'interrogatoris "Za・Torishirabeshitsu" (ザ・取調室)                                                                                     | Original          | 31 d'octubre del 2009   | 9 de novembre del 2017  |
| En Kogoro Mouri es retroba amb en Fumitaka Togashi, un assassí que ell mateix va detenir anys enrere i que acaba de sortir de la presó després de complir condemna. Aquella mateixa nit, el seu agent de llibertat condicional mor assassinat i tot sembla indicar que el culpable és en Togashi. Però en Kogoro està convençut de la seva innocència i està disposat a demostrar-ho.                                                                                  |      |       | |                   |                         |                         |
| 605 | 554  | 36    | El misteri de la cigonya: La investigació de la Ran "Kounotori Misuterii Tsuaa (Ran sōsaku hen)" (こうのとりミステリーツアー(蘭捜索編))           | Mystery Tour 2009 | 7 de novembre del 2009  | 10 de novembre del 2017 |
| En Conan i els seus amics de la Lliga de Detectius Júnior se'n van de visita a la ciutat termal de Kinosaki a fer la ruta dels balnearis. Són allà per un motiu molt concret que afecta en Conan. Un cop allà, la Ran topa amb una nena i tot seguit desapareix. On és la Ran? El seu mòbil sembla que està apagat o fora de cobertura, i ningú l'ha vist ni en sap res.                                                                                               |      |       | |                   |                         |                         |
| 606 | 555  | 37    | El misteri de la cigonya: Perseguint la Haruna "KounotoriMisuterii Tsuaa (Haryouna Tsuiseki Hen)" (こうのとりミステリーツアー(陽菜追跡編))        | Mystery Tour 2009 | 14 de novembre del 2009 | 13 de novembre del 2017 |
| Han segrestat la Ran, i la Haruna s'està recuperant a l'hospital. Està inconscient i no els pot dir res. Tothom està molt preocupat, ningú sap qui pot tenir la Ran, i el misteri de la desaparició de l'escultura "El nen de l'arc de Sant Martí" continua sense resoldre's. L'única pista que tenen per resoldre el cas i trobar la Ran és la carta que la mare de la Haruna va escriure a la seva filla.                                                            |      |       | |                   |                         |                         |
| 607 | 556  | 38    | La cruïlla de la por "Kyoufu no Kousaten" (恐怖の交差点)                                                                                          | Original          | 21 de novembre del 2009 | 14 de novembre del 2017 |
| Hi ha hagut una accident entre dos cotxes en una cruïlla molt perillosa que la gent de la comarca coneix com "la cruïlla de la por" per la quantitat d'accidents que hi arriba a haver. En l'accident, el conductor d'un dels dos cotxes mor quan el cotxe s'encén per l'impacte, però és realment un accident? D'entrada bé ho sembla, tot els indicis apunten que sí, però en Conan no s'ho acaba de creure.                                                         |      |       | |                   |                         |                         |
| 608 | 557  | 39    | Una parella perillosa "Kiken na Futari Tsure" (危険な二人連れ)                                                                                    | 680-681           | 28 de novembre del 2009 | 15 de novembre del 2017 |
| L'"escarabat" del doctor Agasa, per variar, s'espatlla quan aquest torna d'una fira d'invents. Per si no n'hi hagués prou, el doctor també perd la cartera i decideix trucar a en Conan per veure si en Kogoro el pot anar a buscar. Però en Kogoro no hi és, i una parella estranya i inquietant s'atura a la parada d'autobús on s'esperen el doctor i l'Ai, que l'acompanya, i s'ofereix a portar-los.                                                              |      |       | |                   |                         |                         |
| 609 | 558  | 40    | La Mansió de la Mort i la paret vermella. La invitació "Shibou no Yakata, Akai Kabe (Sankonorei)" (死亡の館、赤い壁 (三顧の礼))                   | 682-683           | 5 de desembre del 2009  | 16 de novembre del 2017 |
| En una mansió al mig d'un bosc, algú ha tancat un home en una habitació i l'ha deixat morir de gana. El cadàver ha aparegut assegut en una cadira blanca, davant d'una paret vermella. L'inspector Yamato, de la prefectura de Nagano, ha demanat ajuda a en Kogoro per resoldre el cas. L'objectiu és revelar el misteri abans que ho faci el seu amic i rival, l'inspector Morofushi, més conegut pel nom de Komei.                                                  |      |       | |                   |                         |                         |
| 610 | 559  | 41    | La Mansió de la Mort i la paret vermella. A la mà "Shibou no Yakata, Akai Kabe (Shouchuu no Mono)" (死亡の館、赤い壁 (掌中の物))                  | 683-684           | 12 de desembre del 2009 | 17 de novembre del 2017 |
| Una mansió al mig del bosc i sis ocupants. Fa tres anys, l'única dona del grup hi va morir d'un atac de cor. Ara, el seu marit ha aparegut mort, davant d'una paret vermella. El principal sospitós, un dels antics ocupants de la casa, apareix estrangulat al seu pis. També està assegut davant d'una paret vermella. La primera paret era un missatge de la víctima, però la segona l'ha pintat l'assassí. Què vol dir, tot plegat?                                |      |       | |                   |                         |                         |
| 611 | 560  | 42    | La Mansió de la Mort i la paret vermella. El difunt Komei "Shibou no Yakata, Akai Kabe (Shiseru Koumei)" (死亡の館、赤い壁 (死せる孔明))          | 684-685           | 19 de desembre del 2009 | 20 de novembre del 2017 |
| La rivalitat entre els inspectors Yamato i Morofushi rebrota quan aquest últim decideix investigar el cas pel seu compte. Després de molt rumiar, a l'habitació del primer crim, en Komei Morofushi aconsegueix desxifrar l'enigma de la paret vermella. Però llavors un desconegut li clava un cop al cap i cala foc a la casa amb ell a dintre. L'inspector, abans de desmaiar-se, envia un missatge a en Yamato: "El difunt Komei."                                 |      |       | |                   |                         |                         |
| 612 | 561  | 43    | La Mansió de la Mort i la paret vermella. L'estratègia del fort buit "Shibou no Yakata, Akai Kabe (Sorajou no Kei)" (死亡の館、赤い壁 (空城の計)) | 685-686           | 26 de desembre del 2009 | 21 de novembre del 2017 |
| En Conan i els inspectors estan a punt de resoldre el misteri de la paret vermella. Mentre eren a l'hospital, un comentari casual de la Ran sobre el color de les bates dels cirurgians els en ha donat la clau. Per desxifrar el missatge de la primera víctima, s'ha de mirar cap a una altra banda. Entre tots tres, posen en pràctica una estratègia tradicional xinesa per enxampar el culpable in fraganti.                                                      |      |       | |                   |                         |                         |

## Temporada 15 (2010)
| EP# | EP#  | EP#   | Títol en català | Adaptat de        | Estrena en japonès      | Estrena en català       |
| Cat. | Jap. | Temp. | Títol en català | Adaptat de        | Estrena en japonès      | Estrena en català       |
| --- | ---- | ----- | --- | ----------------- | ----------------------- | ----------------------- |
| 613 | 562  | 1     | Un segrest dels colors de l'arc de Sant Martí "Reinbo Kara no Yuukai" (虹色の誘拐)                                                           | Original          | 16 de gener del 2010    | 22 de novembre del 2017 |
| L'amo de la fàbrica de bosses de mà Nijimura demana a en Kogoro Mouri que investigui les empreses de la competència que li copien els productes, però just quan s'anaven a trobar, algú segresta l'empresari. La seva dona rep una carta en què els segrestadors reclamen un rescat. El detectiu i la policia segueixen la dona quan va a portar els diners del rescat en una bossa de mà, però els diners desapareixen. |      |       | |                   |                         |                         |
| 614 | 563  | 2     | La Lliga de detectius júnior contra la banda d'atracadors. L'enrenou "Tanteidan VS Goutoudan (Souzen)" (探偵団ＶＳ強盗団 (騒然))             | 677-678           | 23 de gener del 2010    | 23 de novembre del 2017 |
| La Jodie veu un home clavat al difunt Shuichi Akai a la ciutat, però li perd la pista. L'Agasa i tota la mainada acompanyen en Mitsuhiko al banc, i allà en Genta ha d'anar al lavabo. Aleshores, apareixen uns atracadors. Entre els ostatges hi ha la Jodie i l'home que s'assembla a l'Akai. La Jodie deixa KO un atracador i es troba en Conan, l'Ayumi, en Genta i en Mitsuhiko. A fora del banc, l'Ai sospita que l'atracament no és normal.                                                                                              |      |       | |                   |                         |                         |
| 615 | 564  | 3     | La Lliga de detectius júnior contra la banda d'atracadors. El silenci "Tanteidan VS Goutoudan (Chinmoku)" (探偵団ＶＳ強盗団 (沈黙))          | 678-679           | 30 de gener del 2010    | 24 de novembre del 2017 |
| La policia envolta el Banc Teito. A dins, en Conan fa servir el telèfon d'un atracador per desempallegar-se d'un altre. La resta d'atracadors planegen fer-se passar per ostatges i quedar-se els diners robats per internet, però primer volen fer esclatar els explosius. En Conan i la Lliga de Detectius ho eviten, però tot d'una un atracador apunta a en Conan, que se salva miraculosament perquè l'home que s'assembla a l'Akai dispara a l'atracador.                                                                                 |      |       | |                   |                         |                         |
| 616 | 565  | 4     | El testimoni que no va veure res "Mite nai Mokugekisha" (見てない目撃者)                                                                     | Original          | 6 de febrer del 2010    | 27 de novembre del 2017 |
| El detectiu Kogoro Mouri entra en una barberia i, mentre té la cara tapada amb una tovallola que li posa el barber abans d'afaitar-lo, es produeix un assassinat: algú clava un dard enverinat al cor del barber. Comença immediatament la investigació i en Conan hi intervé, encara que el detectiu no ho vulgui. L'ajuda de la Lliga de Detectius Júnior també serà molt important per resoldre el cas. |      |       | |                   |                         |                         |
| 617 | 566  | 5     | El meu amic Noel "Aibō wa Santa-san" (相棒はサンタさん)                                                                                      | Original          | 27 de febrer del 2010   | 28 de novembre del 2017 |
| La Shigeko se sent vigilada i no sap per què. Un dia, un home l'empenta pel carrer, i en Kogoro, que ho veu per casualitat, s'ofereix per investigar el seu cas. Mentrestant en Conan s'haurà de quedar vigilant el fill de la Shigeko, que es fa dir Noel perquè li agrada repartir regals. Quan la mare d'en Noel desapareix, en Conan haurà de descobrir qui l'ha segrestada amb l'ajuda del nen. |      |       | |                   |                         |                         |
| 618 | 567  | 6     | Assassinat al balneari "Rotenburo ni Furu Satsui" (露天風呂に降る殺意)                                                                       | Original          | 6 de març del 2010      | 29 de novembre del 2017 |
| En Conan, la Ran i en Kogoro s'aturen per casualitat en un balneari de carretera que no passa pel seu millor moment. Aquell mateix vespre, el senyor Umezu, president de la immobiliària que està a punt de comprar les instal·lacions, apareix mort en una de les piscines. Al principi sembla una mort accidental, però en Conan aviat descobrirà que és un assassinat. El culpable ha fet servir un enginyós truc per tenir la coartada perfecta.                                                                                            |      |       | |                   |                         |                         |
| 619 | 568  | 7     | L'inspector Shiratori; els records de les flors de cirerer (I) "Shiratori-keibu、Sakura no Omoide (Zenpen)" (白鳥警部、桜の思い出(前編))     | 687-688           | 13 de març del 2010     | 30 de novembre del 2017 |
| L'inspector Shiratori va al cinema en el seu dia lliure i allà es troba amb en Conan, l'Ayumi, en Genta, en Mitsuhiko i l'Ai. Per error, acaba mirant el mateix que la mainada amb la Nami Kasakura, una noia que fa unes flors de paper que li porten records de la seva infantesa. Després, la Nami li explica que un assetjador l'està molestant, i quan tota la colla l'acompanyen a casa, hi troben el seu nòvio mort. |      |       | |                   |                         |                         |
| 620 | 569  | 8     | L'inspector Shiratori; els records de les flors de cirerer (II) "Shiratori-keibu、Sakura no Omoide (Kōhen)" (白鳥警部、桜の思い出(後編))     | 688-689           | 20 de març del 2010     | 1 de desembre del 2017  |
| La coartada de la Nami Kasakura queda confirmada gràcies al testimoni de l'inspector Shiratori i de la mainada. Però en Shiratori s'adona que ella ha comès el crim. Tot i els seus sentiments, exposa com s'ho ha fet la Nami per assegurar-se la coartada, adormir-lo a ell amb un somnífer i matar el seu nòvio. En Shiratori acaba desmoralitzat, però tot d'una descobreix una persona que potser sí que és la nena dels seus records d'infantesa.                                                                                         |      |       | |                   |                         |                         |
| 621 | 570  | 9     | Un crim que no es pot demostrar "Risshō Kakuritsu Zero no Hanzai" (立証確率ゼロの犯罪)                                                       | Original          | 27 de març del 2010     | 4 de desembre del 2017  |
| En Conan, en Kogoro i la Ran troben al centre comercial la Kyoko Takahata. Aparentment, el seu cunyat ha mort accidentalment a casa seva. Però en Chiba, amic de la víctima, comença a investigar amb en Conan. Descobreixen que el consum excessiu d'alcohol d'en Soejima ha fet que provoqui incidents els últims mesos i dedueixen que intenten assassinar-lo a base de delictes per negligència. Tot i no tenir-ne proves definitives, en Conan exposa la veritat anestesiant en Kogoro i presenta a l'autora un dilema difícil de defugir. |      |       | |                   |                         |                         |
| 622 | 571  | 10    | Duel per trobar un tresor al magatzem embruixat (I) "Mononoke Kura deo takara Batoru (Zenpen)" (もののけ倉でお宝バトル(前編))                | 690-691           | 1 de maig del 2010      | 5 de desembre del 2017  |
| En Takuma, un company de classe d'en Conan i de la seva colla, ha dit que ha vist una pila d'obres d'art i de tresors en un magatzem de la seva família. Però, quan finalment hi entra, el troba buit. La Lliga de Detectius Júnior investiga el cas amb la intenció de deixar amb un pam de nas en Conan. Dins el magatzem hi troben petjades i sospiten que algun mecanisme permet amagar els tresors a voluntat. |      |       | |                   |                         |                         |
| 623 | 572  | 11    | Duel per trobar un tresor al magatzem embruixat (II) "Mononoke Kura deo Takara Batoru (Kōhen)" (もののけ倉でお宝バトル(後編))                | 691-692           | 8 de maig del 2010      | 6 de desembre del 2017  |
| La Lliga de Detectius Júnior investiga el magatzem misteriós. Els amics estan més inspirats que de costum i en Conan sospita que algú els està ajudant. Després de rebre un missatge, en Mitsuhiko, en Genta i l'Ayumi exposen una brillant deducció. No obstant, es queden a mig camí i els detalls de l'àbac que activa el mecanisme del magatzem els explica en Conan, que troba els tresors i el lladre que hi ha amagat. |      |       | |                   |                         |                         |
| 624 | 573  | 12    | On és l'amulet de la vergonya? (I) "Hazukashii Omamori no Yukae (Zenpen)" (恥ずかしいお守りの行方(前編))                                     | 693-694           | 15 de maig del 2010     | 7 de desembre del 2017  |
| En Teruaki Kunisue és d'Osaka, però estudia a Tòquio. Un dia, torna a Osaka i li demana a la Kazuha que li faci un amulet per guanyar un torneig de tenis. Per error, en Heiji li dona l'amulet equivocat, i quan la Kazuha se n'adona, es posa molt nerviosa. Com que en Kunisue no agafa el telèfon, la parella se'n va a Tòquio perquè en Conan els ajudi a recuperar l'amulet. |      |       | |                   |                         |                         |
| 625 | 574  | 13    | On és l'amulet de la vergonya? (II) "Hazukashii Omamori no Yukae (Kōhen)" (恥ずかしいお守りの行方(後編))                                     | 694-695           | 22 de maig del 2010     | 8 de desembre del 2017  |
| La pista que porta al culpable de l'agressió d'en Teruaki Kunisue s'amaga en el testimoni d'un dels tres sospitosos. En Conan, en Heiji i l'inspector Takagi comencen a estirar el fil: quin partit ha anat a veure, en Kunisue? Per què ha quedat amb el seu amic al cafè, i què li volia ensenyar? Mentrestant, la Kazuha és incapaç de pensar en res que no sigui el seu amulet de la sort. |      |       | |                   |                         |                         |
| 626 | 575  | 14    | La coartada del vestit negre (I) "Kuroki Doresu no Aribai (Zenpen)" (黒きドレスのアリバイ(前編))                                             | 696-697           | 29 de maig del 2010     | 11 de desembre del 2017 |
| En Kogoro està de mal humor: la Ran i la Sonoko se'n van de compres, i ell i en Conan els han d'acompanyar. Mentre prenen un refresc en una cafeteria, hi entra una noia vestida de manera estrambòtica. Segons la Ran i la Sonoko, es tracta d'una moda anomenada "lolita gòtica". Poc després, en Conan i els altres troben el cadàver de la "lolita gòtica" en uns lavabos públics a trenta minuts de la cafeteria. |      |       | |                   |                         |                         |
| 627 | 576  | 15    | La coartada del vestit negre (II) "Kuroki Doresu no Aribai (Kōhen)" (黒きドレスのアリバイ(後編))                                             | 697-698           | 5 de juny del 2010      | 12 de desembre del 2017 |
| Una noia molt maquillada i vestida amb roba extremada apareix morta als lavabos públics d'un parc. Poc abans, en Conan i els altres havien vist la víctima en una cafeteria a mitja hora de distància en autobús. La principal sospitosa és l'amiga de la víctima, la Yuika Shodo, que l'esperava a la cafeteria. Si la senyoreta Shodo no s'ha mogut d'allà, és impossible que sigui l'assassina. Tret que... |      |       | |                   |                         |                         |
| 628 | 577  | 16    | Les cuques de llum que il·luminen la veritat "Hotaru ga Tomoshi ta Shinjitsu" (ホタルが灯した真実)                                           | Original          | 19 de juny del 2010     | 13 de desembre del 2017 |
| L'Owada, sacerdot d'un santuari de les muntanyes, ha organitzat un espectacle de cuques de llum per tornar a posar el seu temple al mapa. En Nakamine, un abusananos arrogant, hi ha col·laborat perquè es vol casar amb l'Aoi, la filla del sacerdot. Quan en Nakamine apareix enverinat, els principals sospitosos són l'Aoi i el seu enamorat, en Tatsuma. En Conan, el Dr. Agasa i els Detectius Júnior ja tenen un nou cas per resoldre.                                                                                                   |      |       | |                   |                         |                         |
| 629 | 578  | 17    | El presagi vermell que crida el perill "Kiki Yobu Akai Ōmen" (危機呼ぶ赤い前兆)                                                              | 699-700           | 26 de juny del 2010     | 14 de desembre del 2017 |
| En Conan i la seva colla ajuden un home a recuperar una bossa de mà que li han robat i, com a agraïment, ell els convida a uns pastissos. No obstant, en Conan descobreix que l'home es vol suïcidar i, després d'evitar-ho, l'ajuda a trobar una butlleta de loteria que l'home creia perduda. L'endemà, en Conan i la Ran acompanyen als Grans Magatzems Beika en Kogoro, que va a trobar-se amb un client que no li inspira confiança. Allà, tot d'una, apareix un home amb una bomba al cos.                                                |      |       | |                   |                         |                         |
| 630 | 579  | 18    | Tretze suggeriments negres "Kuroki Juu-san no Sajesuto" (黒き13の暗示)                                                                       | 700-701           | 3 de juliol del 2010    | 15 de desembre del 2017 |
| En Gin i en Vodka sospiten que en Shuichi Akai és viu i es presenten davant els Grans Magatzems Beika per a caçar-lo. Mentrestant, a dins, en Kogoro calma la gent i comença a investigar el cas de les samarretes vermelles. Les seves observacions se centren en uns rebuts. Paral·lelament, la Jodie i en Camel, agents de l'FBI, tenen la certesa que l'Akai podria ser als grans magatzems. |      |       | |                   |                         |                         |
| 631 | 580  | 19    | El límit de temps negre s'acosta "Semaru Kuro no Taimurimitto" (迫る黒の刻限)                                                                | 702-703           | 10 de juliol del 2010   | 18 de desembre del 2017 |
| En Gin i en Vodka esperen que aparegui en Shuichi Akai, cosa que suposaria executar la Kir. Mentrestant, als grans magatzems, en Kogoro no s'aclareix amb els rebuts de les samarretes. En Conan, però, plegant les samarretes descobreix un jeroglífic que el remet a un accident de muntanya que es va produir fa més de deu anys. Llavors, En Conan adorm en Kogoro i comença a explicar les seves deduccions. |      |       | |                   |                         |                         |
| 632 | 581  | 20    | Un objectiu vermell que s'agita "Akaku Yureru Taagetto" (赤く揺れる照準)                                                                     | 703-704           | 17 de juliol del 2010   | 19 de desembre del 2017 |
| El Kogoro Dorment exposa que en Fukunishi és l'autor de l'amenaça de bomba dels grans magatzems i que la Seta, una caixera, és la remitent de les samarretes i la filla d'un home que va ser assassinat a la muntanya tretze anys enrere. Un cop resolt el cas, l'home que s'assembla a en Shuichi Akai surt dels grans magatzems, però en Gin i els seus subalterns es troben amb un gir inesperat que els trastoca els plans. |      |       | |                   |                         |                         |
| 633 | 582  | 21    | La nit que va morir el zombi "Zonbi ga Shin da Yoru" (ゾンビが死んだ夜)                                                                      | Original          | 24 de juliol del 2010   | 20 de desembre del 2017 |
| L'Asako Fujimori, integrant de Les Maduixes, una parella de còmics molt popular, contracta amb en Kogoro perquè investigui un home que la segueix i l'extorsiona. L'Asako, el dia del seu aniversari, convida en Kogoro a casa seva i, casualment, quan el famós detectiu truca a la porta, la noia apareix tota tacada de sang i amb un ganivet a la mà, i confessa que acaba d'apunyalar un home amb una màscara de zombi. |      |       | |                   |                         |                         |
| 634 | 583  | 22    | L'amor de la senyoreta Kobayashi "Kobayashi-sensei no Koi" (小林先生の恋)                                                                    | 705-706           | 14 d'agost del 2010     | 21 de desembre del 2017 |
| La senyoreta Kobayashi ha d'anar a comissaria com a testimoni d'un assassinat i l'inspector Shiratori li pren declaració. Tot va sobre rodes fins que la mestra descobreix per casualitat que la inspectora Sato s'assembla molt a ella i que, fins fa ben poc, en Shiratori n'estava enamorat. En Shiratori li demana que es quedi per identificar la veu del sospitós d'assassinat, però la senyoreta Kobayashi està molt disgustada. |      |       | |                   |                         |                         |
| 635 | 584  | 23    | El desengany amorós de l'inspector Shiratori "Shiratori-keibu no Shitsuren" (白鳥警部の失恋)                                                 | 706-707           | 21 d'agost del 2010     | 22 de desembre del 2017 |
| Després d'haver escoltat les declaracions de les dues principals sospitoses del crim, la senyoreta Kobayashi no aconsegueix reconèixer la veu de l'assassina. A més a més, se sent enganyada perquè es pensa que l'inspector Shiratori l'ha utilitzada com a substituta de la inspectora Sato. L'inspector, que ja no sap què fer per recuperar la seva confiança, intentarà arreglar el malentès explicant-li que es van conèixer de petits en una llibreria.                                                                                  |      |       | |                   |                         |                         |
| 636 | 585  | 24    | El temps no esborra l'amor del cirerer "Toki wo Koeru Sakura no Koi" (時を超える桜の恋)                                                      | 708 i 712         | 28 d'agost del 2010     | 27 de desembre del 2017 |
| Finalment, l'inspector Shiratori descobreix l'assassí i li para els peus quan estava a punt d'atacar la senyoreta Kobayashi. De cop i volta, mentre l'inspector recita un article del Codi Penal, la mestra recorda haver-lo conegut anys enrere en aquella llibreria on va escridassar uns lladres de petita. D'altra banda, en Jirokichi Suzuki rep un nou avís d'en Kaito Kid, que vol robar una joia d'ambre coneguda com la "Banya del Kirin".                                                                                             |      |       | |                   |                         |                         |
| 637 | 586  | 25    | La banya del Kirin que va desaparèixer en la foscor "Yami ni Kie ta Kirin no Tsuno" (闇に消えた麒麟の角)                                     | 713-714           | 4 de setembre del 2010  | 28 de desembre del 2017 |
| En Kaito Kid ha aconseguit emportar-se la Banya del Kirin i ningú no sap com. L'única cosa que se sap del cert és que ell i els seus possibles còmplices encara són dins el temple, ja que l'alarma de les portes no s'ha disparat en cap moment. Amb la joia desapareguda, en Kid amagat i en Conan inconscient, la Haibara i els Detectius Júnior s'hauran d'espavilar per resoldre el cas. |      |       | |                   |                         |                         |
| 638 | 587  | 26    | En Kid contra els Detectius Júnior "Kiddo vs Shijin Tantei Dan" (キッドＶＳ四神探偵団)                                                       | 714-715           | 11 de setembre del 2010 | 29 de desembre del 2017 |
| En Conan fa veure que continua inconscient mentre intenta descobrir per què en Kid l'ha atacat amb la pistola elèctrica. Amb la seva ajuda, la Haibara i els Detectius Júnior resolen el cas de la joia desapareguda: troben la Banya del Kirin i desemmascaren en Kaito Kid. També descobreixen quin mecanisme ha fet servir per obrir la columna sense les claus, i s'adonen que l'han ajudat sense voler. |      |       | |                   |                         |                         |
| 639 | 588  | 27    | La trampa de l'hort del terrat "Okujou Nouen no Wana" (屋上農園の罠)                                                                         | Original          | 18 de setembre del 2010 | 2 de gener del 2018     |
| El hobby de la senyora Mejiro és cultivar verdures en un hort urbà d'un terrat de Tòquio. Si no fos pel senyor Nakamura, que es dedica a fer la guitza als seus companys de parcel·la, l'hort seria un paradís. Un dia, el senyor Nakamura apareix mort al terrat, d'un cop al cap. L'inspector Megure, amb l'ajuda d'en Conan i d'en Kogoro, ha de decidir si es tracta d'una mort accidental o d'un assassinat. |      |       | |                   |                         |                         |
| 640 | 589  | 28    | El pitjor aniversari (I) "Saiaku na Bāsudē (Zenpen)" (最悪な誕生日(前編))                                                                    | 709-710           | 25 de setembre del 2010 | 3 de gener del 2018     |
| S'acosta l'aniversari de l'advocada Eri Kisaki, l'exdona d'en Kogoro. La Ran creu que en Kogoro vol regalar un collaret a l'Eri, i se les empesca perquè tots dos coincideixin en un hotel de la costa. Després d'un sopar no gaire reeixit, l'Eri torna a la seva habitació i troba un cadàver a terra: és l'Akiho Kokubu, una clienta que havia patit l'assetjament d'un home i que havia de rebre una indemnització. |      |       | |                   |                         |                         |
| 641 | 590  | 29    | El pitjor aniversari (II) "Saiaku na Bāsudē (Kōhen)" (最悪な誕生日(後編))                                                                    | 710-711           | 2 d'octubre del 2010    | 4 de gener del 2018     |
| L'Akiho Kokubu, una clienta de l'Eri Kisaki, ha aparegut assassinada a l'habitació d'hotel de l'advocada. Els sospitosos són tres: el marit de la víctima, un home que l'assetjava i la mare d'aquest últim. En Kogoro vol resoldre el cas per quedar bé davant de la seva exdona, però no se'n surt. En Conan se n'adona i el posa sobre la pista clau: unes misterioses taques de sang a la moqueta de l'habitació. |      |       | |                   |                         |                         |
| 642 | 591  | 30    | La casa dels aquaris "Suizokukan no aru Ie" (水族館のある家)                                                                                 | Original          | 16 d'octubre del 2010   | 3 d'abril del 2018      |
| El doctor Agasa porta en Conan i els seus amics a visitar el senyor Nishida, un dissenyador d'aquaris molt famós, però quan truquen a la porta de casa seva, no obre ningú. Arriba el senyor Imura, l'ajudant del dissenyador, i els fa passar ell. Els nens queden meravellats pels aquaris que hi ha a la casa, però llavors descobreixen l'amo de la casa ofegat a la banyera i comença la investigació del cas. |      |       | |                   |                         |                         |
| 643 | 592  | 31    | La promesa del gall, el mico i el rasclet (I) "Saru to Kumade no tori Butsujou (Zenpen)" (猿と熊手のトリ物帖(前編))                          | 716-717           | 23 d'octubre del 2010   | 4 d'abril del 2018      |
| Fins ara l'Home Gall havia aprofitat els Festivals del Gall per cometre petits robatoris entre el públic assistent. En el Festival del Gall del santuari de Ranburi, però, ha anat més enllà, ha ferit de gravetat un universitari, ha fugit i s'ha amagat dins del lavabo de les instal·lacions. En arribar la policia, del lavabo n'han sortit tres homes, tres sospitosos, tres possibles Homes Gall. El misteri està servit! |      |       | |                   |                         |                         |
| 644 | 593  | 32    | La promesa del gall, el mico i el rasclet (II) "Saru to Kumade no tori Butsujou (Kōhen)" (猿と熊手のトリ物帖(後編))                          | 717-718           | 30 d'octubre del 2010   | 5 d'abril del 2018      |
| Després de l'últim atac de l'Home Gall, la policia es veu obligada a deixar anar els tres sospitosos per falta de proves. La pista del mico i del número 9 que ha deixat l'universitari ferit abans de perdre el coneixement continua sent un enigma, però la clau podria ser un botó que va trobar la Ran el dia que va ensopegar amb l'Home Gall després que ataqués la Sonoko. |      |       | |                   |                         |                         |
| 645 | 594  | 33    | La ruta de les set meravelles de Miyajima. Miyajima. "Hiroshima Miyajima Nanafushigi tsuā (Miyajima hen)" (広島宮島七不思議ツアー(宮島編))   | Mystery Tour 2010 | 6 de novembre del 2010  | 6 d'abril del 2018      |
| En Conan, en Kogoro i la Ran visiten l'illa de Miyajima convidats per la cadena de televisió Nichuri. L'illa és famosa pel santuari d'Itsukushima i també per les set meravelles del Misen, una muntanya que es troba al centre de l'illa. Una de les especialitats de l'illa són les pastes de tardor, que es venen en una botiga propietat de la Yayoi Ayase, els pares de la qual van morir misteriosament a la muntanya del Misen dos anys abans.                                                                                           |      |       | |                   |                         |                         |
| 646 | 595  | 34    | La ruta de les set meravelles de Miyajima. Hiroshima. "Hiroshima Miyajima Nanafushigi tsuā (Hiroshima hen)" (広島宮島七不思議ツアー(広島編)) | Mystery Tour 2010 | 13 de novembre del 2010 | 9 d'abril del 2018      |
| En Conan, en Kogoro i la Ran continuen amb la gravació del programa de viatges per la cadena de televisió Nichuri. Ara s'han desplaçat a Hiroshima, però dins el grup continua la incògnita sobre qui pot haver intentat assassinar el senyor Koshiji, que està en estat crític a l'hospital. Totes les sospites assenyalen en Shinroku, el germà de la Yayoi, però per en Conan hi ha massa coses que no lliguen. |      |       | |                   |                         |                         |
| 647 | 596  | 35    | La coartada d'una caiguda "Tenraku no Aribai" (転落のアリバイ)                                                                               | Original          | 20 de novembre del 2010 | 10 d'abril del 2018     |
| Un vespre plujós, en Kogoro, la Ran i en Conan arriben a Orion Planning, una empresa d'espectacles. Un cop a les oficines, el detectiu truca a l'extensió d'un empleat, en Toshio Higashiyama, per avisar-lo que ja són allà. Mentre conversen, un cos es precipita al buit. Es tracta d'en Fujihiko Takahata, el productor d'espectacles de l'empresa. Ben aviat s'adonen que no s'ha tractat d'un suïcidi, i que l'assassí encara és a l'edifici.                                                                                             |      |       | |                   |                         |                         |
| 648 | 597  | 36    | El crim dels banys termals tancats (I) "Yukemuri Misshitsu no Shinario (Zenpen)" (湯煙密室のシナリオ(前編))                                  | 722-723           | 27 de novembre del 2010 | 11 d'abril del 2018     |
| El doctor Agasa ha portat l'Ai, el Conan i la colla dels Detectius Júnior a un balneari. Allà hi coincideixen amb els protagonistes i el guionista del remake d'una pel·lícula sobre un assassí a sou. L'endemà a primera hora, els nens troben el cadàver del guionista al bany de les dones. En principi, sembla que ha relliscat i s'ha donat un cop al cap. Però què hi feia, al bany de les dones? |      |       | |                   |                         |                         |
| 649 | 598  | 37    | El crim dels banys termals tancats (II) "Yukemuri Misshitsu no Shinario (Kōhen)" (湯煙密室のシナリオ(後編))                                  | 723-724           | 4 de desembre del 2010  | 12 d'abril del 2018     |
| L'inspector Yokomizo ha reunit els tres sospitosos de la mort d'en Ganji Tetsuyama: l'actor i l'actriu protagonistes de la pel·lícula "Les termes escarlata" i l'assistent d'aquesta última. Tots tres tenen algun motiu per matar la víctima, però en Conan ja ha deduït qui és l'autor del crim. Ara només cal explicar-li els fets a l'inspector Yokomizo amb la veu del Dr. Agasa. Però l'Ayumi l'enxampa mentre parla amb el transformador de veu.                                                                                         |      |       | |                   |                         |                         |
| 650 | 599  | 38    | El justicier "Seiginomikata" (セイギノミカタ)                                                                                                | Original          | 11 de desembre del 2010 | 13 d'abril del 2018     |
| Al metro, la Ran està a punt de ser atacada per un desconegut, però un avi deixa fora de combat l'atacant amb el seu bastó. L'avi desapareix i, al cap de poc, la Ran i en Conan veuen des del metro que la policia ha trobat un home assassinat. Quan s'acosten a veure què passa, coincideixen amb l'avi del metro, que els diu que ha estat testimoni del crim. En Conan troba sospitoses tantes coincidències i es posa a investigar. |      |       | |                   |                         |                         |
| 651 | 600  | 39    | L'esperit del riu (I) "Kappa ga mi ta Yume (Zenpen)" (河童が見た夢(前編))                                                                    | 719-720           | 18 de desembre del 2010 | 16 d'abril del 2018     |
| En Kogoro rep una carta d'un desconegut que diu que la policia el busca per un assassinat que es va cometre anys enrere. El desconegut li dona cita en una fonda molt aïllada, i mentre en Kogoro hi va amb la Ran i en Conan, troben dues persones relacionades amb un nen que va morir d'accident en un riu. L'endemà, el pare del nen, que és l'amo de la fonda, apareix mort. |      |       | |                   |                         |                         |
| 652 | 601  | 40    | L'esperit del riu (II) "Kappa ga mi ta Yume (Kōhen)" (河童が見た夢(後編))                                                                    | 720-721           | 25 de desembre del 2010 | 17 d'abril del 2018     |
| Després d'interrogar els tres sospitosos principals, l'inspector Yamamura encara no sap qui és el culpable de l'assassinat del senyor Numayama, que algú ha ofegat ficant-li el cap en una galleda d'aigua. Però quan l'inspector s'il·lumina i diu que l'assassí ha sigut un àlien, en Conan l'adorm amb un dels seus dards perquè no digui més bestieses, i ho aprofita per parlar per boca d'ell i explicar les seves deduccions, molt més encertades.                                                                                       |      |       | |                   |                         |                         |

## Temporada 16 (2011)
| EP# | EP#  | EP#   | Títol en català | Adaptat de        | Estrena en japonès      | Estrena en català   |
| Cat. | Jap. | Temp. | Títol en català | Adaptat de        | Estrena en japonès      | Estrena en català   |
| --- | ---- | ----- | --- | ----------------- | ----------------------- | ------------------- |
| 653 | 602  | 1     | El dimoni que s'amaga a la pista de tenis "Tenisu Kōto ni Hisomu Akuma" (テニスコートに潜む悪魔)                                                                     | Original          | 8 de gener del 2011     | 18 d'abril del 2018 |
| En Conan i la Ran acompanyen la Sonoko al campionat de tenis en què ha de competir el seu entrenador, en Goto. Durant un dels partits d'entrenament previs a l'inici del torneig, en Goto cau a terra desplomat, i la policia descobreix que ha estat en contacte amb algun objecte enverinat. La Sonoko és la principal sospitosa i, alhora, l'única que pot resoldre el cas. Torna la Reina de les Deduccions!                                                                                                 |      |       | |                   |                         |                     |
| 654 | 603  | 2     | El misteri de la sala tancada de la sessió d'espiritisme (1a sala tancada) "Kourei Kai Daburu Misshitsu Jiken (Daiichi no Misshitsu)" (降霊会Ｗ密室事件(第一の密室)) | Original          | 29 de gener del 2011    | 19 d'abril del 2018 |
| Un grup de fans de la Kira Miyahara, una model famosa que va morir en un accident fa cosa d'un any, es reuneixen per fer una sessió d'espiritisme amb l'objectiu de confirmar si podrien ser certs els rumors que asseguren que va ressuscitar per cometre un assassinat. En Conan, en Kogoro i la Ran assisteixen amb incredulitat a una sessió d'espiritisme carregada de sorpreses, enganys i misteris per resoldre.                                                                                          |      |       | |                   |                         |                     |
| 655 | 604  | 3     | El misteri de la sala tancada de la sessió d'espiritisme (2a sala tancada) "Kourei Kai Daburu Misshitsu Jiken (Daini no Misshitsu)" (降霊会Ｗ密室事件(第二の密室))   | Original          | 5 de febrer del 2011    | 20 d'abril del 2018 |
| Després de la farsa de la sessió d'espiritisme per aclarir si eren certs els rumors de la maledicció de la Kira, i del descobriment del cadàver de la Shoko Utakura, apareix també el cos sense vida d'en Reiki Hirasaka, el dibuixant dels mangues de la Noia de la Màgia Negra i principal promotor de la trobada. El fet que el cadàver es trobés dins d'una altra sala tancada, complica encara més un misteri que ja s'ha cobrat quatre vides.                                                              |      |       | |                   |                         |                     |
| 656 | 605  | 4     | El misteri de la sala tancada de la sessió d'espiritisme (S'obre la sala!) "Kourei Kai Daburu Misshitsu Jiken (Misshitsu Kaihou)" (降霊会Ｗ密室事件(密室開放))       | Original          | 12 de febrer del 2011   | 23 d'abril del 2018 |
| En Conan per fi aconsegueix resoldre el misteri de les dues sales tancades, però no troba cap prova per incriminar el responsable de les morts del senyor Hirasaka, la Shoko Utakura i l'Ichiro Sawanami. Com s'ho va fer l'assassí per cometre els crims, sortir de les dues sales i deixar-les totalment tancades? I com és que en Sawanami va escriure la paraula "Kira" abans de morir? Ben aviat, la resposta a totes les preguntes!                                                                        |      |       | |                   |                         |                     |
| 657 | 606  | 5     | Enfrontament al tribunal 4: La jurat Sumiko Kobayashi (I) "Houtei no Taiketsu IV Saibanin Kobayashi Sumiko (Zenpen)" (法廷の対決IV裁判員小林澄子(前編))              | Original          | 19 de febrer del 2011   | 24 d'abril del 2018 |
| La senyoreta Kobayashi és escollida per fer de jurat en un cas en què s'enfronten la fiscal Reiko Kujo i la mare de la Ran, l'Eri Kisaki. L'Eri s'encarrega de la defensa d'un home acusat d'haver assassinat el propietari de la casa on havia entrat a robar, i que resulta que també era el president d'una immobiliària. Durant el judici, la senyoreta Kobayashi es fixa en un quadre de l'escenari del crim, que està de cap per avall... Quina relació pot tenir el quadre amb el cas?                    |      |       | |                   |                         |                     |
| 658 | 607  | 6     | Enfrontament al tribunal 4: La jurat Sumiko Kobayashi (II) "Houtei no Taiketsu IV Saibanin Kobayashi Sumiko (Kōhen)" (法廷の対決IV裁判員小林澄子(後編))              | Original          | 26 de febrer del 2011   | 25 d'abril del 2018 |
| Continua el cas de l'assassinat del president d'una immobiliària, en què s'enfronten l'advocada Eri Kisaki i la fiscal Reiko Kujo. Sembla que el cas està igualat, però, arran d'una pregunta de la senyoreta Kobayashi, que és al jurat, el descobriment d'un pagaré en un quadre de l'escenari del crim complica les coses a l'acusat. A més, troben l'arma del crim. L'única manera que l'Eri guanyi el cas és descobrir què va passar, i la clau s'amaga al quadre i en un gerro desaparegut misteriosament. |      |       | |                   |                         |                     |
| 659 | 608  | 7     | La traïció del Dia Blanc (I) "Uragiri no Howaito Dē (Zenpen)" (裏切りのホワイトデー(前編))                                                                           | 725-726           | 5 de març del 2011      | 26 d'abril del 2018 |
| L'amo d'una empresa de xocolates convida en Kogoro, la Ran i en Conan a una festa per celebrar el vuitè aniversari de l'empresa. És el 14 de març, el Dia Blanc al Japó, quan els nois regalen alguna cosa a les noies si aquestes els han fet un regal un mes abans, el dia de Sant Valentí. A la festa, l'amo, el senyor Urai, pensa fer un número per sorprendre els convidats. |      |       | |                   |                         |                     |
| 660 | 609  | 8     | La traïció del Dia Blanc (II) "Uragiri no Howaito Dē (Kōhen)" (裏切りのホワイトデー(後編))                                                                           | 726-727           | 19 de març del 2011     | 27 d'abril del 2018 |
| En l'episodi anterior, el senyor Urai, l'amo d'una empresa de xocolates, cau mort a terra, enverinat. En Conan està convençut que és la senyora Urai qui ha assassinat el seu marit, però no sap com demostrar-ho. És possible que en Conan s'equivoqui, aquesta vegada? La senyora Urai reconeix que és la principal sospitosa, però nega que hagi sigut ella. No hi ha cap prova que la incrimini i la seva coartada sembla molt sòlida.                                                                       |      |       | |                   |                         |                     |
| 661 | 610  | 9     | La víctima es diu Shinichi Kudo "Higaisha wa Kudō Shinichi" (被害者はクドウシンイチ)                                                                                 | 734-735           | 9 d'abril del 2011      | 30 d'abril del 2018 |
| Cinc anys enrere, el vell milionari Tsunechika Inubushi va morir i vuit persones es van presentar a casa seva assegurant que eren els seus fills il·legítims. La viuda del milionari els va adoptar tots vuit. Ara, ella també s'està morint i els fills s'han de repartir l'herència, però dos d'ells moren en circumstàncies misterioses. En Heiji Hattori i en Conan van a parlar amb un dels fills, però quan el troben ja és massa tard.                                                                    |      |       | |                   |                         |                     |
| 662 | 611  | 10    | El castell d'Inubushi i el gos maleït. El fantasma de foc "Inubushi Jou En no Mainu (Onibi no Akira)" (犬伏城 炎の魔犬(鬼火の章))                                    | 736-740           | 16 d'abril del 2011     | 1 de maig del 2018  |
| En Heiji i en Conan són a la mansió dels Inubushi per investigar la llegenda del gos maleït. Un avantpassat de la família va cremar viu el seu gos, convençut que li havia matat la filla. Quan va descobrir l'error, era massa tard, i la maledicció s'ha transmès de generació en generació. Mentre investiguen, una de les germanes Inubushi s'estimba per un penya-segat i, abans de morir, diu que ha vist un gos envoltat de en flames.                                                                    |      |       | |                   |                         |                     |
| 663 | 612  | 11    | El castell d'Inubushi i el gos maleït. Les petjades "Inubushi Jou En no Mainu (Ashiato no Akira)" 犬伏城 炎の魔犬(足跡の章))                                         | 736-740           | 23 d'abril del 2011     | 2 de maig del 2018  |
| La Ran i la Kazuha aconsegueixen escapar-se del gos maleït i entren a la casa. Mentrestant, al penya-segat, en Conan i en Heiji troben proves que demostren que la mort de la Saki no ha sigut un accident. Més tard, els joves detectius van a investigar una cabana on sospiten que es podria amagar l'assassí. Llavors, el gos maleït torna a aparèixer i ataca en Tomoaki i li fa una cremada al braç. |      |       | |                   |                         |                     |
| 664 | 613  | 12    | El castell d'Inubushi i el gos maleït. La princesa "Inubushi Jou En no Mainu (Hime no Akira)" (犬伏城 炎の魔犬(姫の章))                                              | 736-740           | 30 d'abril del 2011     | 3 de maig del 2018  |
| En el tercer episodi de la sèrie del gos maleït, la Satomi, la mare adoptiva dels quatre sospitosos, intenta aixecar-se del llit i cau a terra. En Heiji s'adona que té una cosa a la mà: un tros d'una polsera budista amb vuit boles, set de blanques i una de negra. No hi ha dubte que és un missatge que apunta al culpable dels assassinats. Qui s'amaga darrere del misteri del gos en flames? |      |       | |                   |                         |                     |
| 665 | 614  | 13    | El secret és al diari (I) "Nikki ga Kanaderu Himitsu (Zenpen)" (日記が奏でる秘密(前編))                                                                              | 728-729           | 7 de maig del 2011      | 4 de maig del 2018  |
| La colla d'en Conan va d'excursió, però es posa a ploure i els amics es refugien en una casa que sembla buida, tot i que se sent que algú hi toca el piano a dins. L'únic que troben és un diari que parla d'algú que vol matar un nen. Tots s'espanten molt, però, com que són valents, es posen a investigar per saber si realment hi ha hagut un assassinat en aquella casa. |      |       | |                   |                         |                     |
| 666 | 615  | 14    | El secret és al diari (II) "Nikki ga Kanaderu Himitsu (Kōhen)" (日記が奏でる秘密(後編))                                                                              | 729-730           | 14 de maig del 2011     | 7 de maig del 2018  |
| La colla d'en Conan continua investigant si hi ha hagut un assassinat a la casa misteriosa on s'han refugiat de la pluja. Segons un diari que han trobat, algú ha matat un nen, però en Conan descobreix que han canviat l'ordre de les pàgines del diari, i arriba a la conclusió que el nen és viu. I realment ho és, perquè al final el troben i escolten atònits la història d'un petit pianista genial que no volia estudiar.                                                                               |      |       | |                   |                         |                     |
| 667 | 616  | 15    | El llibre de l'Apocalipsi de Holmes: El deixeble de Holmes "Hōmuzu no Mokushiroku (Hōmuzu no Deshi)" (ホームズの黙示録(名探偵の弟子))                                | 743-752           | 21 de maig del 2011     | 8 de maig del 2018  |
| Per casualitat, en Conan, la Ran i en Kogoro coneixen la Diana, una dona anglesa que els convida a visitar-la a Londres. Com que en Conan no té passaport, s'ha d'endur dos antídots temporals de l'Ai per poder pujar a l'avió com a Shinichi. Un cop a la capital britànica, es retroba amb la Ran i en Kogoro. Mentre fan turisme, en Conan topa amb un nen, l'Apollo, que assegura haver rebut un missatge misteriós que anuncia un assassinat.                                                              |      |       | |                   |                         |                     |
| 668 | 617  | 16    | El llibre de l'Apocalipsi de Holmes: L'amor és zero "Hōmuzu no Mokushiroku (Love is Zero)" (ホームズの黙示録(Love is 0))                                             | 743-752           | 28 de maig del 2011     | 9 de maig del 2018  |
| En Conan, la Ran, en Kogoro i el doctor Agasa són a Londres de viatge. Allà en Conan coneix un nen, l'Apollo, que li explica que ha rebut el missatge d'un home sospitós que anuncia un assassinat. Tement que sigui veritat, se separen i comencen a investigar per la capital britànica. Quan cau la nit, en Conan no ha tornat a l'hotel i la Ran, preocupada, surt a buscar-lo. |      |       | |                   |                         |                     |
| 669 | 618  | 17    | El llibre de l'Apocalipsi de Holmes: Satanàs "Hōmuzu no Mokushiroku (Satan)" (ホームズの黙示録(サタン))                                                              | 743-752           | 4 de juny del 2011      | 10 de maig del 2018 |
| Finalment, la Ran ha descobert que en Shinichi és a Londres. En Conan mira de fugir, però no ho aconsegueix, i, per evitar que la Ran descobreixi el seu secret, es veu obligat a prendre's l'antídot que necessitava per tornar al Japó. L'endemà, la Ran i en Kogoro també comencen a voltar per Londres per desxifrar l'enigma que amaga el text, i troben objectes relacionats amb Sherlock Holmes en diferents punts de la ciutat.                                                                          |      |       | |                   |                         |                     |
| 670 | 619  | 18    | El llibre de l'Apocalipsi de Holmes: Codi desxifrat "Hōmuzu no Mokushiroku (Code Break)" (ホームズの黙示録(Code Break))                                              | 743-752           | 11 de juny del 2011     | 11 de maig del 2018 |
| En Conan, la Ran, en Kogoro i el doctor Agasa comencen a investigar per Londres per desxifrar l'enigma, i descobreixen que cadascuna de les set frases del text fa referència a un edifici emblemàtic de Londres, i que a cada lloc hi ha una pista relacionada amb Sherlock Holmes que els mostra una lletra. Aconsegueixen reunir les set lletres i descobreixen que l'assassí pretén actuar dissabte. Però sembla que el missatge encara amaga més coses.                                                     |      |       | |                   |                         |                     |
| 671 | 620  | 19    | El llibre de l'Apocalipsi de Holmes: La Reina de la pista "Hōmuzu no Mokushiroku (Gurasukōtokuīn)" (ホームズの黙示録(芝の女王))                                      | 743-752           | 18 de juny del 2011     | 14 de maig del 2018 |
| Durant un viatge a Londres, en Conan coneix un nen, l'Apollo, que ha rebut un missatge que anuncia una massacre. Després de trobar pistes per diversos edificis de Londres, descobreixen que el responsable, l'Hades Sabara, pretén actuar aquell mateix dissabte a Wimbledon, on juga la Minerva Glass, germana de l'Apollo. En Conan i els seus amics veuen el partit de tenis, i s'adonen que la Minerva juga sospitosament malament.                                                                         |      |       | |                   |                         |                     |
| 672 | 621  | 20    | El llibre de l'Apocalipsi de Holmes: Zero és el començament "Hōmuzu no Mokushiroku (Zero is Start)" (ホームズの黙示録(0 is Start))                                   | 743-752           | 25 de juny del 2011     | 15 de maig del 2018 |
| En Conan descobreix que l'Hades Sabara pretén cometre una massacre durant la final femenina de tenis de Wimbledon en què la Minerva Glass es juga el títol. La mateixa Minerva li ha fet saber que l'objectiu de l'assassí no és ella, sinó la seva mare, que té una bomba a la falda preparada per esclatar al final del partit. En Conan, el deixeble d'en Holmes, localitza l'Hades entre el públic... però com s'ho farà per evitar que dugui a terme la seva amenaça?                                       |      |       | |                   |                         |                     |
| 673 | 622  | 21    | 2-5-2, codi d'emergència (I) "Kinkyū Jitai 252 (Zenpen)" (緊急事態252(前編))                                                                                         | 753-754           | 2 de juliol del 2011    | 16 de maig del 2018 |
| En Conan acaba de tornar d'un viatge a Londres on ha resolt el cas d'un terrorista. Un cop al Japó, la vida continua, i amb en Genta, l'Ayumi, en Mitsuhiko i l'Ai, entren en un edifici buit a punt de ser enderrocat per jugar-hi al joc de la llauna, una mena de cuit a amagar. Un cop a dins, descobreixen que l'edifici no és buit, que hi ha un parell d'homes i que porten molt males intencions. |      |       | |                   |                         |                     |
| 674 | 623  | 22    | 2-5-2, codi d'emergència (II) "Kinkyū Jitai 252 (Kōhen)" (緊急事態252(後編))                                                                                         | 754-755           | 9 de juliol del 2011    | 17 de maig del 2018 |
| Uns segrestadors acaben de capturar en Conan i l'Ai. Els tenen lligats i emmordassats en una habitació d'un edifici buit que aviat han d'enderrocar. Els seus amics de la Lliga de Detectius estan amagats, però no poden contactar amb la policia, ni sortir del seu amagatall. La situació per als membres de la Lliga de Detectius Junior és desesperada, perquè els segrestadors han decidit fugir, però abans volen calar foc a l'edifici amb ells a dins.                                                  |      |       | |                   |                         |                     |
| 675 | 624  | 23    | La cinta de vídeo del primer amor "Hatsukoi no Bideoretā" (初恋のビデオレター)                                                                                       | 741-742           | 16 de juliol del 2011   | 18 de maig del 2018 |
| L'inspector Chiba torna a l'escola on va estudiar de petit, que és la mateixa escola d'en Conan i companyia, i els explica que fa tretze anys una nena de la seva classe li va deixar en una cinta de vídeo la resposta a una carta d'amor que li havia enviat ell. El problema és que al magatzem de la sala d'audiovisuals hi ha milers de cintes! Com s'ho farà en Conan per saber quina és? |      |       | |                   |                         |                     |
| 676 | 625  | 24    | El Quiròfan del Terror (I) "Zekkyō Operūmu (Zenpen)" (絶叫手術室(前編))                                                                                              | 756-757           | 23 de juliol del 2011   | 21 de maig del 2018 |
| En Kogoro ha estat convidat a fer una xerrada a la Universitat de Beika, on va estudiar. Mentre l'escolten, la Ran, la Sonoko i en Conan coneixen en Sonsaku Tsujiei, un estudiant de cinema d'últim any. En Tsujiei vol ensenyar al detectiu una atracció que ha dissenyat amb uns companys, el Quiròfan del Terror. Però com que el discurs d'en Kogoro s'allarga massa, primer els l'ensenyarà a la Ran i als altres.                                                                                         |      |       | |                   |                         |                     |
| 677 | 626  | 25    | El Quiròfan del Terror (II) "Zekkyō Operūmu (Kōhen)" (絶叫手術室(後編))                                                                                              | 757-758           | 30 de juliol del 2011   | 22 de maig del 2018 |
| Quan la Ran i la Sonoko han entrat al Quiròfan del Terror, l'Anna Tadami ha començat a tenir convulsions i a donar puntades de peu. Basant-se en aquest testimoni, en Megure arriba a la conclusió que la víctima s'ha suïcidat amb una càpsula de cianur. Però en Conan està convençut que és un assassinat. Amb l'ajuda involuntària de la Sonoko, ens desvelarà el misteri de la macabra mort d'aquesta alumna de la Universitat de Beika.                                                                    |      |       | |                   |                         |                     |
| 678 | 627  | 26    | En Conan contra en Kaito Kid pel tresor de Ryoma (I) "Conan Kiddo no Ryōma Otakara Kōbō-sen (Zenpen)" (コナンキッドの龍馬お宝攻防戦(前編))                           | 731-732           | 20 d'agost del 2011     | 23 de maig del 2018 |
| Quan el lladre Kaito Kid anuncia que anirà a una exposició per tornar tres objectes robats fa molts anys, la policia i els organitzadors de l'exposició van de corcoll. Uns el volen detenir i els altres volen impedir que els robi res. Però els plans de Kaito Kid són més cargolats del que es pensa tothom: segons ell, vol netejar el Japó d'una vegada per sempre, però ningú sap ben bé què vol dir. |      |       | |                   |                         |                     |
| 679 | 628  | 27    | En Conan contra en Kaito Kid pel tresor de Ryoma (II) "Conan Kiddo no Ryōma Otakara Kōbō-sen (Kōhen)" (コナンキッドの龍馬お宝攻防戦(後編))                           | 732-733           | 27 d'agost del 2011     | 24 de maig del 2018 |
| Tothom està pendent de si apareixerà en Kaito Kid per tornar uns objectes robats vint anys enrere. Els accessos a l'exposició on ha anunciat la seva aparició estan totalment controlats, però ell aconsegueix entrar i es presenta al mig d'una sala plena de gent per tornar els objectes robats i complir la seva promesa de netejar el Japó d'una vegada per sempre. Però llavors desapareix i només en Conan serà capaç de tornar-lo a trobar.                                                              |      |       | |                   |                         |                     |
| 680 | 629  | 28    | El rodatge d'un vídeo promocional (I) "Puromobideo Satsuei Jiken (Zenpen)" (プロモビデオ撮影事件(前編))                                                              | Original          | 3 de setembre del 2011  | 25 de maig del 2018 |
| En Conan, els seus amics de la Lliga de Detectius Júnior, la Ran i la Sonoko van a passar uns dies en una pensió d'una illa remota on volen banyar-se i fer submarinisme. A l'illa hi ha un equip de filmació que grava un vídeo promocional per a un actor que havia sigut famós i que intenta recuperar la popularitat perduda. L'ambient entre l'equip de filmació no és el més amistós, i tot d'una... |      |       | |                   |                         |                     |
| 681 | 630  | 29    | El rodatge d'un vídeo promocional (II) "Puromobideo Satsuei Jiken (Kōhen)" (プロモビデオ撮影事件(後編))                                                              | Original          | 10 de setembre del 2011 | 28 de maig del 2018 |
| En Conan, els seus amics de la Lliga de Detectius Júnior, la Ran i la Sonoko passen uns dies en una pensió d'una illa remota. A l'illa hi ha un equip de filmació que grava un vídeo promocional per a un actor i aquest és assassinat. L'illa està incomunicada per una tempesta i tothom sap que comparteix l'estada a la pensió amb l'assassí, però qui és, l'assassí? En Conan sembla que ho té clar. |      |       | |                   |                         |                     |
| 682 | 631  | 30    | El rellotge de les flors sap la veritat "Hana Tokei wa Shitte Ita" (花時計は知っていた)                                                                              | Original          | 17 de setembre del 2011 | 29 de maig del 2018 |
| L'Ayumi, que assaja per a la desfilada de la inauguració del nou rellotge de les flors, es troba el cadàver d'un home que feia dies que la seguia just al damunt del rellotge de les flors. L'únic sospitós de l'assassinat, que havia confessat que odiava la víctima perquè estava convençut que havia matat la seva nòvia, té una coartada impecable. Segons en Conan la resposta la té l'únic testimoni de l'assassinat: el rellotge de les flors.                                                           |      |       | |                   |                         |                     |
| 683 | 632  | 31    | La fulla del guardià del temps (I) "Toki no Bannin no Yaiba (Zenpen)" (時の番人の刃(前編))                                                                           | 762-763           | 1 d'octubre del 2011    | 30 de maig del 2018 |
| El majordom de la Rukako Hoshina, una milionària obsessionada amb els rellotges, contacta amb en Kogoro perquè descobreixi qui envia cartes amenaçadores a la seva mestressa des de fa dos anys. El remitent es fa dir "el guardià del temps", i l'amenaça de matar-la el dia del seu aniversari. En Kogoro, en Conan i la Ran aniran a la festa de la milionària per protegir-la i desvelar el misteri de les cartes.                                                                                           |      |       | |                   |                         |                     |
| 684 | 633  | 32    | La fulla del guardià del temps (II) "Toki no Bannin no Yaiba (Kōhen)" (時の番人の刃(後編))                                                                           | 763-764           | 8 d'octubre del 2011    | 31 de maig del 2018 |
| El guardià del temps ha complert la seva amenaça. La Rukako Hoshina ha mort amb el cor perforat per una mena de punxó, just després de bufar les espelmes del seu pastís d'aniversari. Sembla que l'assassí s'ha escapat pel balcó, però a l'herba humida de sota no hi ha cap rastre de petjades. L'arma del crim tampoc apareix. Qui és el misteriós guardià del temps? Quins motius tenia per assassinar la Sra. Hoshina?                                                                                     |      |       | |                   |                         |                     |
| 685 | 634  | 33    | L'escenari del crim és un local molt estret "Hankou Genba wa Geki Sema Ten" (犯行現場は激セマ店)                                                                     | Original          | 15 d'octubre del 2011   | 1 de juny del 2018  |
| En Korogo està bevent en un restaurant molt petit amb tres clients més i tots quatre decideixen sortir del local per motius diferents. Quan hi tornen a entrar es troben la mestressa del restaurant morta damunt de la barra, amb un ganivet clavat al pit. En Conan es presenta al local amb la Ran amb la intenció de resoldre el misteri, però sembla que l'únic possible culpable té una bona coartada. |      |       | |                   |                         |                     |
| 686 | 635  | 34    | Compte amb la dieta "Daietto ni Goyoujin" (ダイエットにご用心) | Original          | 5 de novembre del 2011  | 4 de juny del 2018  |
| En Conan acompanya la Ran i la Sonoko a fer una estada en un centre de ioga on hi van molts famosos, i la primera nit una de les participants apareix morta a la seva habitació. Es tracta de l'Atsuko Degawa, filla del president de la corporació Degawa, una noia que acumula denúncies pel seu mal geni i que té molts enemics. En realitat, la culpable podria ser qualsevol de les participants. |      |       | |                   |                         |                     |
| 687 | 636  | 35    | L'escola més útil del món (I) "Sekaiichi Uketai Jugyō Jiken (Zenpen)" (世界一受けたい授業事件(前編))                                                                 | Original          | 12 de novembre del 2011 | 5 de juny del 2018  |
| En Kogoro Mouri va de convidat a un programa de televisió que es diu "L'escola més útil del món", i la Ran i en Conan l'hi acompanyen. Abans de gravar el programa fan un assaig, però a mig assaig desapareix un gerro xinès valuosíssim que el senyor Kimijima havia portat per mostrar-lo durant el programa. Tots els que eren als estudis en aquell moment són sospitosos d'haver robat el gerro. |      |       | |                   |                         |                     |
| 688 | 637  | 36    | L'escola més útil del món (II) "Sekaiichi Uketai Jugyō Jiken (Kōhen)" (世界一受けたい授業事件(後編))                                                                 | Original          | 19 de novembre del 2011 | 6 de juny del 2018  |
| Durant la gravació d'un programa de televisió ha desaparegut un gerro xinès molt valuós. Després de buscar-lo per tots els estudis i de comprovar que no hi és, el detectiu Mouri arriba a la conclusió que el lladre encara és a l'edifici. Primer acusa les dues persones que tenen unes maletes prou grans per poder-hi amagar el gerro, però la peça tampoc és a dins de les maletes. On és, el gerro, doncs?                                                                                                |      |       | |                   |                         |                     |
| 689 | 638  | 37    | L'enigma del Palau de les Fulles Vermelles (I) "Momiji Goten de Nazo o Toku (Zenpen)" (紅葉御殿で謎を解く(前編))                                                     | Original          | 26 de novembre del 2011 | 7 de juny del 2018  |
| En Kogoro, la Ran i en Conan surten de dinar i, quan estan a punt de travessar el carrer, veuen un cotxe que es dirigeix a tota pastilla contra una dona i una nena a l'altre cantó del carrer amb la intenció d'atropellar-les. Gràcies als crits d'en Conan, el cotxe no les pot atropellar i l'avi de la nena, agraït, convida en Kogoro, la seva filla i en Conan a prendre el te a la seva mansió. |      |       | |                   |                         |                     |
| 690 | 639  | 38    | L'enigma del Palau de les Fulles Vermelles (II) "Momiji Goten de Nazo o Toku (Kōhen)" (紅葉御殿で謎を解く(後編))                                                     | Original          | 3 de desembre del 2011  | 8 de juny del 2018  |
| El senyor Katayose convida en Kogoro, la Ran i en Conan a visitar casa seva, el Palau de les Fulles Vermelles, en agraïment per haver salvat la seva filla adoptiva Kaede. Un cop allà, el senyor Katayose apareix mort enverinat i en Conan intenta investigar un cas que d'entrada sembla molt complicat. Ningú no entén com s'ho ha fet l'assassí per sortir de l'escenari del crim sense que l'hagin pogut veure.                                                                                            |      |       | |                   |                         |                     |
| 691 | 640  | 39    | Un viatge per la memòria en vuit esbossos (Okayama) "Hachimai no Sukecchi Kioku no Tabi (Okayama hen)" (8枚のスケッチ記憶の旅(岡山編))                               | Mystery Tour 2011 | 10 de desembre del 2011 | 11 de juny del 2018 |
| En Kogoro i en Conan han acompanyat la Ran a Okayama, perquè una revista local l'ha escollit per fer un reportatge gastronòmic de la ciutat. Durant la visita, coneixen una dona que pateix amnèsia, i decideixen ajudar-la a recuperar la memòria. Per començar a investigar qui és i d'on ve, li demanen que dibuixi el primer que li vingui al cap. El resultat són vuit esbossos que podrien indicar els llocs que ha visitat.                                                                               |      |       | |                   |                         |                     |
| 692 | 641  | 40    | Un viatge per la memòria en vuit esbossos (Kurashiki) "Hachimai no Sukecchi Kioku no Tabi (Kurashiki hen)" (8枚のスケッチ記憶の旅(倉敷編))                           | Mystery Tour 2011 | 17 de desembre del 2011 | 12 de juny del 2018 |
| Gràcies a la seva amiga Kanae, la dona amnèsica descobreix que es diu Mayuko Kichise. Però algú la persegueix i li vol fer mal. Sembla que és l'únic testimoni del robatori d'unes joies, i si recupera la memòria podrà demostrar que el germà de la Kanae és innocent. Seguint la pista dels vuit esbossos, el grup es desplaça a la petita ciutat de Kurashiki. Un per un, els dibuixos comencen a cobrar sentit.                                                                                             |      |       | |                   |                         |                     |

## Temporada 17 (2012)
| EP# | EP#  | EP#   | Títol en català | Adaptat de        | Estrena en japonès      | Estrena en català       |
| Cat. | Jap. | Temp. | Títol en català | Adaptat de        | Estrena en japonès      | Estrena en català       |
| --- | ---- | ----- | --- | ----------------- | ----------------------- | ----------------------- |
| 693 | 642  | 1     | Una partida de cartes perillosa (I) "Karuta-tori Kikiippatsu (Zenpen)" (カルタ取り危機一髪(前編))                                                                  | 759-760           | 7 de gener del 2012     | 13 de juny del 2018     |
| En Conan s'ha posat malalt. Els de la Lliga de Detectius Júnior li fan una videotrucada per saber com es troba i, mentre estan parlant, truquen a la porta. És un nen que es diu Masao, que, atabalat, assegura que els dos adults que l'acompanyen no són els seus pares i que necessita ajuda. En Conan, pel que veu a través de la pantalla, se'l creu i els diu que truquin a la policia de seguida.                                                     |      |       | |                   |                         |                         |
| 694 | 643  | 2     | Una partida de cartes perillosa (II) "Karuta-tori Kikiippatsu (Kōhen)" (カルタ取り危機一髪(後編))                                                                  | 760-761           | 14 de gener del 2012    | 14 de juny del 2018     |
| A ca l'Ayumi, en Genta, en Mitsuhiko, l'Ai i ella han rebut la visita d'un nen, en Masao, del pis 2806, que assegura que els adults que l'acompanyen no són els seus pares. En Conan, que ho veu a través del mòbil, creu que cal avisar la policia. Però els de la Lliga de Detectius Júnior decideixen preguntar primer als veïns, i després truquen al pis d'en Masao i li proposen una arriscada partida de cartes...                                    |      |       | |                   |                         |                         |
| 695 | 644  | 3     | Uns fideus tan bons que maten (I) "Shinu Hodo Umai Rāmen (Zenpen)" (死ぬほど美味しいラーメン(前編))                                                                | 765-766           | 4 de febrer del 2012    | 15 de juny del 2018     |
| En Conan i en Kogoro troben per casualitat un petit restaurant de fideus que no passa el seu millor moment. Mentre sopen, apareix un personatge sinistre: és el senyor Saizu, un especulador que pretén comprar tots els locals del carrer per enderrocar-los i edificar-hi un gran centre comercial. Tot d'una, mentre menja, el senyor Saizu cau a terra i mor. Algú li ha posat verí als fideus, però qui?                                                |      |       | |                   |                         |                         |
| 696 | 645  | 4     | Uns fideus tan bons que maten (II) "Shinu Hodo Umai Rāmen (Kōhen)" (死ぬほど美味しいラーメン(後編))                                                                | 766-767           | 11 de febrer del 2012   | 18 de juny del 2018     |
| L'inspector Megure està convençut que la mort del senyor Saizu ha estat un suïcidi. Quan està a punt de tancar el cas, en Conan descobreix la veritat en un rampell d'inspiració i farà entrar en escena en Kogoro Dorment per esclarir els fets i demostrar que es tracta d'un assassinat. A més a més, el culpable és una de les tres persones que es trobaven al restaurant en el moment dels fets.                                                       |      |       | |                   |                         |                         |
| 697 | 646  | 5     | La confrontació de les deduccions a l'hotel encantat (I) "Yūrei Hoteru no Suiri Taiketsu (Zenpen)" (幽霊ホテルの推理対決(前編))                                    | 768-769           | 18 de febrer del 2012   | 12 de setembre del 2018 |
| La Sonoko ha convidat la Ran a un bufet lliure de pastissos a l'hotel Haido. Pel camí, per culpa d'un malentès, la Ran s'enfronta amb un jove que va al mateix lloc. Quan són a l'hotel senten un soroll molt fort: sembla que algú s'ha tirat al buit i s'ha suïcidat. Però en Conan creu que es tracta d'un assassinat, i el jove d'abans, que afirma que és detectiu, també ho creu.                                                                      |      |       | |                   |                         |                         |
| 698 | 647  | 6     | La confrontació de les deduccions a l'hotel encantat (II) "Yūrei Hoteru no Suiri Taiketsu (Kōhen)" (幽霊ホテルの推理対決(後編))                                    | 769-770           | 25 de febrer del 2012   | 13 de setembre del 2018 |
| En Teigo Uesumi, l'home que s'ha precipitat al buit, era el cervell d'una estafa que va afectar molta gent, entre ells un ancià que es va suïcidar per culpa seva. Diuen que a la part de l'hotel on s'allotjava en Uesumi hi ha un fantasma que va amb cadira de rodes. L'assassí d'en Uesumi podria ser el fantasma de l'ancià? O és algú més terrenal? En Conan i el jove detectiu Sera rivalitzen per resoldre aquest misteri.                           |      |       | |                   |                         |                         |
| 699 | 648  | 7     | Ostatges a l'agència de detectius Mouri (L'explosió) "Tantei Jimusho Rōjō Jiken (Boppatsu)" (探偵事務所籠城事件(勃発))                                             | 771-772           | 3 de març del 2012      | 14 de setembre del 2018 |
| La Masumi Sera, una alumna nova de l'institut, visita l'agència de detectius Mouri amb la Ran. Mentre són allà, arriben tres escriptores de misteri i un home que els pren a tots com a ostatges. L'home és el germà d'una quarta escriptora morta. Oficialment s'hauria suïcidat, però ell està convençut que va morir assassinada per una de les tres escriptores, i exigeix a en Kogoro Mouri que descobreixi quina.                                      |      |       | |                   |                         |                         |
| 700 | 649  | 8     | Ostatges a l'agència de detectius Mouri (Al punt de mira) "Tantei Jimusho Rōjō Jiken (Sogeki)" (探偵事務所籠城事件(狙撃))                                          | 772-773           | 10 de març del 2012     | 17 de setembre del 2018 |
| Un home armat amb explosius ha entrat a l'agència de detectius Mouri i ha pres com a ostatges la Ran, en Kogoro, la Sera i tres amigues de la seva germana, que, suposadament, es va suïcidar. Ell està convençut que, en realitat, la va assassinar una de les amigues, i exigeix a en Kogoro i en Shinichi que descobreixin qui és l'assassina. La policia, mentrestant, pren posicions a l'exterior de l'edifici.                                         |      |       | |                   |                         |                         |
| 701 | 650  | 9     | Ostatges a l'agència de detectius Mouri (Alliberament) "Tantei Jimusho Rōjō Jiken (Kaihō)" (探偵事務所籠城事件(解放))                                              | 773-774           | 17 de març del 2012     | 18 de setembre del 2018 |
| L'Isao Sawaguchi és un home que té la Ran, en Kogoro, la Sera i tres dones retinguts a l'agència de detectius Mouri, perquè està convençut que la seva germana Miku, una novel·lista morta en un balneari, no es va suïcidar tal com es va dir, sinó que va ser assassinada. Les deduccions d'en Shinichi ho confirmen. La clau és un exemplar d'"El funeral del déu de la mort", l'exitosa òpera prima de la Miku.                                          |      |       | |                   |                         |                         |
| 702 | 651  | 10    | Conan contra Heiji. Batalla de deduccions entre el detectiu de l'est i el de l'oest (I) "Conan vs Heiji Tōzai Tantei Suiri Shōbu" (コナンvs平次 東西探偵推理勝負)  | 778-780           | 24 de març del 2012     | 19 de setembre del 2018 |
| En Heiji i la Kazuha van a veure en Conan a Tòquio per investigar més a fons la nova detectiu, la Masumi Sera, que cada cop està més envoltada de misteri. Ella aprofita el cas d'un assassinat en un restaurant per enfrontar en Heiji i en Shinichi i comença un duel entre el detectiu de l'est i el detectiu de l'oest. Els agents de l'FBI també estan investigant la Masumi en secret.                                                                 |      |       | |                   |                         |                         |
| 703 | 651  | 11    | Conan contra Heiji. Batalla de deduccions entre el detectiu de l'est i el de l'oest (II) "Conan vs Heiji Tōzai Tantei Suiri Shōbu" (コナンvs平次 東西探偵推理勝負) | 778-780           | 24 de març del 2012     | 20 de setembre del 2018 |
| L'agent Camel ha trobat un cadàver al lavabo d'un restaurant, i la Masumi Sera ha enfrontat en Conan i en Heiji a un duel per veure qui és el que resol primer el cas. S'ha determinat que hi ha tres sospitosos que encara són al restaurant, i comencen els interrogatoris. La batalla entre el detectiu de l'est i el de l'oest està més oberta que mai!                                                                                                  |      |       | |                   |                         |                         |
| 704 | 652  | 12    | El disseny del verí i la il·lusió (Eye) "Doku to Maboroshi no Dezain (Eye)" (毒と幻のデザイン(EYE))                                                                | 781-782           | 21 d'abril del 2012     | 21 de setembre del 2018 |
| En Heiji rep la carta que sembla que un home va enviar després de la seva mort i n'investiga el cas. Es tracta del president d'una empresa de disseny, que, abans de morir al seu xalet, havia deixat un missatge escrit amb sang... que després va desaparèixer. En Heiji va a la casa de la família amb en Conan i companyia per saber-ne més detalls, però llavors el fill del president difunt mor enverinat.                                            |      |       | |                   |                         |                         |
| 705 | 653  | 13    | El disseny del verí i la il·lusió (S) "Doku to Maboroshi no Dezain (S)" (毒と幻のデザイン(S))                                                                      | 782-783           | 28 d'abril del 2012     | 24 de setembre del 2018 |
| En Heiji i en Conan investiguen la mort del president d'una empresa. Abans de morir, l'home va deixar un missatge a les rajoles del lavabo que després va desaparèixer. A la casa de la família es produeix un segon assassinat: el del fill del difunt president. Sembla que els dos casos podrien apuntar a un assassí en sèrie... que ha de estar entre les persones que hi ha a la sala d'estar.                                                         |      |       | |                   |                         |                         |
| 706 | 654  | 14    | El disseny del verí i la il·lusió (Poison) "Doku to Maboroshi no Dezain (Poison)" (毒と幻のデザイン(Poison))                                                       | 784-785           | 5 de maig del 2012      | 25 de setembre del 2018 |
| En Heiji i en Conan investiguen la mort d'un empresari. La clau del crim és en un missatge que el difunt va deixar abans de morir però que va desaparèixer després per una il·lusió òptica. Esbrinen que el va assassinar el seu fill, que mor després enverinat. I a continuació mor la seva dona, vicepresidenta de l'empresa, que havia cobert el fillastre del primer crim.                                                                              |      |       | |                   |                         |                         |
| 707 | 655  | 15    | El disseny del verí i la il·lusió (Illusion) "Doku to Maboroshi no Dezain (Illusion)" (毒と幻のデザイン(Illusion))                                                 | 785-786           | 12 de maig del 2012     | 26 de setembre del 2018 |
| Durant la investigació de la mort del president d'una empresa de disseny, en Heiji i en Conan visiten la residència familiar, on mor també el fill del president i, a continuació, la madrastra d'aquest, la dona del president. En tots els casos, la clau està en les il·lusions òptiques que fa servir l'assassí, que malauradament s'enfronta a uns detectius que les saben identificar i en trauran l'entrellat.                                        |      |       | |                   |                         |                         |
| 708 | 656  | 16    | El vídeo del doctor (I) "Hakase no Dōga Saito (Zenpen)" (博士の動画サイト（前編))                                                                                  | 775-776           | 19 de maig del 2012     | 27 de setembre del 2018 |
| El doctor Agasa va trobar un gerro antic fent endreça a casa seva, i va penjar un vídeo a internet per ensenyar-lo i demanar que algú l'hi vingués a valorar. Quan en Conan, l'Ai, en Mitsuhiko i en Genta arriben a cal doctor, el troben sense coneixement i descobreixen que han segrestat l'Ayumi, que era amb ell. Els segrestadors els envien un missatge dient que, si volen tornar a veure viva l'Ayumi, han de trobar un gat perdut.                |      |       | |                   |                         |                         |
| 709 | 657  | 17    | El vídeo del doctor (II) "Hakase no Dōga Saito (Kōhen)" (博士の動画サイト（後編))                                                                                  | 776-777           | 26 de maig del 2012     | 28 de setembre del 2018 |
| Després d'haver estat buscant un gat per poder rescatar l'Ayumi, que estava segrestada, en Conan i els seus amics descobreixen que els segrestadors els han enganyat des del principi: en realitat no els interessava el gat ni el gerro antic que el doctor Agasa tenia a casa seva, sinó una altra cosa aparentment sense valor. En Conan aviat endevina quins dels que van anar a examinar el gerro són els segrestadors.                                 |      |       | |                   |                         |                         |
| 710 | 658  | 18    | La trampa de la xocolata inflamable "Shokora no Atsui Wana" (ショコラの熱い罠)                                                                                     | Original          | 2 de juny del 2012      | 1 d'octubre del 2018    |
| La Sonoko, la Ran i en Conan visiten la nova xocolateria que està a punt d'obrir al barri més exclusiu de Tòquio. El mestre xocolater Tsujimoto i la seva nòvia, la Mayuko, els han convidat a la presentació d'una figura de xocolata que ha guanyat un premi molt prestigiós. Però la figura s'incendia i en Tsujimoto mor atrapat per les flames. En Conan sospita que es tracta d'un assassinat.                                                         |      |       | |                   |                         |                         |
| 711 | 659  | 19    | Una investigació amb el primer amor (I) "Hatsukoi no Kyōdō Sōsa (Zenpen)" (初恋の共同捜査（前編))                                                                  | 790-791           | 9 de juny del 2012      | 2 d'octubre del 2018    |
| Quan en Conan, l'Ai i els seus amics de la Lliga de Detectius Júnior surten de veure una pel·lícula del monstre Gomera, troben un cotxe ple de figuretes de plàstic de personatges de les pel·lícules. Pel que sembla, algú ha forçat el pany del cotxe, i a dins hi ha pintat la paraula "More't" amb un esprai vermell. Els joves intenten investigar què ha passat, però els descobreix un bon amic de l'agent Chiba, que resulta que és l'amo del cotxe. |      |       | |                   |                         |                         |
| 712 | 660  | 20    | Una investigació amb el primer amor (II) "Hatsukoi no Kyōdō Sōsa (Kōhen)" (初恋の共同捜査（後編))                                                                  | 791-792           | 16 de juny del 2012     | 3 d'octubre del 2018    |
| En Conan i els seus amics, juntament amb l'agent Chiba, la Yumi i una agent nova, continuen investigant per descobrir qui ha forçat un seguit de cotxes i hi ha pintat la paraula "More't". L'agent Chiba té com a companya d'investigació la Naeko Miike, que havia sigut el seu primer amor a l'escola primària, tot i que ell no la reconeix. No cal dir que en Conan fa servir els seus dots d'investigador per mirar de resoldre un cas molt enigmàtic. |      |       | |                   |                         |                         |
| 713 | 661  | 21    | En Kogoro és bona persona (I) "Kogorō-san wa ii Hito (Zenpen)" (小五郎さんはいい人（前編）)                                                                        | 787-788           | 23 de juny del 2012     | 4 d'octubre del 2018    |
| Últimament, en Kogoro es passa les nits de gresca. La Ran, que està molt enfadada, el critica en veu alta al carrer. Una anciana la sent i li replica que el detectiu Mouri és molt bona persona, i que sempre l'ajuda de franc. Precisament, avui ha d'anar-la a veure. En Conan i la Ran van a casa de l'anciana a esperar-lo, però el Kogoro Mouri que truca a la porta és un impostor.                                                                   |      |       | |                   |                         |                         |
| 714 | 662  | 22    | En Kogoro és bona persona (II) "Kogorō-san wa ii Hito (Kōhen)" (小五郎さんはいい人（後編）)                                                                        | 788-789           | 30 de juny del 2012     | 5 d'octubre del 2018    |
| En Conan ha deduït que l'assassí d'en Gensuke Denkawa és un dels tres veïns que han trobat el cadàver. Aparentment, tenen coartada: ahir, quan van marxar de l'edifici, la víctima tenia la tele posada a tot volum i feia zàping. Això demostraria que cap dels tres era al lloc dels fets quan van matar en Gensuke. Però en Conan sap que tot és un muntatge i, amb la seva ajuda, el fals Kogoro resoldrà el cas.                                        |      |       | |                   |                         |                         |
| 715 | 663  | 23    | A la recerca de l'escarbat de Miyama "Miyamakuwagata o Oe" (ミヤマクワガタを追え)                                                                                  | Original          | 7 de juliol del 2012    | 8 d'octubre del 2018    |
| El doctor Agasa visita un vell amic seu que viu a la muntanya, i s'hi emporta els nens perquè puguin capturar escarabats gegants. En Conan i els nens col·loquen esquers enmig d'una roureda i, a mitja nit, surten tots plegats a caçar els escarabats. Quan tornen a casa de l'amic del doctor, se'l troben a terra mig estabornit. Abans de desmaiar-se, els dona una pista sobre la identitat del seu agressor: "Escarabat de Miyama".                   |      |       | |                   |                         |                         |
| 716 | 664  | 24    | La proesa de la Kuru, 2 "Meiken Kūru no o Tegara 2" (名犬クールのお手柄2)                                                                                          | Original          | 14 de juliol del 2012   | 9 d'octubre del 2018    |
| Un home apareix mort en un pas subterrani prop de l'estació del metro. L'endemà, en Conan i els seus amics de la Lliga de Detectius Júnior troben un mapa on hi ha marcades amb una creu quatre cases que estan situades molt a prop del lloc de l'assassinat. Té alguna cosa a veure, aquest mapa, amb l'assassinat de la nit anterior? És el mapa d'un lladre que ha marcat els seus pròxims objectius?                                                    |      |       | |                   |                         |                         |
| 717 | 665  | 25    | La insospitosa "k" inicial "Giwaku no Inisharu K" (疑惑のイニシャルK)                                                                                              | Original          | 21 de juliol del 2012   | 10 d'octubre del 2018   |
| El senyor Ooka, xantatgista professional, apareix mort a casa seva, i deixa la lletra 'k' escrita a terra amb la seva pròpia sang. Els dos sospitosos, en Katsutoshi Kusaka i la Kiwako Kaitani, tots dos víctimes dels xantatges del senyor Ooka, l'havien anat a veure poc abans que aparegués mort. Sembla del tot evident que ha de ser un d'ells dos, però de seguida en Conan comença a sospitar d'una tercera persona.                                |      |       | |                   |                         |                         |
| 718 | 666  | 26    | L'amenaça d'una nit de pluja "Ame no Yoru no Kyōhaku-sha" (雨の夜の脅迫者)                                                                                         | Original          | 28 de juliol del 2012   | 11 d'octubre del 2018   |
| Una nit de pluja, en Chiba coneix una dona en una cafeteria que li demana ajuda perquè se sent amenaçada. Fa un any que rep cartes d'un home que és a la presó, i que va estar involucrat en un accident de trànsit en què va morir el germà d'ella. Quan la dona desapareix misteriosament, en Chiba demana ajuda a en Kogoro Mouri per trobar-la: és qüestió de vida o mort.                                                                               |      |       | |                   |                         |                         |
| 719 | 667  | 27    | La vigília del casament (I) "Uedingu Ivu (Zenpen)" (ウエディング・イヴ(前編))                                                                                      | 793-794           | 1 de setembre del 2012  | 12 d'octubre del 2018   |
| En Kogoro assisteix, amb en Conan i la Ran, al comiat de solter d'un vell amic, en Raita, que l'endemà es casa. Ell i la Hatsune es van enamorar a primera vista. Però en Raita és gelós i faldiller, i això causa tensions en la relació. Durant la festa, la Hatsune se'n va al saló de bellesa per posar-se unes ungles postisses, i malauradament ja no en torna.                                                                                        |      |       | |                   |                         |                         |
| 720 | 668  | 28    | La vigília del casament (II) "Uedingu Ivu (Kōhen)" (ウエディング・イヴ(後編))                                                                                      | 794-795           | 8 de setembre del 2012  | 15 d'octubre del 2018   |
| Durant el comiat de solter d'en Raita Banba, un amic de la infància d'en Kogoro, es produeix una desgràcia: la dona amb qui s'havia de casar l'endemà, la Hatsune, mor calcinada al seu cotxe quan tornava de posar-se unes ungles postisses per a la cerimònia. La teoria del suïcidi queda ràpidament descartada quan es confirma que l'ADN de les restes de pell que troben a les ungles de la víctima coincideix amb el del nuvi.                        |      |       | |                   |                         |                         |
| 721 | 669  | 29    | El tresor secret de la torre fosca (I) "Kurayami tō no Hihō (Zenpen)" (くらやみ塔の秘宝(前編))                                                                     | Original          | 15 de setembre del 2012 | 8 de gener del 2019     |
| La Torre Fosca de la residència dels Kyodo està envoltada de misteris. En Seitaro Kyodo, avi de la Nanami, la va construir per amagar-hi un tresor, segons diuen els rumors. La Nanami és companya d'institut de la Ran, i ha convençut en Conan i tota la Lliga de Detectius Júnior perquè l'ajudin a buscar un tresor secret que podria costar la vida a més d'un membre de la família Kyodo.                                                              |      |       | |                   |                         |                         |
| 722 | 670  | 30    | El tresor secret de la torre fosca (II) "Kurayami tō no Hihō (Kōhen)" (くらやみ塔の秘宝(後編))                                                                     | Original          | 22 de setembre del 2012 | 8 de gener del 2019     |
| Després de la desaparició de la Haibara mentre buscaven l'entrada de la misteriosa Torre Fosca, segueixen les desaparicions d'en Genta, d'en Mitsuhiko i de l'Ayumi. En Conan es troba sol davant del perill, amb la responsabilitat de trobar els seus amics, però també de resoldre un presumpte assassinat i de trobar un tresor que encara no se sap del cert si existeix, o si és una altra de les maquinacions d'en Seitaro Kyodo.                     |      |       | |                   |                         |                         |
| 723 | 671  | 31    | El nocturn dels detectius: El cas "Tantei-tachi no Nokutān (jiken)" (探偵たちの夜想曲(事件))                                                                       | 796-797           | 6 d'octubre del 2012    | 9 de gener del 2019     |
| En Kogoro Mouri és al seu despatx esperant una clienta que, a última hora, li envia un correu per canviar el lloc de la reunió i el cita en un restaurant. Com que la clienta no apareix, en Kogoro i els altres decideixen tornar a l'agència, on hi troben la dona tancada al lavabo amb un home que aparentment s'ha suïcidat. La dona volia que en Kogoro l'ajudés a buscar l'armariet que s'obre amb una clau misteriosa.                               |      |       | |                   |                         |                         |
| 724 | 672  | 32    | El nocturn dels detectius: El segrest "Tantei-tachi no Nokutān (yūkai)" (探偵たちの夜想曲(誘拐))                                                                   | 797-798           | 13 d'octubre del 2012   | 9 de gener del 2019     |
| En Conan, en Kogoro Mouri, en Toru Amuro i la Ran acompanyen la Kei Kashizuka a casa seva. Mentre escorcollen el pis perquè sospiten que hi ha micròfons ocults, descobreixen que la noia amaga un secret, però ella ja ha fugit i s'ha emportat en Conan com a ostatge. La Ran demana al doctor Agasa que l'ajudi a localitzar-lo, i la jove detectiu Masumi Sera també s'hi afegirà per conèixer en Toru.                                                  |      |       | |                   |                         |                         |
| 725 | 673  | 33    | El nocturn dels detectius: La deducció "Tantei-tachi no Nokutān (suiri)" (探偵たちの夜想曲(推理))                                                                  | 798-799           | 20 d'octubre del 2012   | 10 de gener del 2019    |
| En Conan ha descobert la veritat i està disposat a ajudar la seva segrestadora a trobar la persona que busca: el tercer còmplice de l'atracament del banc. Mentrestant, en Kogoro, la Ran i en Toru entren a l'ordinador de l'home que ha aparegut mort a l'agència i hi troben l'adreça d'una dona. El doctor Agasa i l'Ai Haibara, amb l'ajuda d'en Subaru Okiya, continuen intentant localitzar en Conan amb les ulleres rastrejadores.                   |      |       | |                   |                         |                         |
| 726 | 674  | 34    | El nocturn dels detectius: Bourbon "Tantei-tachi no Nokutān (bābon)" (探偵たちの夜想曲(バーボン))                                                                  | 799-800           | 27 d'octubre del 2012   | 10 de gener del 2019    |
| En Conan ha descobert quina de les tres dones és el tercer còmplice de l'atracament al banc, però no l'hi diu a la Serina Urakawa fins que ella li promet que renunciarà a venjar-se i s'entregarà a la policia. Mentrestant, tres vehicles busquen en Conan: la Masumi Sera amb la seva moto; el cotxe d'en Subaru Okiya, amb la Haibara i el doctor Agasa; i un altre cotxe on hi viatgen en Kogoro, la Ran i en Toru Amuro.                               |      |       | |                   |                         |                         |
| 727 | 675  | 35    | Ni un mil·límetre de perdó (I) "1 Miri mo yurusanai (Zenpen)" (1ミリも許さない（前編))                                                                             | 801-802           | 10 de novembre del 2012 | 14 de gener del 2019    |
| En Conan i la Lliga de Detectius Júnior, amb l'Ai i el doctor Agasa, en Kogoro, la Ran i la Sonoko, van a una barbacoa, a casa d'un matrimoni que van conèixer en un càmping. La parella comença una discussió en privat, que s'escalfa fins que l'home li clava un ganivet a la dona. Però l'Ayumi ho ha vist tot: ella l'havia atacat primer, i ell ha actuat en defensa pròpia.                                                                           |      |       | |                   |                         |                         |
| 728 | 676  | 36    | Ni un mil·límetre de perdó (II) "1 Miri mo yurusanai (Kōhen)" (1ミリも許さない（後編))                                                                             | 802-803           | 17 de novembre del 2012 | 14 de gener del 2019    |
| La barbacoa de l'episodi anterior ha tingut un final dramàtic. A primera vista, tot indica que els amfitrions s'han barallat i la dona ha atacat el marit amb un ganivet. Mentre forcejaven, ell l'ha apunyalat en defensa pròpia. A l'hospital, els metges proven de salvar la vida de la dona. Quan un missatge de mòbil revela que la versió del marit té un punt feble, en Conan comença a lligar caps.                                                  |      |       | |                   |                         |                         |
| 729 | 677  | 37    | La platja sense petjades a la sorra "Ashiato ga nai sunahama" (足跡がない砂浜)                                                                                     | Original          | 24 de novembre del 2012 | 15 de gener del 2019    |
| En Conan, en Kogoro i la Ran van a fer surf a la platja d'Ohama convidats per una amiga. La Nagisa és una campiona de surf i està casada amb un home més gran amb qui sembla que no s'avingui gaire. Aquella nit hi ha una gran tempesta al mar i l'endemà la noia apareix morta a la platja. Ha sortit a surfejar les grans onades i s'ha ofegat... o l'han assassinada?                                                                                    |      |       | |                   |                         |                         |
| 730 | 678  | 38    | El teatre del misteri de Nagasaki (Final del període Edo) "Nagasaki misuterī gekijō (bakumatsuhen)" (長崎ミステリー劇場（幕末篇))                                  | Mystery Tour 2012 | 1 de desembre del 2012  | 15 de gener del 2019    |
| Els nostres amics van de viatge a Nagasaki i irrompen en la filmació d'un thriller històric amb un assassinat. El director li explica a en Kogoro que el guionista ha desaparegut sense haver-los donat la meitat del guió que faltava i li demana que almenys mirin de deduir qui és el culpable per poder tirar endavant el rodatge. Quan van a casa del guionista, descobreixen que seguia la pista d'una banda de lladres d'objectes d'art.              |      |       | |                   |                         |                         |
| 731 | 679  | 39    | El teatre del misteri de Nagasaki (El present) "Nagasaki misuterī gekijō (gendaihen)" (長崎ミステリー劇場（現代篇）)                                               | Mystery Tour 2012 | 8 de desembre del 2012  | 16 de gener del 2019    |
| Al final de l'episodi anterior, un desconegut agredeix en Sakota i les sospites recauen en la Ran, però en Conan aconsegueix exculpar-la. Més endavant, es produeix una nova agressió, al mateix temps que arriba una altra part del guió de la pel·lícula, on hi ha un segon assassinat. La Ran acaba fent el paper d'un personatge nou, que té uns diàlegs enigmàtics. En aquests diàlegs hi haurà les pistes per resoldre un cas al món real.             |      |       | |                   |                         |                         |
| 732 | 680  | 40    | La rapsòdia del càctus "Saboten Kyōsōkyoku" (サボテン狂想曲) | Original          | 15 de desembre del 2012 | 16 de gener del 2019    |
| La Ran, la Sonoko i en Conan visiten en Zenzo Sunada, un home molt ric i un gran aficionat als cactus. Mentre sopen a la casa sona l'alarma de l'hivernacle. Quan hi arriben troben en Zenzo mort. Tot sembla indicar que el culpable és el seu fill Yasuyuki, però en Conan no n'està tan segur. En Conan podrà escoltar la veu dels cactus i revelar el misteri d'aquest assassinat?                                                                       |      |       | |                   |                         |                         |

## Temporada 18 (2013)
| EP# | EP#  | EP#   | Títol en català | Adaptat de           | Estrena en japonès      | Estrena en català     |
| Cat. | Jap. | Temp. | Títol en català | Adaptat de           | Estrena en japonès      | Estrena en català     |
| --- | ---- | ----- | --- | -------------------- | ----------------------- | --------------------- |
| 733 | 681  | 1     | Retransmissió d'un amor que arrisca la vida: Inici de la retransmissió "Inochi o kaketa ren'ai chūkei (chūkei kaishi)" (命を賭けた恋愛中継 (中継開始)) | 804-805              | 5 de gener del 2013     | 17 de gener del 2019  |
| L'inspector Takagi és segrestat. La policia ha de treballar sota una gran pressió per localitzar-lo, ja que la seva vida està en perill. Està lligat, emmordassat i col·locat damunt d'un estret tauló de fusta, i tenen menys de tres dies per trobar-lo. El més inquietant de tot és: qui i per què l'han segrestat? Potser resoldre aquest enigma els podria ajudar a saber on és, però el temps corre en contra seu.                                                                        |      |       | |                      |                         |                       |
| 734 | 682  | 2     | Retransmissió d'un amor que arrisca la vida: Situació desesperada "Inochi o kaketa ren'ai chūkei (zettaizetsumei)" (命を賭けた恋愛中継 (絶体絶命))     | 805-807              | 12 de gener del 2013    | 17 de gener del 2019  |
| La policia continua sense saber on és l'inspector Takagi. En Conan s'adona que el segrest està relacionat amb un cas de suïcidi que va tenir lloc fa un any i amb la mort de l'inspector Date, amic i mentor d'en Takagi. Finalment troben el culpable del segrest d'en Takagi, però se suïcida amb verí abans de confessar on el té. La situació és cada cop més desesperada i el temps s'acaba.                                                                                               |      |       | |                      |                         |                       |
| 735 | 683  | 3     | Retransmissió d'un amor que arrisca la vida: Irrupció en escena "Inochi o kaketa ren'ai chūkei (genba totsunyū)" (命を賭けた恋愛中継 (現場突入))       | 807-808              | 19 de gener del 2013    | 21 de gener del 2019  |
| La recerca de l'inspector Takagi comença a donar fruit, però porta dos dies segrestat i està al límit de les seves forces. A més, falta poc perquè la bomba esclati. La Sato i en Megure surten amb helicòpter a buscar-lo, però sense més pistes és com buscar una agulla en un paller. En Conan li llegeix els llavis a l'inspector Takagi: és a Komamae. Però queden només dos minuts perquè esclati la bomba...                                                                             |      |       | |                      |                         |                       |
| 736 | 684  | 4     | Una coartada d'espuma i fum (I) "Awa to yuge to kemuri (Zenpen)" (泡と湯気と煙 (前編))                                                                 | 809-810              | 26 de gener del 2013    | 21 de gener del 2019  |
| En Conan i l'Ai tenien previst anar a esquiar amb el doctor Agasa i els nens, però no han arribat a temps d'agafar l'autobús i li demanen a en Subaru Okiya que els acompanyi amb cotxe. Quan passen pel costat d'un gratacel, el director d'una editorial cau al buit des de la vint-i-sisena planta. Hi ha tres sospitosos, però tots poden demostrar que eren a casa seva fins que han sentit el crit..                                                                                      |      |       | |                      |                         |                       |
| 737 | 685  | 5     | Una coartada d'espuma i fum (II) "Awa to yuge to kemuri (Kouhen)" (泡と湯気と煙 (後編))                                                                | 810-811              | 2 de febrer del 2013    | 22 de gener del 2019  |
| Tots tres sospitosos tenen motius de sobres per haver assassinat el senyor Katsumoto, però els experiments amb la cervesa, el cafè i el cigarret demostren que les seves coartades són prou sòlides. Al final, en Conan desemmascara el culpable revelant el truc que ha fet servir per fabricar-se una coartada creïble. Mentrestant, l'Ai està cada vegada més a prop de descobrir la veritable identitat d'en Subaru Okiya.                                                                  |      |       | |                      |                         |                       |
| 738 | 686  | 6     | La furgoneta que porta una bomba de rellotgeria "Jigen bakudan o noseta kuruma" (時限爆弾を乗せた車)                                                   | Original             | 9 de febrer del 2013    | 22 de gener del 2019  |
| Mentre la Mao passeja la Candy, la gosseta surt corrents i es fica dins d'una furgoneta de repartiment que tot seguit arrenca i se'n va. La Mao demana ajuda a la Lliga de Detectius Júnior perquè l'ajudin a trobar-la. Però el que sembla un cas senzill es complica: algú ha robat la furgoneta, i a dins hi ha una bomba de rellotgeria que no trigarà gaire a esclatar. |      |       | |                      |                         |                       |
| 739 | 687  | 7     | La misteriosa trampa de gel "Darenimo tokenai kōri no wana" (誰にもとけない氷の罠)                                                                     | Original             | 16 de febrer del 2013   | 23 de gener del 2019  |
| El doctor Agasa i la Lliga de Detectius Júnior visiten un Festival de Gel convidats per la Mika Itakura, filla d'un bon amic del doctor. Aquella nit l'alcalde del poble, Taro Yamaguchi, mor assassinat mentre dorm en una de les casetes de l'hotel de gel del festival. Tot sembla indicar que el seu secretari és l'assassí, però en Conan, basant-se en les pistes que troba, no opina el mateix.                                                                                          |      |       | |                      |                         |                       |
| 740 | 688  | 8     | L'inspector Takagi troba 30 milions de iens "Takagi keiji 3 zen man hirou" (時限爆弾車高木刑事３千万拾う)                                              | Original             | 23 de febrer del 2013   | 23 de gener del 2019  |
| Un matí que l'inspector Takagi està fora de servei troba pel carrer una bossa amb trenta milions de iens. Molt sorprès, els porta a la comissaria del barri per si apareix la persona que els ha perdut. L'inspector, amb l'ajuda de la Lliga de Detectius Júnior, decideix investigar aquest cas tan misteriós. La pista d'aquests diners els portarà a un robatori amb homicidi que va tenir lloc fa 15 anys.                                                                                 |      |       | |                      |                         |                       |
| 741 | 689  | 9     | El missatge del client "Iraijin Kara no messēji" (依頼人からのメッセージ)                                                                              | Original             | 2 de març del 2013      | 24 de gener del 2019  |
| Tres mesos després de la mort de la Kaoru Sasamori, el seu exnòvio, un escultor molt excèntric, convoca en Kogoro Mouri, acompanyat de la Ran i del Conan, i els tres sospitosos de l'assassinat de la noia. Quan arriben al taller d'en Hikari Tsuge, l'escultor, el troben mort amb una obra d'art a l'escenari del crim que podria ser la clau del que sembla un assassinat envoltat de moltes ombres.                                                                                       |      |       | |                      |                         |                       |
| 742 | 690  | 10    | El cas obert d'en Yusaku Kudo (I) "Kudō Yūsaku no Kōrudo kēsu (Zenpen)" (工藤優作の未解決事件(前編))                                                   | 812-813              | 9 de març del 2013      | 24 de gener del 2019  |
| Deu anys enrere, el pare d'en Shinichi es va negar a investigar un cas que semblava clarament un assassinat, argumentant que el culpable no tornaria a aparèixer mai més. Ara, la Ran, la Masumi i la Sonoko han trobat un home mort al carrer. Al costat del cadàver hi ha un símbol escrit amb sang que el relaciona directament amb aquell cas que es va quedar sense resoldre fa deu anys.                                                                                                  |      |       | |                      |                         |                       |
| 743 | 691  | 11    | El cas obert d'en Yusaku Kudo (II) "Kudō Yūsaku no Kōrudo kēsu (Kouhen)" (工藤優作の未解決事件(後編))                                                  | 813-814              | 16 de març del 2013     | 28 de gener del 2019  |
| La Masumi i la Sonoko convencen la Ran perquè truqui a en Shinichi i li demani ajuda per resoldre el cas. Gràcies a una pista d'en Subaru, en Shinichi descobreix la veritat i els fa anar a tots a l'escenari del crim, on demostra gràcies a en Conan que la seva teoria és correcta. D'altra banda, en Subaru descobreix el secret més ben guardat d'en Shinichi... |      |       | |                      |                         |                       |
| 744 | 692  | 12    | La ruta nocturna pels cirerers florits del riu Sumida (I) "Sumidagawa Yozakura Rūto (Zenpen)" (隅田川夜桜ルート(前編))                                 | Original             | 23 de març del 2013     | 28 de gener del 2019  |
| Després d'una sèrie d'agressions a empleats de la companyia Nova Imatge, un xantatgista demana 24 milions de iens al director per aturar els atacs. L'encarregat de fer l'entrega, a petició del xantatgista, és en Kogoro, però quan es dirigeix a lliurar el maletí amb una embarcació turística, els diners desapareixen com per art de màgia. En Conan i la Ran comencen a estudiar casos antics d'en Kogoro fins que troben un possible sospitós.                                          |      |       | |                      |                         |                       |
| 745 | 693  | 13    | La ruta nocturna pels cirerers florits del riu Sumida (II) "Sumidagawa Yozakura Rūto (Kouhen)" (隅田川夜桜ルート(後編))                                | Original             | 30 de març del 2013     | 29 de gener del 2019  |
| Després de l'aparició del senyor Nishizawa mort a la banyera de casa seva amb indicis ben clars de suïcidi, i tenint en compte que ell era el que se les havia tingut amb el director de l'empresa que el va fer fora a conseqüència d'un cas que havia portat el detectiu Mouri, sembla que és clar qui és el culpable, però en Conan comença a lligar caps i decideix dir-hi la seva. |      |       | |                      |                         |                       |
| 746 | 694  | 14    | El misteri de la desaparició dels dolços "Kieta Shinise no Wagashi" (消えた老舗の和菓子)                                                               | Pròleg Pel·lícula 17 | 20 d'abril del 2013     | 29 de gener del 2019  |
| En Conan i la Lliga de Detectius Júnior, amb en Kogoro, la Ran i la Sonoko, són a Kyoto per embarcar-se en un creuer. Abans volen tastar uns dolços típics amb forma d'ocell, sobretot els de xocolata. Però a primera hora, quan arriben a la botiga, els dolços ja s'han esgotat. I a les altres botigues de l'empresa ha passat el mateix. En Conan i els seus amics hauran de resoldre aquest misteri.                                                                                      |      |       | |                      |                         |                       |
| 747 | 695  | 15    | Una rosa entre les vinyes "Budō Hata ni Bara no Hana" (葡萄畑に薔薇の花)                                                                               | Original             | 27 d'abril del 2013     | 30 de gener del 2019  |
| La Yurika Suwayama, propietària del celler Suwayama, ha convidat en Kogoro, la Ran i en Conan a visitar les seves vinyes. Però el marit de la Yurika, un dels tres socis del negoci, apareix mort al celler, entre botes de vi. Tots els sospitosos tenen alguna coartada tret del tercer soci, que sembla el culpable, però en Conan descobrirà que hi ha una altra persona que té una coartada falsa.                                                                                         |      |       | |                      |                         |                       |
| 748 | 696  | 16    | Vandalisme al jardí infantil "Kadan Arashi no Inbō" (花壇あらしの陰謀)                                                                                 | Original             | 4 de maig del 2013      | 4 de febrer del 2019  |
| Hi ha algú que entra cada nit al centre cívic de Beika i destrossa el jardí que cuiden els nens del barri. L'Ayumi, en Genta i en Mitsuhiko li demanen a en Kogoro que en descobreixi el responsable. El famós detectiu no sembla gaire disposat a ajudar-los fins que coneix la senyoreta Okamura, l'atractiva monitora del centre. Llavors, el que havia de ser un simple cas de vandalisme es converteix en una investigació per homicidi.                                                   |      |       | |                      |                         |                       |
| 749 | 697  | 17    | La finestra de l'acadèmia de noies "Onna Gakuen no Mado" (女学園の窓)                                                                                  | Original             | 11 de maig del 2013     | 4 de febrer del 2019  |
| La Misaki, una jove alumna d'una acadèmia de noies, li demana a en Kogoro que torni a investigar el suïcidi de la seva germana gran. La noia es va penjar en una de les aules de l'acadèmia, i la Misaki i una professora, que eren al pati esperant-la, ho van veure tot per una finestra. En Conan, la Ran i la Sonoko van al lloc dels fets per mirar de demostrar que no va ser un suïcidi.                                                                                                 |      |       | |                      |                         |                       |
| 750 | 698  | 18    | Increïble: Un ovni estavellat "Masaka! Yūfō Tsuiraku Jiken" (まさか！ＵＦＯ墜落事件)                                                                   | Original             | 18 de maig del 2013     | 5 de febrer del 2019  |
| La Lliga de Detectius Júnior topa amb un cas ben estrany: un ovni s'ha estavellat a la riba d'un riu i ha esclafat una persona. Ben aviat es va veient que les coses no són el que semblen i que l'ovni no ve de l'espai, sinó del laboratori d'un físic obsessionat amb els extraterrestres. A més, la persona esclafada no és un home qualsevol, sinó el sicari d'un prestador evasor d'impostos.                                                                                             |      |       | |                      |                         |                       |
| 751 | 699  | 19    | L'ombra que plana damunt del secret de l'Ai (I) "Haibara no Himitsu ni Semaru Kage (Zenpen)" (灰原の秘密に迫る影 (前編))                               | 815-817              | 8 de juny del 2013      | 5 de febrer del 2019  |
| La Lliga de Detectius Júnior surt d'acampada abans de viatjar amb el Tren del Misteri. El doctor Agasa i en Conan se'n van a comprar quatre coses que els falten i els altres van a buscar llenya al bosc. Mentre en recullen troben una persona que està enterrant un cadàver. L'assassí els veu i els comença a empaitar, però els nois fugen i s'amaguen a dins d'una cabana. Mentrestant, la Masumi Sera fa acte de presència a la botiga i s'uneix al grup d'acampada.                     |      |       | |                      |                         |                       |
| 752 | 700  | 20    | L'ombra que plana damunt del secret de l'Ai (II) "Haibara no Himitsu ni Semaru Kage (Kouhen)" (灰原の秘密に迫る影 (後編))                              | 815-817              | 15 de juny del 2013     | 6 de febrer del 2019  |
| L'Ai es veu obligada a prendre l'antídot de l'APTX per salvar els seus amics, que estan atrapats dins la cabana en flames. Mentrestant, en Conan descobreix qui és l'assassí, que acaba confessant que té claustrofòbia i que ha mort la seva promesa en un atac de pànic. Els nens no saben qui és la noia misteriosa que els ha salvat i per localitzar-la li envien a en Mouri un vídeo que ha gravat en Mitsuhiko d'amagat.                                                                 |      |       | |                      |                         |                       |
| 753 | 701  | 21    | El tren del misteri (Sortida) "Shikkoku no Tokkyū (Hassha)" (漆黒の特急(発車))                                                                         | 818-819              | 13 de juliol del 2013   | 12 de febrer del 2019 |
| En Conan i companyia pugen al Tren del Misteri per fer un viatge molt especial. Durant el trajecte es fa un concurs de deduccions. L'Ai nota la presència dels Homes de Negre, mentre en Conan i els altres es concentren en el que creuen que és un assassinat de broma, fins que s'adonen que un vagó ha desaparegut. I aquí comença la investigació. |      |       | |                      |                         |                       |
| 754 | 702  | 22    | El tren del misteri (Túnel) "Shikkoku no Tokkyū (Zuidō)" (漆黒の特急(隧道))                                                                            | 820-821              | 20 de juliol del 2013   | 13 de febrer del 2019 |
| En Conan i els seus amics han pujat al Tren del Misteri, una locomotora que ningú sap on va. Durant el trajecte, s'organitza un concurs de deduccions, un joc que es converteix en realitat amb la mort d'un passatger en un dels compartiments. En Conan i els seus comencen a investigar qui pot haver entrat al compartiment de la víctima, però els testimonis no encaixen. Mentrestant, l'Ai nota la presència inquietant dels Homes de Negre.                                             |      |       | |                      |                         |                       |
| 755 | 703  | 23    | El tren del misteri (La cruïlla) "Shikkoku no Tokkyū (Kōsa)" (漆黒の特急(交差))                                                                        | 821-823              | 27 de juliol del 2013   | 13 de febrer del 2019 |
| Durant un viatge amb el Tren del Misteri, on s'organitzava un concurs de deduccions, té lloc un assassinat real en un compartiment que, a priori, estava tancat amb un cadenat. En Conan descobreix el truc que l'assassí ha fet servir per entrar i sortir sense que el veiessin i desemmascara el culpable. Mentrestant, els Homes de Negre avancen perillosament cap a l'Ai, que està molt espantada.                                                                                        |      |       | |                      |                         |                       |
| 756 | 704  | 24    | El tren del misteri (L'última parada) "Shikkoku no Tokkyū (Shūten)" (漆黒の特急(終点))                                                                 | 823-824              | 3 d'agost del 2013      | 14 de febrer del 2019 |
| Durant un viatge amb el Tren del Misteri, el que havia de ser un joc de detectius es converteix en un assassinat real a porta tancada. En Conan desemmascara l'assassí. Quan ja sembla que està tot solucionat, els Homes de Negre passen a l'acció i li paren una trampa a l'Ai perquè s'exposi. D'entrada sembla que els plans els surten a la perfecció, però se'n sortiran de debò? |      |       | |                      |                         |                       |
| 757 | 705  | 25    | En Conan a l'habitació tancada "Misshitsu ni Iru Konan" (密室にいるコナン)                                                                             | 825-826              | 10 d'agost del 2013     | 14 de febrer del 2019 |
| En Conan, la Ran i en Kogoro van amb la Sonoko al seu xalet. L'objectiu del viatge és que l'Amuro li faci d'entrenador de tenis a la Sonoko. Però quan són a la pista passa una cosa desagradable: una noia llança una raqueta al cap d'en Conan i tots corren cap a la casa de la noia perquè el vegi un metge. Allà descobreixen que els tres amics que s'hi estan han quedat per celebrar l'aniversari d'un company mort.                                                                    |      |       | |                      |                         |                       |
| 758 | 706  | 26    | Un misteri resolt amb en Bourbon "Nazo Kai Kisuru Bābon" (谜解きするバーボン)                                                                          | 826-827              | 17 d'agost del 2013     | 18 de febrer del 2019 |
| La Sonoko convida en Conan, la Ran i en Kogoro al seu xalet. Un dels seus objectius és jugar a tenis amb l'Amuro. Un cop a la pista, una noia llança una raqueta al cap d'en Conan, que perd el coneixement. El traslladen a una habitació d'una casa pròxima, on hi ha tres amics reunits per celebrar l'aniversari d'un mort. Quan es desperta, en Conan es troba un cadàver a la mateixa habitació, que aparentment ha estat tota l'estona tancada.                                          |      |       | |                      |                         |                       |
| 759 | 707  | 27    | Parany per un detectiu famós "Hamerareta Meitantei" (はめられた名探偵)                                                                                 | Original             | 31 d'agost del 2013     | 18 de febrer del 2019 |
| Un atracador que va passar anys a la presó perquè en Kogoro el va descobrir es venja del detectiu parant-li una trampa i fent-lo quedar com un incompetent violent. L'escàndol salta a la premsa i a les xarxes socials, i el nostre home travessa un dels moments més baixos de la seva carrera. La intervenció d'en Shinichi com a Kogoro Dorment en un programa de ràdio en directe el podrà salvar?                                                                                         |      |       | |                      |                         |                       |
| 760 | 708  | 28    | La caiguda lenta "Yukkuri Ochita Otoko" (ゆっくり落ちた男)                                                                                             | Original             | 7 de setembre del 2013  | 19 de febrer del 2019 |
| En Conan i la Lliga de Detectius Júnior veuen com un home n'empeny un altre des del terrat d'un edifici. Quan arriben al lloc dels fets, descobreixen que han passat deu minuts des del moment de l'incident fins que la víctima ha quedat estampada a la vorera. Després de les investigacions pertinents, en Conan comença a lligar caps i els ho fa saber a tots a través del doctor Agasa.                                                                                                  |      |       | |                      |                         |                       |
| 761 | 709  | 29    | Impacte no identificat "Mikakunin Shōgeki Jiken" (未确认冲撃事件)                                                                                      | Original             | 14 de setembre del 2013 | 19 de febrer del 2019 |
| La caiguda d'una pila de tubs en un edifici en construcció provoca la mort del promotor de l'obra. Els sospitosos són les úniques tres persones que hi havia al solar, el xòfer de la víctima, l'arquitecte i el cap de l'obra. El ganivet que han fet servir per tallar una de les cintes que aguantaven els tubs és del xòfer, però en Conan comença a sospitar que tot plegat ha estat un pla molt més enrevessat.                                                                           |      |       | |                      |                         |                       |
| 762 | 710  | 30    | Tothom mirava (I) "Minna ga Miteita (Zenpen)" (みんなが見ていた(前编))                                                                                 | 831-832              | 21 de setembre del 2013 | 20 de febrer del 2019 |
| En Heiji i la Kazuha han vingut des d'Osaka per investigar un cas a Tòquio. Aparentment és un suïcidi, però en Heiji sospita que podria ser un assassinat. Un cop resolt el cas, quan ja se'n van cap a casa, veuen com un home se suïcida dins l'ascensor del mateix edifici. En Heiji i en Conan de seguida s'adonen que ha estat un homicidi i interroguen els tres sospitosos i veïns de la víctima.                                                                                        |      |       | |                      |                         |                       |
| 763 | 711  | 31    | Tothom mirava (II) "Minna ga Miteita (Kōhen)" (みんなが見ていた(後編))                                                                                 | 832-833              | 28 de setembre del 2013 | 20 de febrer del 2019 |
| El presumpte assassinat que en Heiji, la Kazuha i l'inspector Otaki han vingut a investigar a Tòquio ha resultat que era un suïcidi. Quan ja marxaven, han vist com un home es matava d'un tret a l'ascensor del mateix edifici. Aquesta vegada, el que semblava un suïcidi resultarà ser un assassinat, i entre els veïns hi ha tres sospitosos. En Conan i en Heiji descobriran l'enginyós truc que ha fet servir el culpable.                                                                |      |       | |                      |                         |                       |
| 764 | 712  | 32    | En Heiji Hattori i la mansió del vampir (I) "Hattori Heiji to Kyūketsukikan (Ichi)" (服部平次と吸血鬼館(一))                                           | 834-835              | 5 d'octubre del 2013    | 25 de febrer del 2019 |
| En Heizo Hattori envia l'inspector Otaki a una mansió per assistir a una reunió en què s'ha de decidir qui heretarà la finca. En Conan i en Heiji se li colen al cotxe per acompanyar-lo. Darrere seu els segueixen en Mouri, la Ran i la Kazuha. Al vespre, la Ran i la Kazuha troben el propietari de la mansió a dins d'un taüt amb una estaca clavada al pit, però quan tornen a obrir el taüt, descobreixen que ha desaparegut.                                                            |      |       | |                      |                         |                       |
| 765 | 713  | 33    | En Heiji Hattori i la mansió del vampir (II) "Hattori Heiji to Kyūketsukikan (Ni)" (服部平次と吸血鬼館(二))                                            | 836-837              | 12 d'octubre del 2013   | 25 de febrer del 2019 |
| Mentre esperen que reobrin el túnel i l'inspector Otaki i el detectiu Mouri puguin tornar, en Conan i en Heiji comencen a investigar el cas, però troben una pista molt estranya: a la foto que la Ran ha fet de la família hi apareix en Hakuya vestit de vampir. Més endavant la Hikaru veu una ombra a la finestra del menjador, novament en Hakuya que, però, ràpidament desapareix mentre tots veuen astorats un rat-penat que s'allunya volant.                                           |      |       | |                      |                         |                       |
| 766 | 714  | 34    | En Heiji Hattori i la mansió del vampir (III) "Hattori Heiji to Kyūketsukikan (San)" (服部平次と吸血鬼館(三))                                          | 837-838              | 19 d'octubre del 2013   | 26 de febrer del 2019 |
| El que sembla un seguit d'assassinats en sèrie en una mansió aïllada enmig de la muntanya està donant més d'un maldecap a en Heiji i en Conan. L'amo de la casa, que segons alguns s'ha convertit en un vampir, continua sense aparèixer. Per afegir més tensió a la situació, sembla que una de les minyones de la casa és una noia molt estranya. Però de mica en mica alguns indicis comencen a encaixar.                                                                                    |      |       | |                      |                         |                       |
| 767 | 715  | 35    | En Heiji Hattori i la mansió del vampir (IV) "Hattori Heiji to Kyūketsukikan (Shi)" (服部平次と吸血鬼館(四))                                           | 839-840              | 26 d'octubre del 2013   | 26 de febrer del 2019 |
| A la mansió dels Torakura, on s'han reunit tots els germans per parlar de l'herència familiar, té lloc un nou assassinat. Després de trobar el cadàver al bosc, en Conan i en Heiji tenen molt clar que l'assassí no és un vampir capaç de volar, sinó una persona covarda amb molta sang freda. Però els cal trobar les proves per demostrar-ho als germans, que desconfien de les habilitats investigadores d'un nen i un alumne d'institut.                                                  |      |       | |                      |                         |                       |
| 768 | 716  | 36    | Els dimonis ballen a la mansió de les màscares Noh (I) "Nōmen Yashiki ni Oni ga Odoru (Zenpen)" (能面屋敷に鬼が踊る(前编))                             | Original             | 2 de novembre del 2013  | 4 de març del 2019    |
| Tres treballadors d'un museu de màscares noh planegen matar-ne el propietari i repartir-se la fortuna, però algú envia una carta anònima al detectiu Mouri avisant-lo del perill. En Conan el convenç perquè hi vagi i comprovi si el que diu la carta és veritat. Mentre són allà aconsegueixen evitar diversos intents d'assassinat, però, quan comencen a dinar, un amic del propietari tasta un formatge i mor enverinat. Els tres treballadors del museu en són els principals sospitosos. |      |       | |                      |                         |                       |
| 769 | 717  | 37    | Els dimonis ballen a la mansió de les màscares Noh (II) "Nōmen Yashiki ni Oni ga Odoru (Kōhen)" (能面屋敷に鬼が踊る(後编))                             | Original             | 9 de novembre del 2013  | 4 de març del 2019    |
| Un dels sospitosos dels intents d'assassinat del Senyor Izumi tanca la Ran i en Conan en un magatzem perquè no el delatin. Un nou intent de matar el senyor Izumi provoca un incendi a la sala de la llar de foc que s'escampa ràpidament. Per sort, tots aconsegueixen sortir-ne il·lesos. Curiosament, mentrestant, els sospitosos van apareixent tots morts. Un cop passada la commoció, en Conan aconsegueix descobrir la veritat sobre els assassinats.                                    |      |       | |                      |                         |                       |
| 770 | 718  | 38    | El circuït diabòlic "Akuma no Kairo" (悪魔の回路) | Original             | 16 de novembre del 2013 | 5 de març del 2019    |
| Una escriptora de novel·les de misteri convida en Kogoro i els seus acompanyants a casa seva i els diu que el seu marit i la seva ajudant estan embolicats. L'endemà, en Kogoro, la Ran i en Conan se'ls troben morts a tots tres. Entra en escena la policia, amb l'inspector Yokomizo, i el forense els comunica que els han assassinat amb tres verins diferents. En Conan dedueix que es van activar uns circuits diabòlics.                                                                |      |       | |                      |                         |                       |
| 771 | 719  | 39    | El rebombori de les entrades VIP "Puremiamu Chiketto Sōdō-ki" (プレミアムチケット騒動記)                                                               | Original             | 23 de novembre del 2013 | 5 de març del 2019    |
| S'acosta el concert dels Black Roses i la Sonoko ha aconseguit una entrada vip. En una cafeteria, una dona l'acusa d'haver-li robat l'entrada, però aviat es demostrarà que la Sonoko és innocent i que el lladre ha d'estar entre el personal de la cafeteria. Una de les empleades apareix morta a casa seva, i tot apunta que és ella qui ha robat l'entrada, però en Conan trobarà l'autèntic culpable.                                                                                     |      |       | |                      |                         |                       |
| 772 | 720  | 40    | Aventura misteriosa a la Terra del Foc i l'Aigua. Episodi d'Aso "Hi to Mizu no Misuterītsuā (Zenpen)" (火と水のミステリーツアー(前编))                 | Mystery Tour 2013    | 30 de novembre del 2013 | 11 de març del 2019   |
| Algú ha robat un llapis de memòria amb informació confidencial d'una empresa d'alimentació de Kumamoto. En Conan, la Ran, en Kogoro i la Lliga de Detectius Júnior, que són a Kumamoto fent turisme, es creuen casualment amb el delinqüent, que demana deu milions de iens a canvi de tornar la informació. Sense saber-ho, l'Ayumi impedeix que la transacció es dugui a terme. Poc després, però, segresten un nen que han conegut durant el viatge.                                         |      |       | |                      |                         |                       |
| 773 | 721  | 41    | Aventura misteriosa a la Terra del Foc i l'Aigua. Episodi de Kumamoto "Hi to Mizu no Misuterītsuā (Kōhen)" (火と水のミステリーツアー(後编))            | Mystery Tour 2013    | 7 de desembre del 2013  | 11 de març del 2019   |
| En Conan sospita que el lladre del llapis de memòria que conté informació molt important sobre l'empresa Aliments Kumamon té un còmplice. Aquest còmplice està al cas de tot el que fan, per tant, l'han de tenir molt a prop. Mentre la Lliga de Detectius Júnior s'afanya a buscar en Justin, ell va deixant pistes perquè a en Conan i els seus amics els sigui més fàcil seguir-li el rastre.                                                                                               |      |       | |                      |                         |                       |
| 774 | 722  | 42    | Un servei de repartiment fred i dolç (I) "Amaku tsumetai takuhaibin (Zenpen)" (甘く冷たい宅配便(前編))                                                 | 841-842              | 14 de desembre del 2013 | 12 de març del 2019   |
| En Hastings és un gat de carrer que ronda pel barri i cada vespre va a demanar menjar a la cafeteria Poirot. Un dia, els nens de la Lliga de Detectius Júnior el veuen pujar en un camió refrigerat i hi entren per fer-lo fora, però els repartidors tanquen la porta sense adonar-se que hi són i s'hi queden atrapats. I, tot d'una, descobreixen que no estan sols. |      |       | |                      |                         |                       |
| 775 | 723  | 43    | Un servei de repartiment fred i dolç (II) "Amaku tsumetai takuhaibin (Kōhen)" (甘く冷たい宅配便(後編))                                                 | 842-843              | 21 de desembre del 2013 | 12 de març del 2019   |
| El gat Hastings aconsegueix portar el missatge al Poirot, però un cop de vent s'emporta el paper. Al cap d'una estona, en Toru Amuro dedueix que es tracta d'un missatge d'auxili d'en Conan i surt a buscar-lo. Mentrestant, al camió, en Mitsuhiko comença a notar els efectes de la hipotèrmia. En Conan, desesperat, troba la manera d'avisar en Subaru Okiya, que els ajuda des de fora perquè puguin trucar a la policia.                                                                 |      |       | |                      |                         |                       |

## Temporada 19 (2014)
| EP# | EP#  | EP#   | Títol en català | Adaptat de           | Estrena en japonès      | Estrena en català   |
| Cat. | Jap. | Temp. | Títol en català | Adaptat de           | Estrena en japonès      | Estrena en català   |
| --- | ---- | ----- | --- | -------------------- | ----------------------- | ------------------- |
| 776 | 724  | 1     | En Kaito Kid i la sirena enrojolada (I) "Kaitō Kiddo to Sekimen no Ningyo (Zenpen)" (怪盗キッドと赤面の人魚 (前編))                             | 828-829              | 4 de gener del 2014     | 13 de març del 2019 |
| Després d'haver fracassat volent exposar la Sirena Enrojolada, el famós diamant vermell, al Bell Tree Express per culpa de la intervenció dels Homes de Negre, en Jirokichi l'exhibirà al museu Suzuki. En Kaito Kid fa saber que tornarà a intentar robar-la, però aquest cop ho tindrà difícil perquè el diamant està enganxat a la closca d'una tortuga que neda en un aquari enorme custodiat per la policia. |      |       | |                      |                         |                     |
| 777 | 725  | 2     | En Kaito Kid i la sirena enrojolada (II) "Kaitō Kiddo to Sekimen no Ningyo (Kōhen)" (怪盗キッドと赤面の人魚 (後編))                             | 829-830              | 11 de gener del 2014    | 13 de març del 2019 |
| A l'episodi anterior, en Kaito Kid ha fet desaparèixer de l'aquari la tortuga que tenia la Sirena Enrojolada, el famós diamant vermell, enganxada a la closca. Com que sembla clar que el lladre no ha pogut sortir de la sala, i coneixent la facilitat que té en Kaito Kid per disfressar-se, escorcollen minuciosament tots els presents, però la tortuga i el diamant no apareixen. |      |       | |                      |                         |                     |
| 778 | 726  | 3     | El correu feliç que porta la desgràcia "Kōun Mēru wa Fukō o Yobu" (幸運メールは不幸を呼ぶ)                                                      | Original             | 18 de gener del 2014    | 19 de març del 2019 |
| La Nana Hirose, corredora d'assegurances, apareix morta i deixa un missatge pòstum escrit a terra amb l'inici d'una paraula que tant pot suggerir el seu nom, com el nom del seu promès, com el nom del seu ex. La seva exparella té una coartada perfecta, però aviat se sabrà que hi ha tingut alguna cosa a veure. El que no és tan evident és que el seu promès no hi tingui res a veure. |      |       | |                      |                         |                     |
| 779 | 727  | 4     | Un cofre ple de fruita (I) "Kajitsu ka Tsumatta Takarabako (Zenpen)" (果実か詰まった宝箱 (前編))                                                | 844-845              | 25 de gener del 2014    | 20 de març del 2019 |
| Un dels membres del jurat d'un concurs gastronòmic de televisió apareix mort en plena gravació del programa. En Conan sospita que un dels participants, que fa sis setmanes consecutives que guanya el programa, té informació privilegiada del concurs i que el senyor Takeki, la víctima, havia descobert com s'ho feia per aconseguir-la. En Conan també està a punt de confessar-li a la Masumi Sera el que fa temps que sospita d'ella.                                                                                                  |      |       | |                      |                         |                     |
| 780 | 728  | 5     | Un cofre ple de fruita (II) "Kajitsu ka tsumatta takarabako (Kōhen)" (果実か詰まった宝箱 (後編))                                                | 845-846              | 1 de febrer del 2014    | 20 de març del 2019 |
| En plena gravació d'un programa de televisió apareix un cadàver a dins d'un cofre ple de fruita. Els tres sospitosos de l'assassinat són el senyor Kasuga, l'expert culinari del programa, el senyor Taruoka, el productor, i el senyor Wataru, l'ajudant de producció. En Conan i la Masumi aviat descobreixen qui és el culpable, només els falta poder-ho demostrar, i aquesta vegada ho faran amb un truc de màgia. |      |       | |                      |                         |                     |
| 781 | 729  | 6     | Diamants, un retrat i una gran actriu "Daiya to kaiga to dai joyū" (ダイヤと絵画と大女優)                                                       | Original             | 8 de febrer del 2014    | 21 de març del 2019 |
| En Kogoro, en Conan i la Ran han estat convidats a casa de la Misuzu Shirakawa, una actriu famosa que ara ja és gran i viu amb els seus tres fills i la seva serventa. Després de dinar, mentre l'actriu fa la migdiada, se li cala foc al dormitori i mor intoxicada. La policia dubta que l'incendi hagi estat provocat, però en Conan no trigarà a descobrir que es tracta d'un homicidi. |      |       | |                      |                         |                     |
| 782 | 730  | 7     | Una maqueta massa perfecta "Kanpeki sugita figyua" (完璧すぎたフィギュア)                                                                       | Original             | 22 de febrer del 2014   | 21 de març del 2019 |
| En Conan, la Lliga de Detectius Júnior i el doctor Agasa són al saló de convencions amb motiu del Festival de Maquetes que s'hi organitza. La gran estrella del festival és en Masahiro Kitajima, tot un geni de les maquetes, sobretot a l'hora d'imitar detalls de la natura. Quan el noi apareix mort d'una punyalada al pit, la Lliga de Detectius Júnior entra en acció per resoldre un crim molt misteriós. |      |       | |                      |                         |                     |
| 783 | 731  | 8     | El veí de l'escenari del succés és un exnòvio (I) "Genba no Rinjin wa Moto Kare (Zenpen)" (現場の隣人は元カレ (前編))                           | 847-848              | 1 de març del 2014      | 25 de març del 2019 |
| La Naeko i la Yumi estan patrullant quan per casualitat es troben en Conan i els seus amics que surten de l'escola. En aquell moment la Naeko rep una trucada d'una amiga que li diu que hi ha hagut un suïcidi. Tant elles com els nanos corren a investigar el succés. En Conan s'adona de seguida que la víctima no s'ha suïcidat. Un dels sospitosos del crim és en Shukichi Haneda, l'exnòvio de la Yumi. |      |       | |                      |                         |                     |
| 784 | 732  | 9     | El veí de l'escenari del succés és un exnòvio (II) "Genba no Rinjin wa Moto Kare (Kōhen)" (現場の隣人は元カレ (後編))                           | 848-849              | 8 de març del 2014      | 25 de març del 2019 |
| En Conan té clar que la mort de la senyora Itami ha estat un assassinat, però li falten peces per acabar d'encaixar el trencaclosques. Per casualitat, en Shukichi dedueix que la pretesa nota de suïcidi no ha estat escrita aquell dia, sinó quatre anys abans. Gràcies als seus dots d'observació, en Conan acaba deduint tots els trucs que l'assassí ha fet servir per fer que el seu crim semblés un suïcidi |      |       | |                      |                         |                     |
| 785 | 733  | 10    | Un banquet de noces i dos trets "Hirōen to Futatsu no Jūsei" (披露宴と二つの銃声)                                                               | Original             | 22 de març del 2014     | 26 de març del 2019 |
| En Conan, la Ran i la Sonoko estan convidats al casament d'un amic de la Sonoko, l'hereu d'una rica família d'empresaris. Després del banquet, la núvia es comença a trobar malament i se'n va a descansar a l'hotel, que és a l'altra banda del riu. Al cap d'una estona, el nuvi apareix mort a l'aparcament del saló del banquet i, poc després, se sent un tret que sembla que vingui de l'hotel de la núvia. |      |       | |                      |                         |                     |
| 786 | 734  | 11    | Els records de la Jodie i la il·lusió òptica dels cirerers florits (I) "Jodi no Tsuioku to o Hanami no Wana" (ジョディの追憶とお花見の罠)       | 850-852              | 29 de març del 2014     | 26 de març del 2019 |
| Els membres de la Lliga de Detectius Júnior van amb el doctor Agasa a veure els cirerers florits. Allà es troben la senyoreta Jodie i en Conan la posa al dia del que va passar al Bell Tree Express. Un home se'ls acosta i els diu que fa poc va veure l'home de la cicatriu de l'atracament al banc, però que no recorda on. Al cap de poc es cometrà un assassinat que farà anar de bòlit el jove detectiu. |      |       | |                      |                         |                     |
| 787 | 734  | 12    | Els records de la Jodie i la il·lusió òptica dels cirerers florits (II) "Jodi no Tsuioku to o Hanami no Wana" (ジョディの追憶とお花見の罠)      | 850-852              | 29 de març del 2014     | 27 de març del 2019 |
| Els membres de la Lliga de Detectius Júnior van amb el doctor Agasa a veure els cirerers florits. Allà es troben la senyoreta Jodie, i en Conan la posa al dia del que va passar al Bell Tree Express. Un home se'ls acosta i els diu que fa poc va veure l'home de la cicatriu de l'atracament al banc, però que no recorda on. Al cap de poc es cometrà un assassinat que farà anar de bòlit el jove detectiu. |      |       | |                      |                         |                     |
| 788 | 735  | 13    | La invitació codificada "Angō-tsuki no Jōtaijō" (暗号付きの招待状)                                                                              | Pròleg Pel·lícula 18 | 19 d'abril del 2014     | 27 de març del 2019 |
| Kaori Kitasaka, una jove de 27 anys, ha rebut una invitació per anar al casament d'un antic company d'universitat, però la invitació és un jeroglífic i, si no el resol, no sabrà on es fa el convit. Quan passa per l'agència de detectius, li demana ajuda a en Kogoro, que li resol l'enigma en un tres i no res. Però en Conan no ho acaba de veure clar. |      |       | |                      |                         |                     |
| 789 | 736  | 14    | El secret de l'estàtua d'en Kogoro Mouri "Mōri Kogorō Zō No Himitsu" (毛利小五郎像の秘密)                                                       | Original             | 26 d'abril del 2014     | 28 de març del 2019 |
| Un magnat excèntric desafia en Kogoro Mouri a un joc de detectius, una mena de fet i amagar, però abans que s'acabi el joc apareix mort. Tot fa pensar que ha estat un accident i, en realitat, ningú dels que eren a la mansió dels Kataoka és sospitós d'haver-lo assassinat. En Conan, en canvi, s'adona d'un parell de detalls que el fan sospitar que es podria tractar d'un homicidi. |      |       | |                      |                         |                     |
| 790 | 737  | 15    | Un passeig sospitós "Giwaku no sanpomichi" (疑惑の散歩道)                                                                                       | Original             | 3 de maig del 2014      | 28 de març del 2019 |
| Els membres de la Lliga de Detectius Júnior juguen a frisbi amb un jove amic seu en un parc. Quan passa l'àvia del seu amic, el gos que porta li embruta la dessuadora a en Conan. L'àvia se l'emporta per portar-la a la tintoreria. Però, al caps d'uns dies, quan els nens la van a buscar a casa d'aquella senyora, es troben el gos drogat al jardí i l'àvia morta a dins. |      |       | |                      |                         |                     |
| 791 | 738  | 16    | En Kogoro al bar (I) "Kogorō wa bā ni iru (Zenpen)" (小五郎はBARにいる(前編))                                                                   | 853-854              | 10 de maig del 2014     | 1 d'abril del 2019  |
| En Kogoro Mouri està de sort, perquè una clienta li ha encarregat que resolgui un cas en un dels seus llocs preferits: un bar. Per això ha de passar hores bevent a la barra i, quan en Conan el va a buscar perquè torni a casa, li pot dir tranquil·lament que s'ha de quedar a treballar. El detectiu ha de parar l'orella, perquè la clienta diu que sent uns sorolls sospitosos al bar. |      |       | |                      |                         |                     |
| 792 | 739  | 17    | En Kogoro al bar (II) "Kogorō wa bā ni iru (Kōhen)" (小五郎はBARにいる(後編))                                                                   | 854-855              | 17 de maig del 2014     | 1 d'abril del 2019  |
| En Kogoro Mouri i en Conan són en un bar en què hi ha hagut un crim i, després que hagi arribat la policia i hagi començat a interrogar els sospitosos i a buscar pistes, en Conan fa entrar el detectiu en el mode Kogoro Dorment i resol el cas. Quan en Kogoro es desperta no recorda què ha passat, però la cambrera del bar li explica com ha anat tot i li diu que en Conan se n'ha anat molt preocupat. |      |       | |                      |                         |                     |
| 793 | 740  | 18    | La Ran també es desmaia al lavabo (I) "Ran mo Taoreta Basurūmu (Zenpen)" (蘭も倒れたバスルーム(前編))                                           | 856-857              | 31 de maig del 2014     | 2 d'abril del 2019  |
| En Conan està preocupat perquè creu que els Homes de Negre el tenen vigilat. Mentrestant, ell i la Ran acaben embolicats sense voler en l'assassinat d'una noia. Amb l'ajuda de la Masumi Sera investiguen aquest cas en què la clau per resoldre'l és justament la clau del pis on viu la víctima: n'hi ha unes quantes còpies i totes poden haver servit perquè l'assassí entrés a casa seva a matar-la. |      |       | |                      |                         |                     |
| 794 | 741  | 19    | La Ran també es desmaia al lavabo (II) "Ran mo Taoreta Basurūmu (Kōhen)" (蘭も倒れたバスルーム(後編))                                           | 857-858              | 7 de juny del 2014      | 2 d'abril del 2019  |
| La Ran entra al pis de la Waka Hashitani, una noia que no coneix, i se la troba morta al lavabo. La policia investiga el cas, però la Masumi Sera comença a fer deduccions pel seu compte i arriba a la conclusió que el culpable de l'assassinat és la Rumi Kitao, la nòvia del noi que abans sortia amb la Waka. Tot canvia quan en Shinichi truca a la Ran i exposa els errors de la deducció de la Masumi. |      |       | |                      |                         |                     |
| 795 | 742  | 20    | La promesa del jugador de futbol "J rīga to no Yakusoku" (Jリーガ一との約束)                                                                    | Original             | 14 de juny del 2014     | 3 d'abril del 2019  |
| En Conan, l'Ai i la colla han anat a veure un partit de futbol per animar en Takahiro Sanada, una jove promesa de l'equip Big Osaka. En Sanada sempre xuta amb l'esquerra, però avui, cada vegada que té l'oportunitat de marcar, xuta amb la dreta i falla. En Conan també s'ha adonat que el jugador mira sovint cap a un lloc concret de la graderia. És possible que algú li estigui fent xantatge? |      |       | |                      |                         |                     |
| 796 | 743  | 21    | Massa coincidència "Gūzen wa ni-do Kasanaru" (偶然は二度かさなる)                                                                               | Original             | 21 de juny del 2014     | 3 d'abril del 2019  |
| Just després que el misteriós Home Encaputxat ataqués la Mizuki, apareix morta la Yoko, la seva companya de pis. Tot indica que l'assassí és l'Home Encaputxat, un lladre que fa temps que ataca noies de nit, però en Conan de seguida s'adona que ha estat massa coincidència que passessin aquests dos incidents tan seguits i tan a prop. El cas acaba fent un gir inesperat. |      |       | |                      |                         |                     |
| 797 | 744  | 22    | En Makoto Kyogoku, sospitós? (I) "Yōgisha ka Kyōgoku Makoto (Zenpen)" (容疑者か京極真 (前編))                                                   | 859-860              | 28 de juny del 2014     | 4 d'abril del 2019  |
| Com que no para de ploure, en Conan, la Ran, la Sonoko i la Masumi, en comptes d'anar a jugar a tenis, se'n van al bowling. Allà coneixen dues professores de secundària que van amb un company seu que s'ha emborratxat i s'ha barallat amb en Makoto. El deixen al cotxe perquè dormi la mona, però, al cap d'una estona, quan el van a buscar, veuen que no hi és. Després de buscar-lo pertot arreu, una de les professores el troba mort a dins d'un vàter portàtil.                                                                     |      |       | |                      |                         |                     |
| 798 | 745  | 23    | En Makoto Kyogoku, sospitós? (II) "Yōgisha ka Kyōgoku Makoto (Kōhen)" (容疑者か京極真 (後編))                                                   | 860-861              | 5 de juliol del 2014    | 4 d'abril del 2019  |
| En Conan i la Masumi arriben a la mateixa conclusió pel que fa a la mort del professor d'Educació Física al vàter portàtil de l'aparcament: s'ha ofegat a l'aigua. Per tal de demostrar la seva teoria, en Conan, fent veure que parla en nom d'en Kogoro, dona ordres als agents de la policia forense perquè muntin un experiment amb unes llaunes plenes de querosè i cinta d'embalatge. Amb l'inspector Yamamura de conillet d'Índies, en Conan i la Masumi revelaran qui ha assassinat el professor.                                     |      |       | |                      |                         |                     |
| 799 | 746  | 24    | En Kaito Kid contra en Makoto Kyogoku (I) "Kaitō Kiddo VS Kyōgoku Makoto (Zenpen)" (怪盗キッドVS京極真 (前編))                                  | 862-863              | 19 de juliol del 2014   | 8 d'abril del 2019  |
| En Kaito Kid ha tornat a amenaçar públicament de robar una joia molt valuosa del Museu Suzuki. Quan en Makoto veu que la Sonoko està tan emocionada amb aquesta nova aparició del lladre, decideix anar a veure el seu oncle per ajudar-lo a protegir la joia i atrapar en Kid d'una vegada. Però, com sempre, el gran lladre ja té una estratègia preparada per sortir-se amb la seva. |      |       | |                      |                         |                     |
| 800 | 747  | 25    | En Kaito Kid contra en Makoto Kyogoku (II) "Kaitō Kiddo VS Kyōgoku Makoto (Kōhen)" (怪盗キッドVS京極真 (後編))                                  | 863-864              | 26 de juliol del 2014   | 8 d'abril del 2019  |
| En Kaito Kid ha tornat a amenaçar públicament de robar una joia molt valuosa del museu Suzuki. En Makoto s'ofereix a l'oncle de la Sonoko per protegir-la personalment, però el lladre aconsegueix deixar el museu a les fosques, adormir tots els policies i emportar-se la joia. En Makoto haurà de fer servir totes les seves habilitats per recuperar-la, tot i que no arribarà a atrapar el lladre. |      |       | |                      |                         |                     |
| 801 | 748  | 26    | Una història d'amor entre policies. La confessió "Honchō no Keiji Koi Monogatari (Kokuhaku)" (本庁の刑事恋物語 (告白))                          | 869-870              | 2 d'agost del 2014      | 9 d'abril del 2019  |
| Durant les vacances d'estiu, en Conan, l'Ai i els nens de la Lliga de Detectius es troben un company de classe, en Noriya, que viu temporalment amb el seu cosí gran, en Toshinari. En Noriya els convida a tots a casa seva per ensenyar-los els seus progressos en un popular videojoc. De sobte, el veí del costat apareix mort. En Conan de seguida descobreix qui l'ha mort, però resulta que l'assassí té una coartada gairebé perfecta.                                                                                                |      |       | |                      |                         |                     |
| 802 | 749  | 27    | Una història d'amor entre policies. La veritat "Honchō no Keiji Koi Monogatari (Shinsō)" (本庁の刑事恋物語 (真相))                              | 870-871              | 9 d'agost del 2014      | 9 d'abril del 2019  |
| En Conan per fi aconsegueix demostrar que en Toshinari ha manipulat el seu cosí Noriya per fabricar-se una coartada. El culpable acabarà confessant i se sabrà què va passar el dia que van atropellar la seva germana i quin és el veritable mòbil del crim. Mentrestant, la Sato i en Takagi hauran d'aclarir un petit malentès que ha crescut com una bola de neu i s'ha escampat per tot el departament d'investigació. |      |       | |                      |                         |                     |
| 803 | 750  | 28    | L'home traït pel mar "Umi ni Uragirareta Otoko" (海に裏切られた男)                                                                              | Original             | 6 de setembre del 2014  | 10 d'abril del 2019 |
| En Conan i la Lliga de Detectius Júnior estan de vacances i coneixen la Nao i en Kotaro Takiguchi, una parella que s'ha casat fa poc i que tenen un iot molt luxós. Després de convidar-los a dinar al iot, en Conan i companyia veuen des de la platja com en Kotaro es tira a l'aigua per nedar i s'ofega allà mateix. Tot fa pensar que ha sigut un accident, però en Conan no ho acaba de veure clar. |      |       | |                      |                         |                     |
| 804 | 751  | 29    | El cas del gat de tres colors que porta sort (I) "Maneki Mikeneko no Jiken (Zenpen)" (招き三毛猫の事件 (前編))                                  | 865-866              | 20 de setembre del 2014 | 10 d'abril del 2019 |
| En una revista local publiquen un article sobre el Cafè Poirot. En una de les fotos que il·lustren l'article es pot veure l'Azusa amb en Taii, el gat de la cafeteria. Però de sobte apareixen tres persones que diuen que són els amos de l'animal. En Conan haurà de fer servir el seu enginy per mirar de descobrir quina de les tres persones és l'autèntic propietari d'aquest gat, que és més valuós del que sembla. |      |       | |                      |                         |                     |
| 805 | 752  | 30    | El cas del gat de tres colors que porta sort (II) "Maneki Mikeneko no Jiken (Kōhen)" (招き三毛猫の事件 (後編))                                  | 867-868              | 27 de setembre del 2014 | 11 d'abril del 2019 |
| La Lliga de Detectius Júnior va a veure en Taii a casa del senyor Masuko, però quan hi arriben veuen l'encarregat de l'edifici cridant-lo des de la porta. Gràcies a en Conan, aconsegueixen obrir la porta i troben el senyor Masuko greument ferit a terra. Aparentment intentava canviar un llum quan ha caigut i s'ha fet mal. Però en Conan està convençut que allò no ha sigut un accident. |      |       | |                      |                         |                     |
| 806 | 753  | 31    | El punt cec de la casa compartida "Shea Hausu no Shikaku" (シェアハウスの死角)                                                                  | Original             | 4 d'octubre del 2014    | 11 d'abril del 2019 |
| La Ran va a veure una amiga que viu en una casa amb dues noies més i un noi. Mentre és a la cuina amb la seva amiga, s'assabenta que una de les noies que viu allà ha denunciat falsament el noi al propietari per haver-la espiada amb propòsits indecents. Quan la Ran està a punt de marxar, el noi fa un crit perquè ha trobat la seva acusadora morta. |      |       | |                      |                         |                     |
| 807 | 754  | 32    | La tragèdia de la dona de vermell. El baf "Akai Onna no Sangeki (Yukemuri)" (赤い女の惨劇 (湯煙))                                               | 872-873              | 11 d'octubre del 2014   | 22 d'abril del 2019 |
| La Masumi Sera rep l'encàrrec d'investigar uns fets misteriosos que estan passant en una casa rural on un grup d'amics es reuneix cada any per les vacances d'estiu. La Ran, la Sonoko i en Conan l'acompanyen. El cas està relacionat amb un crim que una dona va cometre quinze anys enrere molt a prop d'allà i tot sembla indicar que l'assassina encara ronda pel bosc. |      |       | |                      |                         |                     |
| 808 | 755  | 33    | La tragèdia de la dona de vermell. El fantasma "Akai Onna no Sangeki (Akuryō)" (赤い女の惨劇 (悪霊))                                            | 873-874              | 18 d'octubre del 2014   | 22 d'abril del 2019 |
| La inspectora Uehara i el seu equip arriben a la casa rural per investigar la mort d'en Masaie Hakuya. La inspectora revela que la dona de vermell fa temps que és morta i, per tant, no pot haver comès el crim. No obstant això, la Sonoko assegura que l'ha vist per la finestra i una dona misteriosa que porta els cabells llargs ataca la Sumika amb un ganivet. Podria ser el fantasma de la dona de vermell? |      |       | |                      |                         |                     |
| 809 | 756  | 34    | La tragèdia de la dona de vermell. La venjança "Akai Onna no Sangeki (Fukushū)" (赤い女の惨劇 (復讐))                                           | 874-875              | 25 d'octubre del 2014   | 23 d'abril del 2019 |
| Els companys de la inspectora Uehara, en Yamato i en Morofushi de la policia de Nagano, han descobert que hi ha un error en l'informe del crim de la dona de vermell i interroguen l'agent que el va redactar. Gràcies a aquest error, en Conan i la Masumi sabran qui és la dona misteriosa que ha atacat la Sumika. D'altra banda, també resoldran l'assassinat d'en Masaie Hakuya i demostraran que els tomàquets no floten. No sempre, si més no.                                                                                         |      |       | |                      |                         |                     |
| 810 | 757  | 35    | L'humorista que va confessar (I) "Jishu Shita Owarai Geinin (Zenpen)" (自首したお笑い芸人 (前編))                                               | Original             | 1 de novembre del 2014  | 23 d'abril del 2019 |
| El famós humorista Rokusuke Dodompa es presenta a la comissaria de Beika per entregar-se a la policia dient que ha mort el seu soci i representant, en Hideki Tendo. La policia aviat descobreix que té coartada i no pot ser l'assassí, i ell acaba confessant que s'ha declarat culpable per protegir la reputació del seu soci. Però en Conan sospita que no és tan innocent com sembla. |      |       | |                      |                         |                     |
| 811 | 758  | 36    | L'humorista que va confessar (II) "Jishu Shita Owarai Geinin (Kōhen)" (自首したお笑い芸人 (後編))                                               | Original             | 8 de novembre del 2014  | 24 d'abril del 2019 |
| Davant l'evidència, la policia ha deixat en llibertat l'humorista Rokusuke Dodompa. Ara, tots els esforços estan centrats a trobar l'autèntic culpable de l'assassinat d'en Hideki Tendo, el soci i representant d'en Dodompa. Gràcies a un noi que reparteix propaganda d'un saló recreatiu i una pintora que viu aïllada del món, en Conan trobarà la manera de desmuntar una coartada que semblava sòlida i desemmascarar l'assassí. |      |       | |                      |                         |                     |
| 812 | 759  | 37    | Una novel·la romàntica amb final inesperat (I) "Igainakekka no Ren'ai Shōsetsu (Zenpen)" (意外な結果の恋愛小説(前編))                           | 876-877              | 22 de novembre del 2014 | 29 d'abril del 2019 |
| En Conan, la Sonoko i la Ran van a l'hotel on viu la Masumi. Després de dinar, quan marxen, senten els crits d'un empleat que acaba de descobrir el cadàver d'una noia que han estrangulat. Es tracta de l'ajudant del famós novel·lista Keigo Hiura, que s'allotja a l'hotel per acabar d'escriure unes novel·les. L'escriptor, que es desfà en llàgrimes quan veu el cos de la noia, no entén com algú la pot haver assassinat. Però en Conan i la Masumi de seguida intueixen que ell és l'assassí i es proposen desmuntar-li la coartada. |      |       | |                      |                         |                     |
| 813 | 760  | 38    | Una novel·la romàntica amb final inesperat (II) "Igainakekka no Ren'ai Shōsetsu (Kōhen)" (意外な結果の恋愛小説(後編))                           | 877-878              | 29 de novembre del 2014 | 29 d'abril del 2019 |
| En Conan i la Masumi van desmuntant de mica en mica la coartada de l'escriptor Keigo Hiura, que nega haver assassinat la seva ajudant, la senyoreta Minazuki. Segons ell, no ha sortit per res de la seva habitació i, per tant, no pot haver mort la noia, que s'allotjava a l'habitació de sota. Però en Conan i la Masumi demostraran que no li ha calgut moure's de lloc per cometre l'assassinat. I tot el cas farà un gir ben dramàtic quan es reveli l'autèntica identitat de la víctima.                                              |      |       | |                      |                         |                     |
| 814 | 761  | 39    | Itinerari misteriós a Kaga Hyakumangoku. Part de Kanazawa "Kaga Hyakumangoku Misuterītsuā (Kanazawa-hen)" (加賀百万石ミステリーツアー (金沢編)) | Mystery Tour 2014    | 6 de desembre del 2014  | 30 d'abril del 2019 |
| En Kogoro Mouri viatja a Kanazawa acompanyat de la Ran i en Conan per col·laborar en un esdeveniment pensat per revitalitzar la ciutat. Es tracta d'un joc de pistes que portarà els participants a visitar nombrosos llocs emblemàtics. Mentre fan un recorregut de prova del joc, en Kogoro impedeix un robatori. Al cap de poc una empleada de l'empresa d'esdeveniments, que els acompanya a fer el recorregut, és atacada. Qui n'és el culpable?                                                                                         |      |       | |                      |                         |                     |
| 815 | 762  | 40    | Itinerari misteriós a Kaga Hyakumangoku. Part de Kaga "Kaga Hyakumangoku Misuterītsuā (Kaga-hen)" (加賀百万石ミステリーツアー (加賀編))         | Mystery Tour 2014    | 13 de desembre del 2014 | 30 d'abril del 2019 |
| En Kogoro li demana a la Ran que acompanyi la víctima a l'hospital perquè sospita que l'agressor és un dels membres del grup. En Conan troba les targetes amb els enigmes de l'itinerari a la bossa de l'Akiyama, i no entén per què ha fet veure que les havia perdudes fins que les compara amb les escrites a mà i s'adona que les targetes noves portaven un segon missatge ocult. |      |       | |                      |                         |                     |

## Temporada 20 (2015)
| EP# | EP#  | EP#   | Títol en català | Adaptat de           | Estrena en japonès      | Estrena en català       |
| Cat. | Jap. | Temp. | Títol en català | Adaptat de           | Estrena en japonès      | Estrena en català       |
| --- | ---- | ----- | --- | -------------------- | ----------------------- | ----------------------- |
| 816 | 763  | 1     | En Conan i en Heiji: El codi de l'amor (I) "Conan to Heiji - Koi no Angō (Zenpen)" (コナンと平次 恋の暗号 (前編))                        | 879-880              | 10 de gener del 2015    | 1 de maig del 2019      |
| Un dia de pluja, els nens de la Lliga de Detectius, la Haibara i en Conan tenen una topada al carrer amb un narcotraficant que fuig corrent perquè el persegueixen dos homes que semblen policies d'incògnit. Amb la topada, el narcotraficant perd una llibreta plena d'indicacions codificades. Gràcies a la llibreta i amb l'ajuda d'en Heiji, en Conan intentarà descobrir la data, l'hora i el lloc de la pròxima compravenda de droga.                                                                                          |      |       | |                      |                         |                         |
| 817 | 764  | 2     | En Conan i en Heiji: El codi de l'amor (II) "Conan to Heiji - Koi no Angō (Kōhen)" (コナンと平次 恋の暗号 (後編))                        | 879-880              | 17 de gener del 2015    | 1 de maig del 2019      |
| Desxifrant els codis de la llibreta del narcotraficant, en Conan i en Heiji aconsegueixen descobrir la data, l'hora i el lloc de l'intercanvi, un pont d'Osaka que és un lloc de trobada habitual. Quan en Heiji hi arriba, localitza tres persones que semblen sospitoses: totes tres porten una rosa blanca, el distintiu que identifica el comprador. Tot d'una, en Heiji veu que un dels sospitosos està parlant amb la Kazuha.                                                                                                   |      |       | |                      |                         |                         |
| 818 | 765  | 3     | El cas del concurs d'estels al riu Teimuzu (I) "Tsutsumi Mu Tsugawa Tako-age Jiken (Zenpen)" (堤無津川凧揚げ事件 (前編))                 | 885-886              | 24 de gener del 2015    | 6 de maig del 2019      |
| La Lliga de Detectius Júnior i el doctor Agasa participen en el concurs anual de fer volar estels a la riba del riu Teimuzu. Un dels participants de l'equip que fa volar l'estel al mateix temps que ells cau al riu i una mica més i s'ofega. Primer sembla que hagi sigut un accident, però en Conan de seguida s'adona que es tracta d'un intent d'assassinat i té tres sospitosos clars. |      |       | |                      |                         |                         |
| 819 | 766  | 4     | El cas del concurs d'estels al riu Teimuzu (II) "Tsutsumi Mu Tsugawa Tako-age Jiken (Kōhen)" (堤無津川凧揚げ事件 (後編))                 | 886-887              | 31 de gener del 2015    | 6 de maig del 2019      |
| En Conan s'ha adonat que la caiguda al riu d'un dels participants en el concurs d'estels no ha sigut un accident, sinó un intent d'assassinat. Però, després d'interrogar els tres sospitosos, sembla que cap hagi pogut provocar que la víctima caigués al riu, perquè cap l'ha pogut enredar per fer-lo anar cap al forat de la tanca per on ha caigut. I això que tots tres tenien motius de sobres per odiar la víctima. |      |       | |                      |                         |                         |
| 820 | 767  | 5     | L'amant que va desaparèixer a la tempesta de neu "Fubuki ni Kieta Koibito" (吹雪に消えた恋人)                                            | Original             | 7 de febrer del 2015    | 7 de maig del 2019      |
| El doctor Agasa porta els nens de la Lliga de Detectius Júnior a la muntanya per jugar amb la neu, però durant la seva estada a l'alberg hi ha un accident mortal. Com és habitual, en Conan no pot evitar investigar l'escena del crim i trobar-hi indicis del que sembla un assassinat. Per mitjà del doctor, explicarà a tota la colla tot el que ha deduït i qui és l'assassí. |      |       | |                      |                         |                         |
| 821 | 768  | 6     | L'Ai, retinguda contra la seva voluntat "Haibara Ai Kankin Jiken" (灰原哀監禁事件)                                                       | Original             | 21 de febrer del 2015   | 7 de maig del 2019      |
| En Conan, l'Ayumi, en Mitsuhiko i en Genta estan molt amoïnats perquè l'Ai ha sortit a comprar fa moltes hores i encara no ha tornat. Encara no ho saben, però algú la reté contra la seva voluntat amb la senyora Higaki, una veïna, a casa seva. Al final, quan totes dues es poden alliberar, la policia hi arriba per comunicar-li a la senyora Higaki que han assassinat el seu marit. En Conan de seguida troba molt estrany que els dos delictes hagin coincidit en el temps.                                                  |      |       | |                      |                         |                         |
| 822 | 769  | 7     | Un pacient d'urgències problemàtic "Mendōna Kyūkyū Kanja" (面倒な救急患者)                                                               | Original             | 28 de febrer del 2015   | 8 de maig del 2019      |
| Els nostres amics de la Lliga de Detectius Júnior passegen pel carrer i, tot d'un plegat, se'ls acosta un home a qui empaita un policia. L'home amenaça la pobra Ayumi amb un ganivet, però s'acaba desmaiant. A urgències, veuen que té una hemorràgia cerebral. Ha sigut víctima d'una agressió o és que s'ha clavat un cop accidentalment? En Conan i els seus amics investiguen què li pot haver passat. |      |       | |                      |                         |                         |
| 823 | 770  | 8     | Una tensa reunió d'amigues (I) "Gisugisu Shita Ochakai (Zenpen)" (ギスギスしたお茶会 (前編))                                             | 888-889              | 7 de març del 2015      | 13 de maig del 2019     |
| L'Eri ingressa a l'hospital a causa d'una apendicitis. Quan són a l'hospital, en Kogoro i en Conan topen amb en Bourbon. Mentre estan parlant senten crits procedents d'una habitació. Quan hi arriben troben una dona morta a terra. Una pacient estava prenent una infusió amb tres amigues quan una d'elles ha caigut a terra morta, aparentment enverinada. Els inspectors Takagi i Megure interroguen les altres dones, ja que creuen que una d'elles pot ser l'assassina.                                                       |      |       | |                      |                         |                         |
| 824 | 771  | 9     | Una tensa reunió d'amigues (II) "Gisugisu Shita Ochakai (Kōhen)" (ギスギスしたお茶会 (後編))                                             | 889-890              | 14 de març del 2015     | 13 de maig del 2019     |
| En Bourbon i en Conan ajuden en la investigació de l'assassinat per enverinament que ha tingut lloc a l'hospital. Tots dos per separat arriben a la conclusió que l'assassina devia canviar la seva tassa per la de la víctima per enverinar-la. Però hi ha un problema: cada una de les quatre amigues ha begut una infusió d'un color diferent. Com és possible que l'assassina hagi canviat la tassa sense que la víctima se n'hagi adonat?                                                                                        |      |       | |                      |                         |                         |
| 825 | 772  | 10    | L'incident d'en Shinichi Kudo a l'aquari (I) "Kudō Shin'ichi Suizokukan Jiken (Zenpen)" (工藤新一水族館事件 (前編))                      | 882-883              | 21 de març del 2015     | 14 de maig del 2019     |
| La Ran va a l'aquari de Beika i, quan s'hi troba en Conan i els seus amics, recorda un incident que hi va viure amb en Shinichi. Mentre miraven els peixos, un home va aparèixer mort d'una punyalada al cor sense que hi hagués cap testimoni de l'assassinat. En Shinichi va deduir que l'home anava acompanyat d'una noia i va demanar a l'inspector Megure que requisés tots els mòbils dels visitants de l'aquari per investigar l'assassinat.                                                                                   |      |       | |                      |                         |                         |
| 826 | 773  | 11    | L'incident d'en Shinichi Kudo a l'aquari (II) "Kudō Shin'ichi Suizokukan Jiken (Kōhen)" (工藤新一水族館事件 (後編))                      | 883-884              | 28 de març del 2015     | 14 de maig del 2019     |
| Després de l'apunyalament mortal d'un home a l'Aquari de Beiko, en Shinichi analitza els vídeos dels mòbils de tots els visitants i se centra en els de les tres persones que han ignorat el missatge que els ha enviat des del mòbil de la víctima. Amb els seus dots de deducció no trigarà gaire a trobar les pistes que delaten la persona responsable del crim, per més precaucions que hagi pres per no deixar rastre. |      |       | |                      |                         |                         |
| 827 | 774  | 12    | "El crit" de Munch desapareix "Kieta Munku no Sakebi" (消えたムンクの叫び)                                                               | Pròleg Pel·lícula 19 | 18 d'abril del 2015     | 15 de maig del 2019     |
| Al Museu Suzuki està a punt de celebrar-se una exposició d'obres de Munch. "Desesperació" i "Ansietat" arriben a l'aeroport de Narita, mentre que "El crit" arriba a l'aeroport de Haneda. El camió que transporta els quadres des de Narita arriba puntualment al museu, mentre que el que transporta "El crit" de sobte es desvia de la seva ruta i desapareix. Curiosament, arriba al museu 30 minuts més tard amb l'obra intacta. Què ha passat?                                                                                  |      |       | |                      |                         |                         |
| 828 | 775  | 13    | El gran detectiu, entre l'espasa i la paret (I) "Ayatsurareta Meitantei (Zenpen)" (あやつられた名探偵 (前編))                            | Original             | 25 d'abril del 2015     | 20 de maig del 2019     |
| El detectiu Kogoro Mouri col·labora amb la policia i s'infiltra en una perillosa banda d'atracadors per obtenir proves per detenir-los. Però tot fa un gir inesperat quan el cap de la banda descobreix qui és i l'amenaça de matar la Ran si no l'ajuda a descobrir quin dels seus homes va ser el responsable de l'assassinat del seu fill. |      |       | |                      |                         |                         |
| 829 | 776  | 14    | El gran detectiu, entre l'espasa i la paret (II) "Ayatsurareta Meitantei (Kōhen)" (あやつられた名探偵 (後編))                            | Original             | 2 de maig del 2015      | 20 de maig del 2019     |
| La banda d'atracadors té en Conan i en Kogoro Mouri retinguts al seu amagatall després del cop frustrat al casino. Allà, el Cervell hi ha muntat una rèplica del casino il·legal en què un any enrere un dels membres de la banda va morir en estranyes circumstàncies. El Cervell revela als lladres que el mort era el seu fill i que ha fet venir en Kogoro Mouri per aclarir els fets i descobrir el culpable. En Conan, com sempre, l'ajudarà a fer les seves deduccions.                                                        |      |       | |                      |                         |                         |
| 830 | 777  | 15    | La lliga de detectius júnior contra els detectius de la tercera edat "Shōnen Tantei-dan vs Rōjin Tantei-dan" (少年探偵団vs老人探偵団)    | Original             | 9 de maig del 2015      | 21 de maig del 2019     |
| La Lliga de Detectius Júnior coneix casualment un grup de gent gran que es fan anomenar els Detectius de la Tercera Edat i que són força semblants a ells. Mentre empaiten un possible delinqüent, els Detectius de la Tercera Edat descobreixen en una casa el cos d'un home assassinat. Tots ells descriuen amb força precisió el presumpte assassí, i sembla que el cas ja està resolt, però en Conan dubta de les seves explicacions.                                                                                             |      |       | |                      |                         |                         |
| 831 | 778  | 16    | El miratge de l'àngel que desapareix "Tenshi ga Kieta Shinkirō" (天使が消えた蜃気楼)                                                     | Original             | 16 de maig del 2015     | 21 de maig del 2019     |
| Una dona li encarrega a en Kogoro Mouri que busqui el seu marit, en Satoru Aoki, un pintor que fa un parell de dies que ha desaparegut. En Kogoro, la Ran i en Conan troben l'home mort en una platja de Uozu, a la badia de Toyama. Abans de morir, en Satoru Aoki havia pintat una escena que sembla una visió, però en Conan aviat descobrirà que és real i que algú ha esborrat uns arxius de la seva càmera de fotos. |      |       | |                      |                         |                         |
| 832 | 779  | 17    | Pròleg escarlata "Hiiro no Joshō" (緋色の序章)                                                                                           | 891-892              | 30 de maig del 2015     | 27 de maig del 2019     |
| L'Amuro veu com empenyen una dona escales avall al Parc de Haido, però no li pot veure la cara al culpable. La víctima és la Natsuko Shibuya, de l'escola de primària Haido, que resulta que és amiga de fa temps de la Jodie. En Conan i la Jodie van al Parc de Haido, allà descobreixen que la Natsuko va ser atacada en un altre lloc i dedueixen que devia ser a l'escola. |      |       | |                      |                         |                         |
| 833 | 780  | 18    | Persecució escarlata "Hiiro no Tsuikyū" (緋色の追及)                                                                                     | 892-893              | 6 de juny del 2015      | 27 de maig del 2019     |
| A la Natsuko la van atacar mentre era a l'escola i després la van fer caure per les escales del parc. Interroguen els tres sospitosos: en Sugamoto, un mestre que la volia acompanyar a casa, i un pare i una mare que havien d'entrevistar-se amb la mestra. En Conan nota alguna cosa estranya mentre expliquen les seves històries. Després, mentre revisen les fotos dels exàmens que la Natsuko estava corregint, en Conan i l'Amuro descobreixen el culpable de l'agressió.                                                     |      |       | |                      |                         |                         |
| 834 | 781  | 19    | Interrelació escarlata "Hiiro no Kousaku" (緋色の交錯)                                                                                   | 894-895              | 13 de juny del 2015     | 28 de maig del 2019     |
| Quan en Conan sent l'explicació d'en Camel s'adona que la Vermouth s'ha disfressat de Jodie per poder-li treure informació. La Vermouth li explica a l'Amuro que en Ryumichi Kusuda es va disparar un tret al cap. Ell li respon que la desaparició d'en Kusuda va coincidir amb la mort d'un altre home d'un tret al cap al qual també van trobar cremat. L'Amuro dedueix que l'agent de l'FBI Shuichi Akai encara és viu. |      |       | |                      |                         |                         |
| 835 | 782  | 20    | Retorn escarlata "Hiiro no Kikan" (緋色の帰還)                                                                                           | 895-896              | 20 de juny del 2015     | 28 de maig del 2019     |
| L'Amuro va a veure en Subaru Okiya a casa de la família Kudo i li comença a explicar la seva teoria. L'Akai va rebre un tret al cap i va ser cremat dins del seu cotxe, però l'Amuro creu que l'Akai va canviar el seu cos pel d'en Kusuda, i que encara és viu. Mentre l'Amuro explica a l'Okiya pas a pas com ho devia fer, la Jodie, que pensa el mateix, es dirigeix a Raiha. |      |       | |                      |                         |                         |
| 836 | 783  | 21    | Veritat escarlata "Hiiro no Shinsō" (緋色の真相)                                                                                         | 897-898              | 27 de juny del 2015     | 29 de maig del 2019     |
| L'Akai apareix de sobte al seient posterior del cotxe de la Jodie, dispara contra els cotxes que els persegueixen i en rebenta un neumàtic. Sembla que els agents de l'FBI han aconseguit fugir de la policia secreta, però, inexplicablement, després tornen enrere. L'Akai els demana el telèfon que estan fent servir per parlar amb l'Amuro, s'hi posa i li diu que va ser un error revelar-li a en Conan que el seu malnom era Zero, és a dir, que l'Akai sap qui és realment l'Amuro.                                           |      |       | |                      |                         |                         |
| 837 | 784  | 22    | Benvinguts al Club de Vega "Orihime Kurabu e Yōkoso" (織り姫クラブへようこそ)                                                            | Original             | 11 de juliol del 2015   | 29 de maig del 2019     |
| L'Eimi, una amiga de la Sonoko de l'Institut Kuwanoki, li demana que l'ajudi a trobar el responsable de les bromes de mal gust que reben les noies del Club de Vega, un consultori sentimental que la noia ha fundat amb unes companyes de classe. En Conan aviat descobrirà que les víctimes estan relacionades amb un tal Romeu, el noi més guapo i també més malcarat de l'institut. Però l'Eimi amaga un secret inconfessable. |      |       | |                      |                         |                         |
| 838 | 785  | 23    | La partida de l'amor del Meijin Taiko (I) "Taikō Koisuru Meijin-sen (Zenpen)" (太閤恋する名人戦 (前編))                                  | 899-900              | 18 de juliol del 2015   | 3 de juny del 2019      |
| En Shukichi, que està en ple torneig de shogi, es troba que han segrestat la seva exnòvia Yumi i que el segrestador el repta a una partida paral·lela a la del torneig en què les jugades es resolen en forma d'enigmes. El primer enigma el porta fins a un santuari de Tòquio on topa per casualitat amb en Conan i la Lliga de Detectius Júnior. |      |       | |                      |                         |                         |
| 839 | 786  | 24    | La partida de l'amor del Meijin Taiko (II) "Taikō Koisuru Meijin-sen (Kōhen)" (太閤恋する名人戦 (後編))                                  | 901-902              | 25 de juliol del 2015   | 3 de juny del 2019      |
| En Shukichi, ajudat per en Conan i els altres membres de la Lliga de Detectius Júnior amb el doctor Agasa, continua resolent els enigmes que són com jugades d'una partida de shogi que el segrestador de la seva nòvia juga amb ell. Les pistes el porten des d'unes làpides de l'esfereïdor Turó dels Fantasmes a l'hotel on s'acaba de traslladar la Masumi. Allà hi troba un antic contrincant seu. |      |       | |                      |                         |                         |
| 840 | 787  | 25    | El misteri de la piscina (I) "Manatsu no Pūru ni Shizumu Nazo (Zenpen)" (真夏のプールに沈む謎 (前編))                                    | 903-904              | 1 d'agost del 2015      | 4 de juny del 2019      |
| La Masumi i la nena rossa misteriosa esperen en Conan a l'habitació de l'hotel, però ell arriba acompanyat de la Ran i la Sonoko, de manera que la reunió entre ell, la Masumi i la nena rossa s'ha de suspendre. Per dissimular, la Masumi els convida tots tres a anar a banyar-se a la piscina de l'hotel, i allà hi haurà un homicidi. La filla del president d'una empresa important apareixerà morta a la piscina. |      |       | |                      |                         |                         |
| 841 | 788  | 26    | El misteri de la piscina (II) "Manatsu no Pūru ni Shizumu Nazo (Kōhen)" (真夏のプールに沈む謎 (後編))                                    | 904-905              | 8 d'agost del 2015      | 4 de juny del 2019      |
| La Masumi i en Conan descobreixen com s'ho ha fet l'assassí per fer desaparèixer el cos de la víctima i després tornar-lo a fer aparèixer, i finalment resolen el cas. En el moment de dir-se adeu, la Masumi diu alguna cosa que a la Ran li recorda un moment de la seva infantesa i li fa pensar que ja coneixia la Masumi. Mentre s'allunyen, la Ran mira enrere i veu la Masumi parlant amb la nena rossa misteriosa. |      |       | |                      |                         |                         |
| 842 | 789  | 27    | La predicció meteorològica de la reina "Joō-sama no tenkeyohō" (女王様の天気予報)                                                        | Original             | 15 d'agost del 2015     | 5 de juny del 2019      |
| En Conan, la Ran i el detectiu Mouri han anat als estudis de Nichiuri Televisió i han conegut la famosa meteoròloga Yasumi Sekine. Però just abans que se'n vagin, la Yasumi cau daltabaix d'un pis i es mor. En Conan, com sempre, va trobant totes les pistes i els indicis més amagats fins a resoldre el misteri d'aquesta caiguda mortal i n'explica els detalls fent-se passar per en Kogoro. |      |       | |                      |                         |                         |
| 843 | 790  | 28    | El servei sanguinari del Beikapon "Bekapon shukettsu dai sābisu" (米花ポン出血大サービス)                                                | Original             | 5 de setembre del 2015  | 5 de juny del 2019      |
| El senyor Kanzaki rep un parell d'amenaces de mort. Uns dies després, un company de feina que l'ha substituït per fer la campanya de promoció disfressat de la mascota d'un supermercat rep una punyalada. Un testimoni sent que l'agressor ha cridat: "Et mataré, Kanzaki!". En Conan haurà de parlar amb tots els treballadors del supermercat per descobrir qui és l'assassí i a qui volia matar realment. |      |       | |                      |                         |                         |
| 844 | 791  | 29    | L'inspector Takagi fuig emmanillat "Takagi-keiji, tejō de tōsō" (高木刑事、手錠で逃走)                                                   | Original             | 12 de setembre del 2015 | 16 de novembre del 2019 |
| L'inspector Takagi trasllada en un cotxe patrulla en Someya, un detingut per haver agredit un cambrer d'un restaurant. Durant el trasllat, en Someya provoca un accident i, després d'una baralla, l'inspector i el detingut, que van emmanillats junts, cauen per un precipici. En Kogoro i en Conan investiguen el cas per localitzar els dos desapareguts i descobrir per què en Someya té tant d'interès a escapar-se de la policia.                                                                                              |      |       | |                      |                         |                         |
| 845 | 792  | 30    | Els tres primers d'arribar (I) "San'nin no daiichihakkensha (Zenpen)" (三人の第一発見者 (前編))                                          | 906-907              | 19 de setembre del 2015 | 16 de novembre del 2019 |
| En Conan, l'Ai, l'Ayumi, en Genta i en Mitsuhiko veuen un nen que fa molta estona que mira l'entrada d'un pis. Quan li pregunten què li passa, els respon que acaben d'assassinar una noia. Quan pugen al pis descobreixen la inquilina del pis penjada. Segons el nen, tres homes han entrat i sortit del pis un darrere l'altre poca estona abans. L'inspector Megure i l'agent Takagi s'encarreguen de la investigació del cas. Tot apunta al suïcidi, però en Conan de seguida veu que la cosa no és tan clara com sembla.        |      |       | |                      |                         |                         |
| 846 | 793  | 31    | Els tres primers d'arribar (II) "San'nin no daiichihakkensha (Kōhen)" (三人の第一発見者 (後編))                                          | 907-908              | 26 de setembre del 2015 | 17 de novembre del 2019 |
| En Conan arriba a la conclusió que els tres homes que han entrat al pis de la noia que aparentment s'ha suïcidat es coneixen. També sap que hi ha una connexió entre el testimoni principal del cas, la noia morta i els tres individus. En Conan aporta proves que, efectivament, demostren que es tracta d'un suïcidi. Però el que sorprendrà a tothom és el motiu pel qual la víctima volia inculpar d'assassinat els tres homes.                                                                                                  |      |       | |                      |                         |                         |
| 847 | 794  | 32    | El guardaespatlles Kogoro Mouri "Bodīgādo Mōri Kogorō" (ボディーガード毛利小五郎)                                                        | Original             | 3 d'octubre del 2015    | 17 de novembre del 2019 |
| La Ryo Haneki, una actriu famosa, contracta en Kogoro Mouri perquè li faci de guardaespatlles, però també vol que faci de detectiu i descobreixi qui la vol matar. En el rodatge, que té lloc en un indret apartat al costat d'un llac, també hi participa una actriu jove, la Reina Sawazaki, amb qui la Ryo no té gaire bona relació. Però, de fet, sembla que la Ryo no té bona relació gairebé amb ningú. |      |       | |                      |                         |                         |
| 848 | 795  | 33    | El secret de la jove esposa desapareguda "Wakaokusama ga kieta himitsu" (若奥様が消えた秘密)                                             | Original             | 10 d'octubre del 2015   | 23 de novembre del 2019 |
| L'Ayumi s'ha fet amiga de la Yuri Makabe, una noia del barri casada amb un músic. Malgrat tot, ja fa sis mesos que la Yuri l'esquiva i ella no sap per què. Un dia, mentre passa per davant de casa seva, veu el marit carregant el cos de la Yuri al cotxe. L'Ayumi està convençuda que l'ha assassinat, i els nens de la Lliga de Detectius Júnior estan disposats a descobrir la veritat. |      |       | |                      |                         |                         |
| 849 | 796  | 34    | L'estratagema de la parella de colomins "Oshidorifūfu no sakuryaku" (おしどり夫婦の策略)                                                 | Original             | 17 d'octubre del 2015   | 23 de novembre del 2019 |
| Un home mor després de caure del cinquè pis de l'edifici on tenia el seu despatx. En principi no es veu gens clar si la mort ha estat un accident, un suïcidi o un assassinat. L'inspector Megure, en Takagi i en Kogoro parlen amb la dona del difunt, que, casualment, ha sigut qui, juntament amb el conserge de l'edifici, ha descobert el cadàver. A partir d'aquest punt es va desvelant l'enrevessada veritat d'aquest cas. |      |       | |                      |                         |                         |
| 850 | 797  | 35    | La confusa deducció d'una joveneta somiadora "Yumemiru otome no meisuiri" (夢見る乙女の迷推理)                                           | Original             | 24 d'octubre del 2015   | 24 de novembre del 2019 |
| La Funako Nakai li demana a en Kogoro Mouri que l'ajudi a trobar en Kazuma Hikone, que, segons ella, ha desaparegut. En Mouri no hi està interessat, però en Conan l'acompanya a casa del jove, on descobreixen que potser en Hikone estava planejant el robatori a una joieria. O potser tot és ficció? Al cap de poc es comet un atracament en una joieria pròxima, i gràcies a en Conan s'acabarà descobrint tota la veritat. |      |       | |                      |                         |                         |
| 851 | 798  | 36    | Un blanc en moviment "Ugoku hyōteki" (動く標的)                                                                                          | Original             | 7 de novembre del 2015  | 24 de novembre del 2019 |
| Un home cau daltabaix d'un edifici. En Conan veu que caurà just a sobre d'un altre home i reacciona per intentar salvar-ne almenys un dels dos. Darrere d'aquest estrany incident, s'hi amaga un intent de suïcidi i la presència d'una persona en el moment i el lloc equivocats? O tot plegat és fruit d'una trama elaborada per fer passar per accident el que en realitat és un homicidi? |      |       | |                      |                         |                         |
| 852 | 799  | 37    | La batalla de deduccions dels detectius júnior "Tantei-dan no misshitsu suiri gassen" (探偵団の密室推理合戦)                             | Original             | 14 de novembre del 2015 | 30 de novembre del 2019 |
| Un amic del doctor Agasa li ha deixat les claus d'un solar buit perquè els nens de la Lliga de Detectius s'hi puguin entrenar. Quan hi arriben, però, hi ha un cadàver a la piscina i l'inspector Megure no els deixa jugar a futbol. Al solar només s'hi pot accedir per la porta, que estava tancada amb cadenat, i la policia no entén com hi ha entrat la víctima. |      |       | |                      |                         |                         |
| 853 | 800  | 38    | A la recerca dels cent milions de iens "1 oku-en o oikakeru" (1億円を追いかける)                                                         | Original             | 21 de novembre del 2015 | 30 de novembre del 2019 |
| La petita Leina, filla d'un ric empresari, ha estat segrestada. El segrestador demana un rescat de cent milions de iens, però la família haurà de seguir unes instruccions molt precises per entregar els diners: els haurà de portar la minyona tota sola en una bossa i intercanviar-los per deu diamants en una joieria concreta. La policia intentarà trobar el segrestador i rescatar la nena, i en Conan els ajudarà. |      |       | |                      |                         |                         |
| 854 | 801  | 39    | El misteri de les dunes de Tottori (Part de Kurayoshi) "Tottori Sakyū Misuterī Tsuā (Kurayoshi-hen)" (鳥取砂丘ミステリーツアー (倉吉編)) | Mystery Tour 2015    | 28 de novembre del 2015 | 1 de desembre del 2019  |
| En Conan, la Ran i en Kogoro van de visita turística a Tottori i allà, per casualitat, acaben implicats en un cas de robatori una mica estrany. Troben una dona lligada a casa seva que els explica que el lladre l'ha estabornit i s'ha emportat un cremador d'encens molt valuós, una relíquia de la família. El lladre envia un missatge al cap de família reclamant deu milions de iens per l'objecte. Al final resulta que el cremador només té un valor sentimental, per això en Kogoro dedueix que el lladre és de la família. |      |       | |                      |                         |                         |
| 855 | 802  | 40    | El misteri de les dunes de Tottori (Part de Tottori) "Tottori Sakyū Misuterī Tsuā (Tottori-hen)" (鳥取砂丘ミステリーツアー (鳥取編))     | Mystery Tour 2015    | 5 de desembre del 2015  | 1 de desembre del 2019  |
| El cas del robatori del valuós cremador d'encens de la família Kumado es complica després que, en un gir inesperat, el lladre torni l'objecte. En Kogoro creu que aquest fet és la confirmació que es tracta d'un dels membres de la família, que sap que ell està investigant el cas i s'ha espantat. Però en Conan pensa que la clau del cas és l'hora en què va tenir lloc el robatori. Seguint aquesta teoria, descobreix que la Shuko no diu tota la veritat.                                                                    |      |       | |                      |                         |                         |
| 856 | 803  | 41    | L'incendiari dels parcs infantils "Hinoyōjin no otoshiana" (火の用心の落とし穴)                                                          | Original             | 12 de desembre del 2015 | 7 de desembre del 2019  |
| Els amics de la Lliga de Detectius Júnior estan fent una desfilada pel carrer amb els bombers per conscienciar la població del perill perquè hi ha hagut diversos incendis en parcs infantils. Es tracta d'una cadena d'incendis provocats d'instal·lacions per jugar els nens, que s'havien produït fa un any i ara es tornen a repetir. En Conan i els seus ajudants es posen a investigar-los. |      |       | |                      |                         |                         |